# Бессмертная партия
Бессмертная партия (нем. Unsterbliche Partie) — шахматная партия, сыгранная 21 июня 1851 года в Лондоне между Адольфом Андерсеном (белые) и Лионелем Кизерицким (чёрные). Примечательна большим количеством серьёзнейших жертв, которые принесли белые для достижения победы. Одна из самых знаменитых партий за всю историю шахмат, была единодушно признана высшим образцом романтических шахмат — течения, господствовавшего в середине XIX века.
Партия была сыграна среди других «лёгких» партий во время первого лондонского международного турнира 1851 года. Опубликована в том же году в первом номере журнала «Chess Player’s Chronicle», основанного Б. Горвицем и И. Клингом. Название «бессмертная» было предложено австрийцем Эрнстом Фалькбеером, опубликовавшим в 1855 году в журнале «Винер шахцайтунг» подробный анализ партии. «Бессмертную» сотни раз перепечатывали, анализировали и изучали.

## Партия с комментариями
|   | a | b | c | d | e | f | g | h |   |
| - | --- | --- | --- | --- | --- | --- | --- | --- | - |
| 8 | a8 чёрная ладья · b8 чёрный конь · c8 чёрный слон · e8 чёрный король · f8 чёрный слон · g8 чёрный конь · h8 чёрная ладья · a7 чёрная пешка · c7 чёрная пешка · d7 чёрная пешка · f7 чёрная пешка · g7 чёрная пешка · h7 чёрная пешка · b5 чёрная пешка · c4 белый слон · e4 белая пешка · f4 чёрная пешка · h4 чёрный ферзь · a2 белая пешка · b2 белая пешка · c2 белая пешка · d2 белая пешка · g2 белая пешка · h2 белая пешка · a1 белая ладья · b1 белый конь · c1 белый слон · d1 белый ферзь · f1 белый король · g1 белый конь · h1 белая ладья | a8 чёрная ладья · b8 чёрный конь · c8 чёрный слон · e8 чёрный король · f8 чёрный слон · g8 чёрный конь · h8 чёрная ладья · a7 чёрная пешка · c7 чёрная пешка · d7 чёрная пешка · f7 чёрная пешка · g7 чёрная пешка · h7 чёрная пешка · b5 чёрная пешка · c4 белый слон · e4 белая пешка · f4 чёрная пешка · h4 чёрный ферзь · a2 белая пешка · b2 белая пешка · c2 белая пешка · d2 белая пешка · g2 белая пешка · h2 белая пешка · a1 белая ладья · b1 белый конь · c1 белый слон · d1 белый ферзь · f1 белый король · g1 белый конь · h1 белая ладья | a8 чёрная ладья · b8 чёрный конь · c8 чёрный слон · e8 чёрный король · f8 чёрный слон · g8 чёрный конь · h8 чёрная ладья · a7 чёрная пешка · c7 чёрная пешка · d7 чёрная пешка · f7 чёрная пешка · g7 чёрная пешка · h7 чёрная пешка · b5 чёрная пешка · c4 белый слон · e4 белая пешка · f4 чёрная пешка · h4 чёрный ферзь · a2 белая пешка · b2 белая пешка · c2 белая пешка · d2 белая пешка · g2 белая пешка · h2 белая пешка · a1 белая ладья · b1 белый конь · c1 белый слон · d1 белый ферзь · f1 белый король · g1 белый конь · h1 белая ладья | a8 чёрная ладья · b8 чёрный конь · c8 чёрный слон · e8 чёрный король · f8 чёрный слон · g8 чёрный конь · h8 чёрная ладья · a7 чёрная пешка · c7 чёрная пешка · d7 чёрная пешка · f7 чёрная пешка · g7 чёрная пешка · h7 чёрная пешка · b5 чёрная пешка · c4 белый слон · e4 белая пешка · f4 чёрная пешка · h4 чёрный ферзь · a2 белая пешка · b2 белая пешка · c2 белая пешка · d2 белая пешка · g2 белая пешка · h2 белая пешка · a1 белая ладья · b1 белый конь · c1 белый слон · d1 белый ферзь · f1 белый король · g1 белый конь · h1 белая ладья | a8 чёрная ладья · b8 чёрный конь · c8 чёрный слон · e8 чёрный король · f8 чёрный слон · g8 чёрный конь · h8 чёрная ладья · a7 чёрная пешка · c7 чёрная пешка · d7 чёрная пешка · f7 чёрная пешка · g7 чёрная пешка · h7 чёрная пешка · b5 чёрная пешка · c4 белый слон · e4 белая пешка · f4 чёрная пешка · h4 чёрный ферзь · a2 белая пешка · b2 белая пешка · c2 белая пешка · d2 белая пешка · g2 белая пешка · h2 белая пешка · a1 белая ладья · b1 белый конь · c1 белый слон · d1 белый ферзь · f1 белый король · g1 белый конь · h1 белая ладья | a8 чёрная ладья · b8 чёрный конь · c8 чёрный слон · e8 чёрный король · f8 чёрный слон · g8 чёрный конь · h8 чёрная ладья · a7 чёрная пешка · c7 чёрная пешка · d7 чёрная пешка · f7 чёрная пешка · g7 чёрная пешка · h7 чёрная пешка · b5 чёрная пешка · c4 белый слон · e4 белая пешка · f4 чёрная пешка · h4 чёрный ферзь · a2 белая пешка · b2 белая пешка · c2 белая пешка · d2 белая пешка · g2 белая пешка · h2 белая пешка · a1 белая ладья · b1 белый конь · c1 белый слон · d1 белый ферзь · f1 белый король · g1 белый конь · h1 белая ладья | a8 чёрная ладья · b8 чёрный конь · c8 чёрный слон · e8 чёрный король · f8 чёрный слон · g8 чёрный конь · h8 чёрная ладья · a7 чёрная пешка · c7 чёрная пешка · d7 чёрная пешка · f7 чёрная пешка · g7 чёрная пешка · h7 чёрная пешка · b5 чёрная пешка · c4 белый слон · e4 белая пешка · f4 чёрная пешка · h4 чёрный ферзь · a2 белая пешка · b2 белая пешка · c2 белая пешка · d2 белая пешка · g2 белая пешка · h2 белая пешка · a1 белая ладья · b1 белый конь · c1 белый слон · d1 белый ферзь · f1 белый король · g1 белый конь · h1 белая ладья | a8 чёрная ладья · b8 чёрный конь · c8 чёрный слон · e8 чёрный король · f8 чёрный слон · g8 чёрный конь · h8 чёрная ладья · a7 чёрная пешка · c7 чёрная пешка · d7 чёрная пешка · f7 чёрная пешка · g7 чёрная пешка · h7 чёрная пешка · b5 чёрная пешка · c4 белый слон · e4 белая пешка · f4 чёрная пешка · h4 чёрный ферзь · a2 белая пешка · b2 белая пешка · c2 белая пешка · d2 белая пешка · g2 белая пешка · h2 белая пешка · a1 белая ладья · b1 белый конь · c1 белый слон · d1 белый ферзь · f1 белый король · g1 белый конь · h1 белая ладья | 8 |
| 7 | a8 чёрная ладья · b8 чёрный конь · c8 чёрный слон · e8 чёрный король · f8 чёрный слон · g8 чёрный конь · h8 чёрная ладья · a7 чёрная пешка · c7 чёрная пешка · d7 чёрная пешка · f7 чёрная пешка · g7 чёрная пешка · h7 чёрная пешка · b5 чёрная пешка · c4 белый слон · e4 белая пешка · f4 чёрная пешка · h4 чёрный ферзь · a2 белая пешка · b2 белая пешка · c2 белая пешка · d2 белая пешка · g2 белая пешка · h2 белая пешка · a1 белая ладья · b1 белый конь · c1 белый слон · d1 белый ферзь · f1 белый король · g1 белый конь · h1 белая ладья | a8 чёрная ладья · b8 чёрный конь · c8 чёрный слон · e8 чёрный король · f8 чёрный слон · g8 чёрный конь · h8 чёрная ладья · a7 чёрная пешка · c7 чёрная пешка · d7 чёрная пешка · f7 чёрная пешка · g7 чёрная пешка · h7 чёрная пешка · b5 чёрная пешка · c4 белый слон · e4 белая пешка · f4 чёрная пешка · h4 чёрный ферзь · a2 белая пешка · b2 белая пешка · c2 белая пешка · d2 белая пешка · g2 белая пешка · h2 белая пешка · a1 белая ладья · b1 белый конь · c1 белый слон · d1 белый ферзь · f1 белый король · g1 белый конь · h1 белая ладья | a8 чёрная ладья · b8 чёрный конь · c8 чёрный слон · e8 чёрный король · f8 чёрный слон · g8 чёрный конь · h8 чёрная ладья · a7 чёрная пешка · c7 чёрная пешка · d7 чёрная пешка · f7 чёрная пешка · g7 чёрная пешка · h7 чёрная пешка · b5 чёрная пешка · c4 белый слон · e4 белая пешка · f4 чёрная пешка · h4 чёрный ферзь · a2 белая пешка · b2 белая пешка · c2 белая пешка · d2 белая пешка · g2 белая пешка · h2 белая пешка · a1 белая ладья · b1 белый конь · c1 белый слон · d1 белый ферзь · f1 белый король · g1 белый конь · h1 белая ладья | a8 чёрная ладья · b8 чёрный конь · c8 чёрный слон · e8 чёрный король · f8 чёрный слон · g8 чёрный конь · h8 чёрная ладья · a7 чёрная пешка · c7 чёрная пешка · d7 чёрная пешка · f7 чёрная пешка · g7 чёрная пешка · h7 чёрная пешка · b5 чёрная пешка · c4 белый слон · e4 белая пешка · f4 чёрная пешка · h4 чёрный ферзь · a2 белая пешка · b2 белая пешка · c2 белая пешка · d2 белая пешка · g2 белая пешка · h2 белая пешка · a1 белая ладья · b1 белый конь · c1 белый слон · d1 белый ферзь · f1 белый король · g1 белый конь · h1 белая ладья | a8 чёрная ладья · b8 чёрный конь · c8 чёрный слон · e8 чёрный король · f8 чёрный слон · g8 чёрный конь · h8 чёрная ладья · a7 чёрная пешка · c7 чёрная пешка · d7 чёрная пешка · f7 чёрная пешка · g7 чёрная пешка · h7 чёрная пешка · b5 чёрная пешка · c4 белый слон · e4 белая пешка · f4 чёрная пешка · h4 чёрный ферзь · a2 белая пешка · b2 белая пешка · c2 белая пешка · d2 белая пешка · g2 белая пешка · h2 белая пешка · a1 белая ладья · b1 белый конь · c1 белый слон · d1 белый ферзь · f1 белый король · g1 белый конь · h1 белая ладья | a8 чёрная ладья · b8 чёрный конь · c8 чёрный слон · e8 чёрный король · f8 чёрный слон · g8 чёрный конь · h8 чёрная ладья · a7 чёрная пешка · c7 чёрная пешка · d7 чёрная пешка · f7 чёрная пешка · g7 чёрная пешка · h7 чёрная пешка · b5 чёрная пешка · c4 белый слон · e4 белая пешка · f4 чёрная пешка · h4 чёрный ферзь · a2 белая пешка · b2 белая пешка · c2 белая пешка · d2 белая пешка · g2 белая пешка · h2 белая пешка · a1 белая ладья · b1 белый конь · c1 белый слон · d1 белый ферзь · f1 белый король · g1 белый конь · h1 белая ладья | a8 чёрная ладья · b8 чёрный конь · c8 чёрный слон · e8 чёрный король · f8 чёрный слон · g8 чёрный конь · h8 чёрная ладья · a7 чёрная пешка · c7 чёрная пешка · d7 чёрная пешка · f7 чёрная пешка · g7 чёрная пешка · h7 чёрная пешка · b5 чёрная пешка · c4 белый слон · e4 белая пешка · f4 чёрная пешка · h4 чёрный ферзь · a2 белая пешка · b2 белая пешка · c2 белая пешка · d2 белая пешка · g2 белая пешка · h2 белая пешка · a1 белая ладья · b1 белый конь · c1 белый слон · d1 белый ферзь · f1 белый король · g1 белый конь · h1 белая ладья | a8 чёрная ладья · b8 чёрный конь · c8 чёрный слон · e8 чёрный король · f8 чёрный слон · g8 чёрный конь · h8 чёрная ладья · a7 чёрная пешка · c7 чёрная пешка · d7 чёрная пешка · f7 чёрная пешка · g7 чёрная пешка · h7 чёрная пешка · b5 чёрная пешка · c4 белый слон · e4 белая пешка · f4 чёрная пешка · h4 чёрный ферзь · a2 белая пешка · b2 белая пешка · c2 белая пешка · d2 белая пешка · g2 белая пешка · h2 белая пешка · a1 белая ладья · b1 белый конь · c1 белый слон · d1 белый ферзь · f1 белый король · g1 белый конь · h1 белая ладья | 7 |
| 6 | a8 чёрная ладья · b8 чёрный конь · c8 чёрный слон · e8 чёрный король · f8 чёрный слон · g8 чёрный конь · h8 чёрная ладья · a7 чёрная пешка · c7 чёрная пешка · d7 чёрная пешка · f7 чёрная пешка · g7 чёрная пешка · h7 чёрная пешка · b5 чёрная пешка · c4 белый слон · e4 белая пешка · f4 чёрная пешка · h4 чёрный ферзь · a2 белая пешка · b2 белая пешка · c2 белая пешка · d2 белая пешка · g2 белая пешка · h2 белая пешка · a1 белая ладья · b1 белый конь · c1 белый слон · d1 белый ферзь · f1 белый король · g1 белый конь · h1 белая ладья | a8 чёрная ладья · b8 чёрный конь · c8 чёрный слон · e8 чёрный король · f8 чёрный слон · g8 чёрный конь · h8 чёрная ладья · a7 чёрная пешка · c7 чёрная пешка · d7 чёрная пешка · f7 чёрная пешка · g7 чёрная пешка · h7 чёрная пешка · b5 чёрная пешка · c4 белый слон · e4 белая пешка · f4 чёрная пешка · h4 чёрный ферзь · a2 белая пешка · b2 белая пешка · c2 белая пешка · d2 белая пешка · g2 белая пешка · h2 белая пешка · a1 белая ладья · b1 белый конь · c1 белый слон · d1 белый ферзь · f1 белый король · g1 белый конь · h1 белая ладья | a8 чёрная ладья · b8 чёрный конь · c8 чёрный слон · e8 чёрный король · f8 чёрный слон · g8 чёрный конь · h8 чёрная ладья · a7 чёрная пешка · c7 чёрная пешка · d7 чёрная пешка · f7 чёрная пешка · g7 чёрная пешка · h7 чёрная пешка · b5 чёрная пешка · c4 белый слон · e4 белая пешка · f4 чёрная пешка · h4 чёрный ферзь · a2 белая пешка · b2 белая пешка · c2 белая пешка · d2 белая пешка · g2 белая пешка · h2 белая пешка · a1 белая ладья · b1 белый конь · c1 белый слон · d1 белый ферзь · f1 белый король · g1 белый конь · h1 белая ладья | a8 чёрная ладья · b8 чёрный конь · c8 чёрный слон · e8 чёрный король · f8 чёрный слон · g8 чёрный конь · h8 чёрная ладья · a7 чёрная пешка · c7 чёрная пешка · d7 чёрная пешка · f7 чёрная пешка · g7 чёрная пешка · h7 чёрная пешка · b5 чёрная пешка · c4 белый слон · e4 белая пешка · f4 чёрная пешка · h4 чёрный ферзь · a2 белая пешка · b2 белая пешка · c2 белая пешка · d2 белая пешка · g2 белая пешка · h2 белая пешка · a1 белая ладья · b1 белый конь · c1 белый слон · d1 белый ферзь · f1 белый король · g1 белый конь · h1 белая ладья | a8 чёрная ладья · b8 чёрный конь · c8 чёрный слон · e8 чёрный король · f8 чёрный слон · g8 чёрный конь · h8 чёрная ладья · a7 чёрная пешка · c7 чёрная пешка · d7 чёрная пешка · f7 чёрная пешка · g7 чёрная пешка · h7 чёрная пешка · b5 чёрная пешка · c4 белый слон · e4 белая пешка · f4 чёрная пешка · h4 чёрный ферзь · a2 белая пешка · b2 белая пешка · c2 белая пешка · d2 белая пешка · g2 белая пешка · h2 белая пешка · a1 белая ладья · b1 белый конь · c1 белый слон · d1 белый ферзь · f1 белый король · g1 белый конь · h1 белая ладья | a8 чёрная ладья · b8 чёрный конь · c8 чёрный слон · e8 чёрный король · f8 чёрный слон · g8 чёрный конь · h8 чёрная ладья · a7 чёрная пешка · c7 чёрная пешка · d7 чёрная пешка · f7 чёрная пешка · g7 чёрная пешка · h7 чёрная пешка · b5 чёрная пешка · c4 белый слон · e4 белая пешка · f4 чёрная пешка · h4 чёрный ферзь · a2 белая пешка · b2 белая пешка · c2 белая пешка · d2 белая пешка · g2 белая пешка · h2 белая пешка · a1 белая ладья · b1 белый конь · c1 белый слон · d1 белый ферзь · f1 белый король · g1 белый конь · h1 белая ладья | a8 чёрная ладья · b8 чёрный конь · c8 чёрный слон · e8 чёрный король · f8 чёрный слон · g8 чёрный конь · h8 чёрная ладья · a7 чёрная пешка · c7 чёрная пешка · d7 чёрная пешка · f7 чёрная пешка · g7 чёрная пешка · h7 чёрная пешка · b5 чёрная пешка · c4 белый слон · e4 белая пешка · f4 чёрная пешка · h4 чёрный ферзь · a2 белая пешка · b2 белая пешка · c2 белая пешка · d2 белая пешка · g2 белая пешка · h2 белая пешка · a1 белая ладья · b1 белый конь · c1 белый слон · d1 белый ферзь · f1 белый король · g1 белый конь · h1 белая ладья | a8 чёрная ладья · b8 чёрный конь · c8 чёрный слон · e8 чёрный король · f8 чёрный слон · g8 чёрный конь · h8 чёрная ладья · a7 чёрная пешка · c7 чёрная пешка · d7 чёрная пешка · f7 чёрная пешка · g7 чёрная пешка · h7 чёрная пешка · b5 чёрная пешка · c4 белый слон · e4 белая пешка · f4 чёрная пешка · h4 чёрный ферзь · a2 белая пешка · b2 белая пешка · c2 белая пешка · d2 белая пешка · g2 белая пешка · h2 белая пешка · a1 белая ладья · b1 белый конь · c1 белый слон · d1 белый ферзь · f1 белый король · g1 белый конь · h1 белая ладья | 6 |
| 5 | a8 чёрная ладья · b8 чёрный конь · c8 чёрный слон · e8 чёрный король · f8 чёрный слон · g8 чёрный конь · h8 чёрная ладья · a7 чёрная пешка · c7 чёрная пешка · d7 чёрная пешка · f7 чёрная пешка · g7 чёрная пешка · h7 чёрная пешка · b5 чёрная пешка · c4 белый слон · e4 белая пешка · f4 чёрная пешка · h4 чёрный ферзь · a2 белая пешка · b2 белая пешка · c2 белая пешка · d2 белая пешка · g2 белая пешка · h2 белая пешка · a1 белая ладья · b1 белый конь · c1 белый слон · d1 белый ферзь · f1 белый король · g1 белый конь · h1 белая ладья | a8 чёрная ладья · b8 чёрный конь · c8 чёрный слон · e8 чёрный король · f8 чёрный слон · g8 чёрный конь · h8 чёрная ладья · a7 чёрная пешка · c7 чёрная пешка · d7 чёрная пешка · f7 чёрная пешка · g7 чёрная пешка · h7 чёрная пешка · b5 чёрная пешка · c4 белый слон · e4 белая пешка · f4 чёрная пешка · h4 чёрный ферзь · a2 белая пешка · b2 белая пешка · c2 белая пешка · d2 белая пешка · g2 белая пешка · h2 белая пешка · a1 белая ладья · b1 белый конь · c1 белый слон · d1 белый ферзь · f1 белый король · g1 белый конь · h1 белая ладья | a8 чёрная ладья · b8 чёрный конь · c8 чёрный слон · e8 чёрный король · f8 чёрный слон · g8 чёрный конь · h8 чёрная ладья · a7 чёрная пешка · c7 чёрная пешка · d7 чёрная пешка · f7 чёрная пешка · g7 чёрная пешка · h7 чёрная пешка · b5 чёрная пешка · c4 белый слон · e4 белая пешка · f4 чёрная пешка · h4 чёрный ферзь · a2 белая пешка · b2 белая пешка · c2 белая пешка · d2 белая пешка · g2 белая пешка · h2 белая пешка · a1 белая ладья · b1 белый конь · c1 белый слон · d1 белый ферзь · f1 белый король · g1 белый конь · h1 белая ладья | a8 чёрная ладья · b8 чёрный конь · c8 чёрный слон · e8 чёрный король · f8 чёрный слон · g8 чёрный конь · h8 чёрная ладья · a7 чёрная пешка · c7 чёрная пешка · d7 чёрная пешка · f7 чёрная пешка · g7 чёрная пешка · h7 чёрная пешка · b5 чёрная пешка · c4 белый слон · e4 белая пешка · f4 чёрная пешка · h4 чёрный ферзь · a2 белая пешка · b2 белая пешка · c2 белая пешка · d2 белая пешка · g2 белая пешка · h2 белая пешка · a1 белая ладья · b1 белый конь · c1 белый слон · d1 белый ферзь · f1 белый король · g1 белый конь · h1 белая ладья | a8 чёрная ладья · b8 чёрный конь · c8 чёрный слон · e8 чёрный король · f8 чёрный слон · g8 чёрный конь · h8 чёрная ладья · a7 чёрная пешка · c7 чёрная пешка · d7 чёрная пешка · f7 чёрная пешка · g7 чёрная пешка · h7 чёрная пешка · b5 чёрная пешка · c4 белый слон · e4 белая пешка · f4 чёрная пешка · h4 чёрный ферзь · a2 белая пешка · b2 белая пешка · c2 белая пешка · d2 белая пешка · g2 белая пешка · h2 белая пешка · a1 белая ладья · b1 белый конь · c1 белый слон · d1 белый ферзь · f1 белый король · g1 белый конь · h1 белая ладья | a8 чёрная ладья · b8 чёрный конь · c8 чёрный слон · e8 чёрный король · f8 чёрный слон · g8 чёрный конь · h8 чёрная ладья · a7 чёрная пешка · c7 чёрная пешка · d7 чёрная пешка · f7 чёрная пешка · g7 чёрная пешка · h7 чёрная пешка · b5 чёрная пешка · c4 белый слон · e4 белая пешка · f4 чёрная пешка · h4 чёрный ферзь · a2 белая пешка · b2 белая пешка · c2 белая пешка · d2 белая пешка · g2 белая пешка · h2 белая пешка · a1 белая ладья · b1 белый конь · c1 белый слон · d1 белый ферзь · f1 белый король · g1 белый конь · h1 белая ладья | a8 чёрная ладья · b8 чёрный конь · c8 чёрный слон · e8 чёрный король · f8 чёрный слон · g8 чёрный конь · h8 чёрная ладья · a7 чёрная пешка · c7 чёрная пешка · d7 чёрная пешка · f7 чёрная пешка · g7 чёрная пешка · h7 чёрная пешка · b5 чёрная пешка · c4 белый слон · e4 белая пешка · f4 чёрная пешка · h4 чёрный ферзь · a2 белая пешка · b2 белая пешка · c2 белая пешка · d2 белая пешка · g2 белая пешка · h2 белая пешка · a1 белая ладья · b1 белый конь · c1 белый слон · d1 белый ферзь · f1 белый король · g1 белый конь · h1 белая ладья | a8 чёрная ладья · b8 чёрный конь · c8 чёрный слон · e8 чёрный король · f8 чёрный слон · g8 чёрный конь · h8 чёрная ладья · a7 чёрная пешка · c7 чёрная пешка · d7 чёрная пешка · f7 чёрная пешка · g7 чёрная пешка · h7 чёрная пешка · b5 чёрная пешка · c4 белый слон · e4 белая пешка · f4 чёрная пешка · h4 чёрный ферзь · a2 белая пешка · b2 белая пешка · c2 белая пешка · d2 белая пешка · g2 белая пешка · h2 белая пешка · a1 белая ладья · b1 белый конь · c1 белый слон · d1 белый ферзь · f1 белый король · g1 белый конь · h1 белая ладья | 5 |
| 4 | a8 чёрная ладья · b8 чёрный конь · c8 чёрный слон · e8 чёрный король · f8 чёрный слон · g8 чёрный конь · h8 чёрная ладья · a7 чёрная пешка · c7 чёрная пешка · d7 чёрная пешка · f7 чёрная пешка · g7 чёрная пешка · h7 чёрная пешка · b5 чёрная пешка · c4 белый слон · e4 белая пешка · f4 чёрная пешка · h4 чёрный ферзь · a2 белая пешка · b2 белая пешка · c2 белая пешка · d2 белая пешка · g2 белая пешка · h2 белая пешка · a1 белая ладья · b1 белый конь · c1 белый слон · d1 белый ферзь · f1 белый король · g1 белый конь · h1 белая ладья | a8 чёрная ладья · b8 чёрный конь · c8 чёрный слон · e8 чёрный король · f8 чёрный слон · g8 чёрный конь · h8 чёрная ладья · a7 чёрная пешка · c7 чёрная пешка · d7 чёрная пешка · f7 чёрная пешка · g7 чёрная пешка · h7 чёрная пешка · b5 чёрная пешка · c4 белый слон · e4 белая пешка · f4 чёрная пешка · h4 чёрный ферзь · a2 белая пешка · b2 белая пешка · c2 белая пешка · d2 белая пешка · g2 белая пешка · h2 белая пешка · a1 белая ладья · b1 белый конь · c1 белый слон · d1 белый ферзь · f1 белый король · g1 белый конь · h1 белая ладья | a8 чёрная ладья · b8 чёрный конь · c8 чёрный слон · e8 чёрный король · f8 чёрный слон · g8 чёрный конь · h8 чёрная ладья · a7 чёрная пешка · c7 чёрная пешка · d7 чёрная пешка · f7 чёрная пешка · g7 чёрная пешка · h7 чёрная пешка · b5 чёрная пешка · c4 белый слон · e4 белая пешка · f4 чёрная пешка · h4 чёрный ферзь · a2 белая пешка · b2 белая пешка · c2 белая пешка · d2 белая пешка · g2 белая пешка · h2 белая пешка · a1 белая ладья · b1 белый конь · c1 белый слон · d1 белый ферзь · f1 белый король · g1 белый конь · h1 белая ладья | a8 чёрная ладья · b8 чёрный конь · c8 чёрный слон · e8 чёрный король · f8 чёрный слон · g8 чёрный конь · h8 чёрная ладья · a7 чёрная пешка · c7 чёрная пешка · d7 чёрная пешка · f7 чёрная пешка · g7 чёрная пешка · h7 чёрная пешка · b5 чёрная пешка · c4 белый слон · e4 белая пешка · f4 чёрная пешка · h4 чёрный ферзь · a2 белая пешка · b2 белая пешка · c2 белая пешка · d2 белая пешка · g2 белая пешка · h2 белая пешка · a1 белая ладья · b1 белый конь · c1 белый слон · d1 белый ферзь · f1 белый король · g1 белый конь · h1 белая ладья | a8 чёрная ладья · b8 чёрный конь · c8 чёрный слон · e8 чёрный король · f8 чёрный слон · g8 чёрный конь · h8 чёрная ладья · a7 чёрная пешка · c7 чёрная пешка · d7 чёрная пешка · f7 чёрная пешка · g7 чёрная пешка · h7 чёрная пешка · b5 чёрная пешка · c4 белый слон · e4 белая пешка · f4 чёрная пешка · h4 чёрный ферзь · a2 белая пешка · b2 белая пешка · c2 белая пешка · d2 белая пешка · g2 белая пешка · h2 белая пешка · a1 белая ладья · b1 белый конь · c1 белый слон · d1 белый ферзь · f1 белый король · g1 белый конь · h1 белая ладья | a8 чёрная ладья · b8 чёрный конь · c8 чёрный слон · e8 чёрный король · f8 чёрный слон · g8 чёрный конь · h8 чёрная ладья · a7 чёрная пешка · c7 чёрная пешка · d7 чёрная пешка · f7 чёрная пешка · g7 чёрная пешка · h7 чёрная пешка · b5 чёрная пешка · c4 белый слон · e4 белая пешка · f4 чёрная пешка · h4 чёрный ферзь · a2 белая пешка · b2 белая пешка · c2 белая пешка · d2 белая пешка · g2 белая пешка · h2 белая пешка · a1 белая ладья · b1 белый конь · c1 белый слон · d1 белый ферзь · f1 белый король · g1 белый конь · h1 белая ладья | a8 чёрная ладья · b8 чёрный конь · c8 чёрный слон · e8 чёрный король · f8 чёрный слон · g8 чёрный конь · h8 чёрная ладья · a7 чёрная пешка · c7 чёрная пешка · d7 чёрная пешка · f7 чёрная пешка · g7 чёрная пешка · h7 чёрная пешка · b5 чёрная пешка · c4 белый слон · e4 белая пешка · f4 чёрная пешка · h4 чёрный ферзь · a2 белая пешка · b2 белая пешка · c2 белая пешка · d2 белая пешка · g2 белая пешка · h2 белая пешка · a1 белая ладья · b1 белый конь · c1 белый слон · d1 белый ферзь · f1 белый король · g1 белый конь · h1 белая ладья | a8 чёрная ладья · b8 чёрный конь · c8 чёрный слон · e8 чёрный король · f8 чёрный слон · g8 чёрный конь · h8 чёрная ладья · a7 чёрная пешка · c7 чёрная пешка · d7 чёрная пешка · f7 чёрная пешка · g7 чёрная пешка · h7 чёрная пешка · b5 чёрная пешка · c4 белый слон · e4 белая пешка · f4 чёрная пешка · h4 чёрный ферзь · a2 белая пешка · b2 белая пешка · c2 белая пешка · d2 белая пешка · g2 белая пешка · h2 белая пешка · a1 белая ладья · b1 белый конь · c1 белый слон · d1 белый ферзь · f1 белый король · g1 белый конь · h1 белая ладья | 4 |
| 3 | a8 чёрная ладья · b8 чёрный конь · c8 чёрный слон · e8 чёрный король · f8 чёрный слон · g8 чёрный конь · h8 чёрная ладья · a7 чёрная пешка · c7 чёрная пешка · d7 чёрная пешка · f7 чёрная пешка · g7 чёрная пешка · h7 чёрная пешка · b5 чёрная пешка · c4 белый слон · e4 белая пешка · f4 чёрная пешка · h4 чёрный ферзь · a2 белая пешка · b2 белая пешка · c2 белая пешка · d2 белая пешка · g2 белая пешка · h2 белая пешка · a1 белая ладья · b1 белый конь · c1 белый слон · d1 белый ферзь · f1 белый король · g1 белый конь · h1 белая ладья | a8 чёрная ладья · b8 чёрный конь · c8 чёрный слон · e8 чёрный король · f8 чёрный слон · g8 чёрный конь · h8 чёрная ладья · a7 чёрная пешка · c7 чёрная пешка · d7 чёрная пешка · f7 чёрная пешка · g7 чёрная пешка · h7 чёрная пешка · b5 чёрная пешка · c4 белый слон · e4 белая пешка · f4 чёрная пешка · h4 чёрный ферзь · a2 белая пешка · b2 белая пешка · c2 белая пешка · d2 белая пешка · g2 белая пешка · h2 белая пешка · a1 белая ладья · b1 белый конь · c1 белый слон · d1 белый ферзь · f1 белый король · g1 белый конь · h1 белая ладья | a8 чёрная ладья · b8 чёрный конь · c8 чёрный слон · e8 чёрный король · f8 чёрный слон · g8 чёрный конь · h8 чёрная ладья · a7 чёрная пешка · c7 чёрная пешка · d7 чёрная пешка · f7 чёрная пешка · g7 чёрная пешка · h7 чёрная пешка · b5 чёрная пешка · c4 белый слон · e4 белая пешка · f4 чёрная пешка · h4 чёрный ферзь · a2 белая пешка · b2 белая пешка · c2 белая пешка · d2 белая пешка · g2 белая пешка · h2 белая пешка · a1 белая ладья · b1 белый конь · c1 белый слон · d1 белый ферзь · f1 белый король · g1 белый конь · h1 белая ладья | a8 чёрная ладья · b8 чёрный конь · c8 чёрный слон · e8 чёрный король · f8 чёрный слон · g8 чёрный конь · h8 чёрная ладья · a7 чёрная пешка · c7 чёрная пешка · d7 чёрная пешка · f7 чёрная пешка · g7 чёрная пешка · h7 чёрная пешка · b5 чёрная пешка · c4 белый слон · e4 белая пешка · f4 чёрная пешка · h4 чёрный ферзь · a2 белая пешка · b2 белая пешка · c2 белая пешка · d2 белая пешка · g2 белая пешка · h2 белая пешка · a1 белая ладья · b1 белый конь · c1 белый слон · d1 белый ферзь · f1 белый король · g1 белый конь · h1 белая ладья | a8 чёрная ладья · b8 чёрный конь · c8 чёрный слон · e8 чёрный король · f8 чёрный слон · g8 чёрный конь · h8 чёрная ладья · a7 чёрная пешка · c7 чёрная пешка · d7 чёрная пешка · f7 чёрная пешка · g7 чёрная пешка · h7 чёрная пешка · b5 чёрная пешка · c4 белый слон · e4 белая пешка · f4 чёрная пешка · h4 чёрный ферзь · a2 белая пешка · b2 белая пешка · c2 белая пешка · d2 белая пешка · g2 белая пешка · h2 белая пешка · a1 белая ладья · b1 белый конь · c1 белый слон · d1 белый ферзь · f1 белый король · g1 белый конь · h1 белая ладья | a8 чёрная ладья · b8 чёрный конь · c8 чёрный слон · e8 чёрный король · f8 чёрный слон · g8 чёрный конь · h8 чёрная ладья · a7 чёрная пешка · c7 чёрная пешка · d7 чёрная пешка · f7 чёрная пешка · g7 чёрная пешка · h7 чёрная пешка · b5 чёрная пешка · c4 белый слон · e4 белая пешка · f4 чёрная пешка · h4 чёрный ферзь · a2 белая пешка · b2 белая пешка · c2 белая пешка · d2 белая пешка · g2 белая пешка · h2 белая пешка · a1 белая ладья · b1 белый конь · c1 белый слон · d1 белый ферзь · f1 белый король · g1 белый конь · h1 белая ладья | a8 чёрная ладья · b8 чёрный конь · c8 чёрный слон · e8 чёрный король · f8 чёрный слон · g8 чёрный конь · h8 чёрная ладья · a7 чёрная пешка · c7 чёрная пешка · d7 чёрная пешка · f7 чёрная пешка · g7 чёрная пешка · h7 чёрная пешка · b5 чёрная пешка · c4 белый слон · e4 белая пешка · f4 чёрная пешка · h4 чёрный ферзь · a2 белая пешка · b2 белая пешка · c2 белая пешка · d2 белая пешка · g2 белая пешка · h2 белая пешка · a1 белая ладья · b1 белый конь · c1 белый слон · d1 белый ферзь · f1 белый король · g1 белый конь · h1 белая ладья | a8 чёрная ладья · b8 чёрный конь · c8 чёрный слон · e8 чёрный король · f8 чёрный слон · g8 чёрный конь · h8 чёрная ладья · a7 чёрная пешка · c7 чёрная пешка · d7 чёрная пешка · f7 чёрная пешка · g7 чёрная пешка · h7 чёрная пешка · b5 чёрная пешка · c4 белый слон · e4 белая пешка · f4 чёрная пешка · h4 чёрный ферзь · a2 белая пешка · b2 белая пешка · c2 белая пешка · d2 белая пешка · g2 белая пешка · h2 белая пешка · a1 белая ладья · b1 белый конь · c1 белый слон · d1 белый ферзь · f1 белый король · g1 белый конь · h1 белая ладья | 3 |
| 2 | a8 чёрная ладья · b8 чёрный конь · c8 чёрный слон · e8 чёрный король · f8 чёрный слон · g8 чёрный конь · h8 чёрная ладья · a7 чёрная пешка · c7 чёрная пешка · d7 чёрная пешка · f7 чёрная пешка · g7 чёрная пешка · h7 чёрная пешка · b5 чёрная пешка · c4 белый слон · e4 белая пешка · f4 чёрная пешка · h4 чёрный ферзь · a2 белая пешка · b2 белая пешка · c2 белая пешка · d2 белая пешка · g2 белая пешка · h2 белая пешка · a1 белая ладья · b1 белый конь · c1 белый слон · d1 белый ферзь · f1 белый король · g1 белый конь · h1 белая ладья | a8 чёрная ладья · b8 чёрный конь · c8 чёрный слон · e8 чёрный король · f8 чёрный слон · g8 чёрный конь · h8 чёрная ладья · a7 чёрная пешка · c7 чёрная пешка · d7 чёрная пешка · f7 чёрная пешка · g7 чёрная пешка · h7 чёрная пешка · b5 чёрная пешка · c4 белый слон · e4 белая пешка · f4 чёрная пешка · h4 чёрный ферзь · a2 белая пешка · b2 белая пешка · c2 белая пешка · d2 белая пешка · g2 белая пешка · h2 белая пешка · a1 белая ладья · b1 белый конь · c1 белый слон · d1 белый ферзь · f1 белый король · g1 белый конь · h1 белая ладья | a8 чёрная ладья · b8 чёрный конь · c8 чёрный слон · e8 чёрный король · f8 чёрный слон · g8 чёрный конь · h8 чёрная ладья · a7 чёрная пешка · c7 чёрная пешка · d7 чёрная пешка · f7 чёрная пешка · g7 чёрная пешка · h7 чёрная пешка · b5 чёрная пешка · c4 белый слон · e4 белая пешка · f4 чёрная пешка · h4 чёрный ферзь · a2 белая пешка · b2 белая пешка · c2 белая пешка · d2 белая пешка · g2 белая пешка · h2 белая пешка · a1 белая ладья · b1 белый конь · c1 белый слон · d1 белый ферзь · f1 белый король · g1 белый конь · h1 белая ладья | a8 чёрная ладья · b8 чёрный конь · c8 чёрный слон · e8 чёрный король · f8 чёрный слон · g8 чёрный конь · h8 чёрная ладья · a7 чёрная пешка · c7 чёрная пешка · d7 чёрная пешка · f7 чёрная пешка · g7 чёрная пешка · h7 чёрная пешка · b5 чёрная пешка · c4 белый слон · e4 белая пешка · f4 чёрная пешка · h4 чёрный ферзь · a2 белая пешка · b2 белая пешка · c2 белая пешка · d2 белая пешка · g2 белая пешка · h2 белая пешка · a1 белая ладья · b1 белый конь · c1 белый слон · d1 белый ферзь · f1 белый король · g1 белый конь · h1 белая ладья | a8 чёрная ладья · b8 чёрный конь · c8 чёрный слон · e8 чёрный король · f8 чёрный слон · g8 чёрный конь · h8 чёрная ладья · a7 чёрная пешка · c7 чёрная пешка · d7 чёрная пешка · f7 чёрная пешка · g7 чёрная пешка · h7 чёрная пешка · b5 чёрная пешка · c4 белый слон · e4 белая пешка · f4 чёрная пешка · h4 чёрный ферзь · a2 белая пешка · b2 белая пешка · c2 белая пешка · d2 белая пешка · g2 белая пешка · h2 белая пешка · a1 белая ладья · b1 белый конь · c1 белый слон · d1 белый ферзь · f1 белый король · g1 белый конь · h1 белая ладья | a8 чёрная ладья · b8 чёрный конь · c8 чёрный слон · e8 чёрный король · f8 чёрный слон · g8 чёрный конь · h8 чёрная ладья · a7 чёрная пешка · c7 чёрная пешка · d7 чёрная пешка · f7 чёрная пешка · g7 чёрная пешка · h7 чёрная пешка · b5 чёрная пешка · c4 белый слон · e4 белая пешка · f4 чёрная пешка · h4 чёрный ферзь · a2 белая пешка · b2 белая пешка · c2 белая пешка · d2 белая пешка · g2 белая пешка · h2 белая пешка · a1 белая ладья · b1 белый конь · c1 белый слон · d1 белый ферзь · f1 белый король · g1 белый конь · h1 белая ладья | a8 чёрная ладья · b8 чёрный конь · c8 чёрный слон · e8 чёрный король · f8 чёрный слон · g8 чёрный конь · h8 чёрная ладья · a7 чёрная пешка · c7 чёрная пешка · d7 чёрная пешка · f7 чёрная пешка · g7 чёрная пешка · h7 чёрная пешка · b5 чёрная пешка · c4 белый слон · e4 белая пешка · f4 чёрная пешка · h4 чёрный ферзь · a2 белая пешка · b2 белая пешка · c2 белая пешка · d2 белая пешка · g2 белая пешка · h2 белая пешка · a1 белая ладья · b1 белый конь · c1 белый слон · d1 белый ферзь · f1 белый король · g1 белый конь · h1 белая ладья | a8 чёрная ладья · b8 чёрный конь · c8 чёрный слон · e8 чёрный король · f8 чёрный слон · g8 чёрный конь · h8 чёрная ладья · a7 чёрная пешка · c7 чёрная пешка · d7 чёрная пешка · f7 чёрная пешка · g7 чёрная пешка · h7 чёрная пешка · b5 чёрная пешка · c4 белый слон · e4 белая пешка · f4 чёрная пешка · h4 чёрный ферзь · a2 белая пешка · b2 белая пешка · c2 белая пешка · d2 белая пешка · g2 белая пешка · h2 белая пешка · a1 белая ладья · b1 белый конь · c1 белый слон · d1 белый ферзь · f1 белый король · g1 белый конь · h1 белая ладья | 2 |
| 1 | a8 чёрная ладья · b8 чёрный конь · c8 чёрный слон · e8 чёрный король · f8 чёрный слон · g8 чёрный конь · h8 чёрная ладья · a7 чёрная пешка · c7 чёрная пешка · d7 чёрная пешка · f7 чёрная пешка · g7 чёрная пешка · h7 чёрная пешка · b5 чёрная пешка · c4 белый слон · e4 белая пешка · f4 чёрная пешка · h4 чёрный ферзь · a2 белая пешка · b2 белая пешка · c2 белая пешка · d2 белая пешка · g2 белая пешка · h2 белая пешка · a1 белая ладья · b1 белый конь · c1 белый слон · d1 белый ферзь · f1 белый король · g1 белый конь · h1 белая ладья | a8 чёрная ладья · b8 чёрный конь · c8 чёрный слон · e8 чёрный король · f8 чёрный слон · g8 чёрный конь · h8 чёрная ладья · a7 чёрная пешка · c7 чёрная пешка · d7 чёрная пешка · f7 чёрная пешка · g7 чёрная пешка · h7 чёрная пешка · b5 чёрная пешка · c4 белый слон · e4 белая пешка · f4 чёрная пешка · h4 чёрный ферзь · a2 белая пешка · b2 белая пешка · c2 белая пешка · d2 белая пешка · g2 белая пешка · h2 белая пешка · a1 белая ладья · b1 белый конь · c1 белый слон · d1 белый ферзь · f1 белый король · g1 белый конь · h1 белая ладья | a8 чёрная ладья · b8 чёрный конь · c8 чёрный слон · e8 чёрный король · f8 чёрный слон · g8 чёрный конь · h8 чёрная ладья · a7 чёрная пешка · c7 чёрная пешка · d7 чёрная пешка · f7 чёрная пешка · g7 чёрная пешка · h7 чёрная пешка · b5 чёрная пешка · c4 белый слон · e4 белая пешка · f4 чёрная пешка · h4 чёрный ферзь · a2 белая пешка · b2 белая пешка · c2 белая пешка · d2 белая пешка · g2 белая пешка · h2 белая пешка · a1 белая ладья · b1 белый конь · c1 белый слон · d1 белый ферзь · f1 белый король · g1 белый конь · h1 белая ладья | a8 чёрная ладья · b8 чёрный конь · c8 чёрный слон · e8 чёрный король · f8 чёрный слон · g8 чёрный конь · h8 чёрная ладья · a7 чёрная пешка · c7 чёрная пешка · d7 чёрная пешка · f7 чёрная пешка · g7 чёрная пешка · h7 чёрная пешка · b5 чёрная пешка · c4 белый слон · e4 белая пешка · f4 чёрная пешка · h4 чёрный ферзь · a2 белая пешка · b2 белая пешка · c2 белая пешка · d2 белая пешка · g2 белая пешка · h2 белая пешка · a1 белая ладья · b1 белый конь · c1 белый слон · d1 белый ферзь · f1 белый король · g1 белый конь · h1 белая ладья | a8 чёрная ладья · b8 чёрный конь · c8 чёрный слон · e8 чёрный король · f8 чёрный слон · g8 чёрный конь · h8 чёрная ладья · a7 чёрная пешка · c7 чёрная пешка · d7 чёрная пешка · f7 чёрная пешка · g7 чёрная пешка · h7 чёрная пешка · b5 чёрная пешка · c4 белый слон · e4 белая пешка · f4 чёрная пешка · h4 чёрный ферзь · a2 белая пешка · b2 белая пешка · c2 белая пешка · d2 белая пешка · g2 белая пешка · h2 белая пешка · a1 белая ладья · b1 белый конь · c1 белый слон · d1 белый ферзь · f1 белый король · g1 белый конь · h1 белая ладья | a8 чёрная ладья · b8 чёрный конь · c8 чёрный слон · e8 чёрный король · f8 чёрный слон · g8 чёрный конь · h8 чёрная ладья · a7 чёрная пешка · c7 чёрная пешка · d7 чёрная пешка · f7 чёрная пешка · g7 чёрная пешка · h7 чёрная пешка · b5 чёрная пешка · c4 белый слон · e4 белая пешка · f4 чёрная пешка · h4 чёрный ферзь · a2 белая пешка · b2 белая пешка · c2 белая пешка · d2 белая пешка · g2 белая пешка · h2 белая пешка · a1 белая ладья · b1 белый конь · c1 белый слон · d1 белый ферзь · f1 белый король · g1 белый конь · h1 белая ладья | a8 чёрная ладья · b8 чёрный конь · c8 чёрный слон · e8 чёрный король · f8 чёрный слон · g8 чёрный конь · h8 чёрная ладья · a7 чёрная пешка · c7 чёрная пешка · d7 чёрная пешка · f7 чёрная пешка · g7 чёрная пешка · h7 чёрная пешка · b5 чёрная пешка · c4 белый слон · e4 белая пешка · f4 чёрная пешка · h4 чёрный ферзь · a2 белая пешка · b2 белая пешка · c2 белая пешка · d2 белая пешка · g2 белая пешка · h2 белая пешка · a1 белая ладья · b1 белый конь · c1 белый слон · d1 белый ферзь · f1 белый король · g1 белый конь · h1 белая ладья | a8 чёрная ладья · b8 чёрный конь · c8 чёрный слон · e8 чёрный король · f8 чёрный слон · g8 чёрный конь · h8 чёрная ладья · a7 чёрная пешка · c7 чёрная пешка · d7 чёрная пешка · f7 чёрная пешка · g7 чёрная пешка · h7 чёрная пешка · b5 чёрная пешка · c4 белый слон · e4 белая пешка · f4 чёрная пешка · h4 чёрный ферзь · a2 белая пешка · b2 белая пешка · c2 белая пешка · d2 белая пешка · g2 белая пешка · h2 белая пешка · a1 белая ладья · b1 белый конь · c1 белый слон · d1 белый ферзь · f1 белый король · g1 белый конь · h1 белая ладья | 1 |
|   | a | b | c | d | e | f | g | h |   |

Андерсен — Кизерицкий

Лондон, 1851
Королевский гамбит
1. e2-e4 e7-e5
2. f2-f4 e5:f4
Принятый королевский гамбит. Чёрные забирают пешку, надеясь отбить атаку и воспользоваться материальным преимуществом или при удобном случае вернуть её и добиться полноправной игры.
3. Cf1-c4
Ход, определяющий гамбит слона. Наиболее популярное продолжение в то время. Современная теория отдаёт предпочтение 3.Kg1-f3
3…Фd8-h4+
4. Kpe1-f1 b7-b5?
|   | a | b | c | d | e | f | g | h |   |
| - | --- | --- | --- | --- | --- | --- | --- | --- | - |
| 8 | a8 чёрная ладья · b8 чёрный конь · c8 чёрный слон · e8 чёрный король · f8 чёрный слон · h8 чёрная ладья · a7 чёрная пешка · d7 чёрная пешка · f7 чёрная пешка · g7 чёрная пешка · h7 чёрная пешка · c6 чёрная пешка · f6 чёрный конь · b5 белый слон · f5 белый конь · g5 чёрный ферзь · e4 белая пешка · f4 чёрная пешка · g4 белая пешка · d3 белая пешка · a2 белая пешка · b2 белая пешка · c2 белая пешка · h2 белая пешка · a1 белая ладья · b1 белый конь · c1 белый слон · d1 белый ферзь · f1 белый король · g1 белая ладья | a8 чёрная ладья · b8 чёрный конь · c8 чёрный слон · e8 чёрный король · f8 чёрный слон · h8 чёрная ладья · a7 чёрная пешка · d7 чёрная пешка · f7 чёрная пешка · g7 чёрная пешка · h7 чёрная пешка · c6 чёрная пешка · f6 чёрный конь · b5 белый слон · f5 белый конь · g5 чёрный ферзь · e4 белая пешка · f4 чёрная пешка · g4 белая пешка · d3 белая пешка · a2 белая пешка · b2 белая пешка · c2 белая пешка · h2 белая пешка · a1 белая ладья · b1 белый конь · c1 белый слон · d1 белый ферзь · f1 белый король · g1 белая ладья | a8 чёрная ладья · b8 чёрный конь · c8 чёрный слон · e8 чёрный король · f8 чёрный слон · h8 чёрная ладья · a7 чёрная пешка · d7 чёрная пешка · f7 чёрная пешка · g7 чёрная пешка · h7 чёрная пешка · c6 чёрная пешка · f6 чёрный конь · b5 белый слон · f5 белый конь · g5 чёрный ферзь · e4 белая пешка · f4 чёрная пешка · g4 белая пешка · d3 белая пешка · a2 белая пешка · b2 белая пешка · c2 белая пешка · h2 белая пешка · a1 белая ладья · b1 белый конь · c1 белый слон · d1 белый ферзь · f1 белый король · g1 белая ладья | a8 чёрная ладья · b8 чёрный конь · c8 чёрный слон · e8 чёрный король · f8 чёрный слон · h8 чёрная ладья · a7 чёрная пешка · d7 чёрная пешка · f7 чёрная пешка · g7 чёрная пешка · h7 чёрная пешка · c6 чёрная пешка · f6 чёрный конь · b5 белый слон · f5 белый конь · g5 чёрный ферзь · e4 белая пешка · f4 чёрная пешка · g4 белая пешка · d3 белая пешка · a2 белая пешка · b2 белая пешка · c2 белая пешка · h2 белая пешка · a1 белая ладья · b1 белый конь · c1 белый слон · d1 белый ферзь · f1 белый король · g1 белая ладья | a8 чёрная ладья · b8 чёрный конь · c8 чёрный слон · e8 чёрный король · f8 чёрный слон · h8 чёрная ладья · a7 чёрная пешка · d7 чёрная пешка · f7 чёрная пешка · g7 чёрная пешка · h7 чёрная пешка · c6 чёрная пешка · f6 чёрный конь · b5 белый слон · f5 белый конь · g5 чёрный ферзь · e4 белая пешка · f4 чёрная пешка · g4 белая пешка · d3 белая пешка · a2 белая пешка · b2 белая пешка · c2 белая пешка · h2 белая пешка · a1 белая ладья · b1 белый конь · c1 белый слон · d1 белый ферзь · f1 белый король · g1 белая ладья | a8 чёрная ладья · b8 чёрный конь · c8 чёрный слон · e8 чёрный король · f8 чёрный слон · h8 чёрная ладья · a7 чёрная пешка · d7 чёрная пешка · f7 чёрная пешка · g7 чёрная пешка · h7 чёрная пешка · c6 чёрная пешка · f6 чёрный конь · b5 белый слон · f5 белый конь · g5 чёрный ферзь · e4 белая пешка · f4 чёрная пешка · g4 белая пешка · d3 белая пешка · a2 белая пешка · b2 белая пешка · c2 белая пешка · h2 белая пешка · a1 белая ладья · b1 белый конь · c1 белый слон · d1 белый ферзь · f1 белый король · g1 белая ладья | a8 чёрная ладья · b8 чёрный конь · c8 чёрный слон · e8 чёрный король · f8 чёрный слон · h8 чёрная ладья · a7 чёрная пешка · d7 чёрная пешка · f7 чёрная пешка · g7 чёрная пешка · h7 чёрная пешка · c6 чёрная пешка · f6 чёрный конь · b5 белый слон · f5 белый конь · g5 чёрный ферзь · e4 белая пешка · f4 чёрная пешка · g4 белая пешка · d3 белая пешка · a2 белая пешка · b2 белая пешка · c2 белая пешка · h2 белая пешка · a1 белая ладья · b1 белый конь · c1 белый слон · d1 белый ферзь · f1 белый король · g1 белая ладья | a8 чёрная ладья · b8 чёрный конь · c8 чёрный слон · e8 чёрный король · f8 чёрный слон · h8 чёрная ладья · a7 чёрная пешка · d7 чёрная пешка · f7 чёрная пешка · g7 чёрная пешка · h7 чёрная пешка · c6 чёрная пешка · f6 чёрный конь · b5 белый слон · f5 белый конь · g5 чёрный ферзь · e4 белая пешка · f4 чёрная пешка · g4 белая пешка · d3 белая пешка · a2 белая пешка · b2 белая пешка · c2 белая пешка · h2 белая пешка · a1 белая ладья · b1 белый конь · c1 белый слон · d1 белый ферзь · f1 белый король · g1 белая ладья | 8 |
| 7 | a8 чёрная ладья · b8 чёрный конь · c8 чёрный слон · e8 чёрный король · f8 чёрный слон · h8 чёрная ладья · a7 чёрная пешка · d7 чёрная пешка · f7 чёрная пешка · g7 чёрная пешка · h7 чёрная пешка · c6 чёрная пешка · f6 чёрный конь · b5 белый слон · f5 белый конь · g5 чёрный ферзь · e4 белая пешка · f4 чёрная пешка · g4 белая пешка · d3 белая пешка · a2 белая пешка · b2 белая пешка · c2 белая пешка · h2 белая пешка · a1 белая ладья · b1 белый конь · c1 белый слон · d1 белый ферзь · f1 белый король · g1 белая ладья | a8 чёрная ладья · b8 чёрный конь · c8 чёрный слон · e8 чёрный король · f8 чёрный слон · h8 чёрная ладья · a7 чёрная пешка · d7 чёрная пешка · f7 чёрная пешка · g7 чёрная пешка · h7 чёрная пешка · c6 чёрная пешка · f6 чёрный конь · b5 белый слон · f5 белый конь · g5 чёрный ферзь · e4 белая пешка · f4 чёрная пешка · g4 белая пешка · d3 белая пешка · a2 белая пешка · b2 белая пешка · c2 белая пешка · h2 белая пешка · a1 белая ладья · b1 белый конь · c1 белый слон · d1 белый ферзь · f1 белый король · g1 белая ладья | a8 чёрная ладья · b8 чёрный конь · c8 чёрный слон · e8 чёрный король · f8 чёрный слон · h8 чёрная ладья · a7 чёрная пешка · d7 чёрная пешка · f7 чёрная пешка · g7 чёрная пешка · h7 чёрная пешка · c6 чёрная пешка · f6 чёрный конь · b5 белый слон · f5 белый конь · g5 чёрный ферзь · e4 белая пешка · f4 чёрная пешка · g4 белая пешка · d3 белая пешка · a2 белая пешка · b2 белая пешка · c2 белая пешка · h2 белая пешка · a1 белая ладья · b1 белый конь · c1 белый слон · d1 белый ферзь · f1 белый король · g1 белая ладья | a8 чёрная ладья · b8 чёрный конь · c8 чёрный слон · e8 чёрный король · f8 чёрный слон · h8 чёрная ладья · a7 чёрная пешка · d7 чёрная пешка · f7 чёрная пешка · g7 чёрная пешка · h7 чёрная пешка · c6 чёрная пешка · f6 чёрный конь · b5 белый слон · f5 белый конь · g5 чёрный ферзь · e4 белая пешка · f4 чёрная пешка · g4 белая пешка · d3 белая пешка · a2 белая пешка · b2 белая пешка · c2 белая пешка · h2 белая пешка · a1 белая ладья · b1 белый конь · c1 белый слон · d1 белый ферзь · f1 белый король · g1 белая ладья | a8 чёрная ладья · b8 чёрный конь · c8 чёрный слон · e8 чёрный король · f8 чёрный слон · h8 чёрная ладья · a7 чёрная пешка · d7 чёрная пешка · f7 чёрная пешка · g7 чёрная пешка · h7 чёрная пешка · c6 чёрная пешка · f6 чёрный конь · b5 белый слон · f5 белый конь · g5 чёрный ферзь · e4 белая пешка · f4 чёрная пешка · g4 белая пешка · d3 белая пешка · a2 белая пешка · b2 белая пешка · c2 белая пешка · h2 белая пешка · a1 белая ладья · b1 белый конь · c1 белый слон · d1 белый ферзь · f1 белый король · g1 белая ладья | a8 чёрная ладья · b8 чёрный конь · c8 чёрный слон · e8 чёрный король · f8 чёрный слон · h8 чёрная ладья · a7 чёрная пешка · d7 чёрная пешка · f7 чёрная пешка · g7 чёрная пешка · h7 чёрная пешка · c6 чёрная пешка · f6 чёрный конь · b5 белый слон · f5 белый конь · g5 чёрный ферзь · e4 белая пешка · f4 чёрная пешка · g4 белая пешка · d3 белая пешка · a2 белая пешка · b2 белая пешка · c2 белая пешка · h2 белая пешка · a1 белая ладья · b1 белый конь · c1 белый слон · d1 белый ферзь · f1 белый король · g1 белая ладья | a8 чёрная ладья · b8 чёрный конь · c8 чёрный слон · e8 чёрный король · f8 чёрный слон · h8 чёрная ладья · a7 чёрная пешка · d7 чёрная пешка · f7 чёрная пешка · g7 чёрная пешка · h7 чёрная пешка · c6 чёрная пешка · f6 чёрный конь · b5 белый слон · f5 белый конь · g5 чёрный ферзь · e4 белая пешка · f4 чёрная пешка · g4 белая пешка · d3 белая пешка · a2 белая пешка · b2 белая пешка · c2 белая пешка · h2 белая пешка · a1 белая ладья · b1 белый конь · c1 белый слон · d1 белый ферзь · f1 белый король · g1 белая ладья | a8 чёрная ладья · b8 чёрный конь · c8 чёрный слон · e8 чёрный король · f8 чёрный слон · h8 чёрная ладья · a7 чёрная пешка · d7 чёрная пешка · f7 чёрная пешка · g7 чёрная пешка · h7 чёрная пешка · c6 чёрная пешка · f6 чёрный конь · b5 белый слон · f5 белый конь · g5 чёрный ферзь · e4 белая пешка · f4 чёрная пешка · g4 белая пешка · d3 белая пешка · a2 белая пешка · b2 белая пешка · c2 белая пешка · h2 белая пешка · a1 белая ладья · b1 белый конь · c1 белый слон · d1 белый ферзь · f1 белый король · g1 белая ладья | 7 |
| 6 | a8 чёрная ладья · b8 чёрный конь · c8 чёрный слон · e8 чёрный король · f8 чёрный слон · h8 чёрная ладья · a7 чёрная пешка · d7 чёрная пешка · f7 чёрная пешка · g7 чёрная пешка · h7 чёрная пешка · c6 чёрная пешка · f6 чёрный конь · b5 белый слон · f5 белый конь · g5 чёрный ферзь · e4 белая пешка · f4 чёрная пешка · g4 белая пешка · d3 белая пешка · a2 белая пешка · b2 белая пешка · c2 белая пешка · h2 белая пешка · a1 белая ладья · b1 белый конь · c1 белый слон · d1 белый ферзь · f1 белый король · g1 белая ладья | a8 чёрная ладья · b8 чёрный конь · c8 чёрный слон · e8 чёрный король · f8 чёрный слон · h8 чёрная ладья · a7 чёрная пешка · d7 чёрная пешка · f7 чёрная пешка · g7 чёрная пешка · h7 чёрная пешка · c6 чёрная пешка · f6 чёрный конь · b5 белый слон · f5 белый конь · g5 чёрный ферзь · e4 белая пешка · f4 чёрная пешка · g4 белая пешка · d3 белая пешка · a2 белая пешка · b2 белая пешка · c2 белая пешка · h2 белая пешка · a1 белая ладья · b1 белый конь · c1 белый слон · d1 белый ферзь · f1 белый король · g1 белая ладья | a8 чёрная ладья · b8 чёрный конь · c8 чёрный слон · e8 чёрный король · f8 чёрный слон · h8 чёрная ладья · a7 чёрная пешка · d7 чёрная пешка · f7 чёрная пешка · g7 чёрная пешка · h7 чёрная пешка · c6 чёрная пешка · f6 чёрный конь · b5 белый слон · f5 белый конь · g5 чёрный ферзь · e4 белая пешка · f4 чёрная пешка · g4 белая пешка · d3 белая пешка · a2 белая пешка · b2 белая пешка · c2 белая пешка · h2 белая пешка · a1 белая ладья · b1 белый конь · c1 белый слон · d1 белый ферзь · f1 белый король · g1 белая ладья | a8 чёрная ладья · b8 чёрный конь · c8 чёрный слон · e8 чёрный король · f8 чёрный слон · h8 чёрная ладья · a7 чёрная пешка · d7 чёрная пешка · f7 чёрная пешка · g7 чёрная пешка · h7 чёрная пешка · c6 чёрная пешка · f6 чёрный конь · b5 белый слон · f5 белый конь · g5 чёрный ферзь · e4 белая пешка · f4 чёрная пешка · g4 белая пешка · d3 белая пешка · a2 белая пешка · b2 белая пешка · c2 белая пешка · h2 белая пешка · a1 белая ладья · b1 белый конь · c1 белый слон · d1 белый ферзь · f1 белый король · g1 белая ладья | a8 чёрная ладья · b8 чёрный конь · c8 чёрный слон · e8 чёрный король · f8 чёрный слон · h8 чёрная ладья · a7 чёрная пешка · d7 чёрная пешка · f7 чёрная пешка · g7 чёрная пешка · h7 чёрная пешка · c6 чёрная пешка · f6 чёрный конь · b5 белый слон · f5 белый конь · g5 чёрный ферзь · e4 белая пешка · f4 чёрная пешка · g4 белая пешка · d3 белая пешка · a2 белая пешка · b2 белая пешка · c2 белая пешка · h2 белая пешка · a1 белая ладья · b1 белый конь · c1 белый слон · d1 белый ферзь · f1 белый король · g1 белая ладья | a8 чёрная ладья · b8 чёрный конь · c8 чёрный слон · e8 чёрный король · f8 чёрный слон · h8 чёрная ладья · a7 чёрная пешка · d7 чёрная пешка · f7 чёрная пешка · g7 чёрная пешка · h7 чёрная пешка · c6 чёрная пешка · f6 чёрный конь · b5 белый слон · f5 белый конь · g5 чёрный ферзь · e4 белая пешка · f4 чёрная пешка · g4 белая пешка · d3 белая пешка · a2 белая пешка · b2 белая пешка · c2 белая пешка · h2 белая пешка · a1 белая ладья · b1 белый конь · c1 белый слон · d1 белый ферзь · f1 белый король · g1 белая ладья | a8 чёрная ладья · b8 чёрный конь · c8 чёрный слон · e8 чёрный король · f8 чёрный слон · h8 чёрная ладья · a7 чёрная пешка · d7 чёрная пешка · f7 чёрная пешка · g7 чёрная пешка · h7 чёрная пешка · c6 чёрная пешка · f6 чёрный конь · b5 белый слон · f5 белый конь · g5 чёрный ферзь · e4 белая пешка · f4 чёрная пешка · g4 белая пешка · d3 белая пешка · a2 белая пешка · b2 белая пешка · c2 белая пешка · h2 белая пешка · a1 белая ладья · b1 белый конь · c1 белый слон · d1 белый ферзь · f1 белый король · g1 белая ладья | a8 чёрная ладья · b8 чёрный конь · c8 чёрный слон · e8 чёрный король · f8 чёрный слон · h8 чёрная ладья · a7 чёрная пешка · d7 чёрная пешка · f7 чёрная пешка · g7 чёрная пешка · h7 чёрная пешка · c6 чёрная пешка · f6 чёрный конь · b5 белый слон · f5 белый конь · g5 чёрный ферзь · e4 белая пешка · f4 чёрная пешка · g4 белая пешка · d3 белая пешка · a2 белая пешка · b2 белая пешка · c2 белая пешка · h2 белая пешка · a1 белая ладья · b1 белый конь · c1 белый слон · d1 белый ферзь · f1 белый король · g1 белая ладья | 6 |
| 5 | a8 чёрная ладья · b8 чёрный конь · c8 чёрный слон · e8 чёрный король · f8 чёрный слон · h8 чёрная ладья · a7 чёрная пешка · d7 чёрная пешка · f7 чёрная пешка · g7 чёрная пешка · h7 чёрная пешка · c6 чёрная пешка · f6 чёрный конь · b5 белый слон · f5 белый конь · g5 чёрный ферзь · e4 белая пешка · f4 чёрная пешка · g4 белая пешка · d3 белая пешка · a2 белая пешка · b2 белая пешка · c2 белая пешка · h2 белая пешка · a1 белая ладья · b1 белый конь · c1 белый слон · d1 белый ферзь · f1 белый король · g1 белая ладья | a8 чёрная ладья · b8 чёрный конь · c8 чёрный слон · e8 чёрный король · f8 чёрный слон · h8 чёрная ладья · a7 чёрная пешка · d7 чёрная пешка · f7 чёрная пешка · g7 чёрная пешка · h7 чёрная пешка · c6 чёрная пешка · f6 чёрный конь · b5 белый слон · f5 белый конь · g5 чёрный ферзь · e4 белая пешка · f4 чёрная пешка · g4 белая пешка · d3 белая пешка · a2 белая пешка · b2 белая пешка · c2 белая пешка · h2 белая пешка · a1 белая ладья · b1 белый конь · c1 белый слон · d1 белый ферзь · f1 белый король · g1 белая ладья | a8 чёрная ладья · b8 чёрный конь · c8 чёрный слон · e8 чёрный король · f8 чёрный слон · h8 чёрная ладья · a7 чёрная пешка · d7 чёрная пешка · f7 чёрная пешка · g7 чёрная пешка · h7 чёрная пешка · c6 чёрная пешка · f6 чёрный конь · b5 белый слон · f5 белый конь · g5 чёрный ферзь · e4 белая пешка · f4 чёрная пешка · g4 белая пешка · d3 белая пешка · a2 белая пешка · b2 белая пешка · c2 белая пешка · h2 белая пешка · a1 белая ладья · b1 белый конь · c1 белый слон · d1 белый ферзь · f1 белый король · g1 белая ладья | a8 чёрная ладья · b8 чёрный конь · c8 чёрный слон · e8 чёрный король · f8 чёрный слон · h8 чёрная ладья · a7 чёрная пешка · d7 чёрная пешка · f7 чёрная пешка · g7 чёрная пешка · h7 чёрная пешка · c6 чёрная пешка · f6 чёрный конь · b5 белый слон · f5 белый конь · g5 чёрный ферзь · e4 белая пешка · f4 чёрная пешка · g4 белая пешка · d3 белая пешка · a2 белая пешка · b2 белая пешка · c2 белая пешка · h2 белая пешка · a1 белая ладья · b1 белый конь · c1 белый слон · d1 белый ферзь · f1 белый король · g1 белая ладья | a8 чёрная ладья · b8 чёрный конь · c8 чёрный слон · e8 чёрный король · f8 чёрный слон · h8 чёрная ладья · a7 чёрная пешка · d7 чёрная пешка · f7 чёрная пешка · g7 чёрная пешка · h7 чёрная пешка · c6 чёрная пешка · f6 чёрный конь · b5 белый слон · f5 белый конь · g5 чёрный ферзь · e4 белая пешка · f4 чёрная пешка · g4 белая пешка · d3 белая пешка · a2 белая пешка · b2 белая пешка · c2 белая пешка · h2 белая пешка · a1 белая ладья · b1 белый конь · c1 белый слон · d1 белый ферзь · f1 белый король · g1 белая ладья | a8 чёрная ладья · b8 чёрный конь · c8 чёрный слон · e8 чёрный король · f8 чёрный слон · h8 чёрная ладья · a7 чёрная пешка · d7 чёрная пешка · f7 чёрная пешка · g7 чёрная пешка · h7 чёрная пешка · c6 чёрная пешка · f6 чёрный конь · b5 белый слон · f5 белый конь · g5 чёрный ферзь · e4 белая пешка · f4 чёрная пешка · g4 белая пешка · d3 белая пешка · a2 белая пешка · b2 белая пешка · c2 белая пешка · h2 белая пешка · a1 белая ладья · b1 белый конь · c1 белый слон · d1 белый ферзь · f1 белый король · g1 белая ладья | a8 чёрная ладья · b8 чёрный конь · c8 чёрный слон · e8 чёрный король · f8 чёрный слон · h8 чёрная ладья · a7 чёрная пешка · d7 чёрная пешка · f7 чёрная пешка · g7 чёрная пешка · h7 чёрная пешка · c6 чёрная пешка · f6 чёрный конь · b5 белый слон · f5 белый конь · g5 чёрный ферзь · e4 белая пешка · f4 чёрная пешка · g4 белая пешка · d3 белая пешка · a2 белая пешка · b2 белая пешка · c2 белая пешка · h2 белая пешка · a1 белая ладья · b1 белый конь · c1 белый слон · d1 белый ферзь · f1 белый король · g1 белая ладья | a8 чёрная ладья · b8 чёрный конь · c8 чёрный слон · e8 чёрный король · f8 чёрный слон · h8 чёрная ладья · a7 чёрная пешка · d7 чёрная пешка · f7 чёрная пешка · g7 чёрная пешка · h7 чёрная пешка · c6 чёрная пешка · f6 чёрный конь · b5 белый слон · f5 белый конь · g5 чёрный ферзь · e4 белая пешка · f4 чёрная пешка · g4 белая пешка · d3 белая пешка · a2 белая пешка · b2 белая пешка · c2 белая пешка · h2 белая пешка · a1 белая ладья · b1 белый конь · c1 белый слон · d1 белый ферзь · f1 белый король · g1 белая ладья | 5 |
| 4 | a8 чёрная ладья · b8 чёрный конь · c8 чёрный слон · e8 чёрный король · f8 чёрный слон · h8 чёрная ладья · a7 чёрная пешка · d7 чёрная пешка · f7 чёрная пешка · g7 чёрная пешка · h7 чёрная пешка · c6 чёрная пешка · f6 чёрный конь · b5 белый слон · f5 белый конь · g5 чёрный ферзь · e4 белая пешка · f4 чёрная пешка · g4 белая пешка · d3 белая пешка · a2 белая пешка · b2 белая пешка · c2 белая пешка · h2 белая пешка · a1 белая ладья · b1 белый конь · c1 белый слон · d1 белый ферзь · f1 белый король · g1 белая ладья | a8 чёрная ладья · b8 чёрный конь · c8 чёрный слон · e8 чёрный король · f8 чёрный слон · h8 чёрная ладья · a7 чёрная пешка · d7 чёрная пешка · f7 чёрная пешка · g7 чёрная пешка · h7 чёрная пешка · c6 чёрная пешка · f6 чёрный конь · b5 белый слон · f5 белый конь · g5 чёрный ферзь · e4 белая пешка · f4 чёрная пешка · g4 белая пешка · d3 белая пешка · a2 белая пешка · b2 белая пешка · c2 белая пешка · h2 белая пешка · a1 белая ладья · b1 белый конь · c1 белый слон · d1 белый ферзь · f1 белый король · g1 белая ладья | a8 чёрная ладья · b8 чёрный конь · c8 чёрный слон · e8 чёрный король · f8 чёрный слон · h8 чёрная ладья · a7 чёрная пешка · d7 чёрная пешка · f7 чёрная пешка · g7 чёрная пешка · h7 чёрная пешка · c6 чёрная пешка · f6 чёрный конь · b5 белый слон · f5 белый конь · g5 чёрный ферзь · e4 белая пешка · f4 чёрная пешка · g4 белая пешка · d3 белая пешка · a2 белая пешка · b2 белая пешка · c2 белая пешка · h2 белая пешка · a1 белая ладья · b1 белый конь · c1 белый слон · d1 белый ферзь · f1 белый король · g1 белая ладья | a8 чёрная ладья · b8 чёрный конь · c8 чёрный слон · e8 чёрный король · f8 чёрный слон · h8 чёрная ладья · a7 чёрная пешка · d7 чёрная пешка · f7 чёрная пешка · g7 чёрная пешка · h7 чёрная пешка · c6 чёрная пешка · f6 чёрный конь · b5 белый слон · f5 белый конь · g5 чёрный ферзь · e4 белая пешка · f4 чёрная пешка · g4 белая пешка · d3 белая пешка · a2 белая пешка · b2 белая пешка · c2 белая пешка · h2 белая пешка · a1 белая ладья · b1 белый конь · c1 белый слон · d1 белый ферзь · f1 белый король · g1 белая ладья | a8 чёрная ладья · b8 чёрный конь · c8 чёрный слон · e8 чёрный король · f8 чёрный слон · h8 чёрная ладья · a7 чёрная пешка · d7 чёрная пешка · f7 чёрная пешка · g7 чёрная пешка · h7 чёрная пешка · c6 чёрная пешка · f6 чёрный конь · b5 белый слон · f5 белый конь · g5 чёрный ферзь · e4 белая пешка · f4 чёрная пешка · g4 белая пешка · d3 белая пешка · a2 белая пешка · b2 белая пешка · c2 белая пешка · h2 белая пешка · a1 белая ладья · b1 белый конь · c1 белый слон · d1 белый ферзь · f1 белый король · g1 белая ладья | a8 чёрная ладья · b8 чёрный конь · c8 чёрный слон · e8 чёрный король · f8 чёрный слон · h8 чёрная ладья · a7 чёрная пешка · d7 чёрная пешка · f7 чёрная пешка · g7 чёрная пешка · h7 чёрная пешка · c6 чёрная пешка · f6 чёрный конь · b5 белый слон · f5 белый конь · g5 чёрный ферзь · e4 белая пешка · f4 чёрная пешка · g4 белая пешка · d3 белая пешка · a2 белая пешка · b2 белая пешка · c2 белая пешка · h2 белая пешка · a1 белая ладья · b1 белый конь · c1 белый слон · d1 белый ферзь · f1 белый король · g1 белая ладья | a8 чёрная ладья · b8 чёрный конь · c8 чёрный слон · e8 чёрный король · f8 чёрный слон · h8 чёрная ладья · a7 чёрная пешка · d7 чёрная пешка · f7 чёрная пешка · g7 чёрная пешка · h7 чёрная пешка · c6 чёрная пешка · f6 чёрный конь · b5 белый слон · f5 белый конь · g5 чёрный ферзь · e4 белая пешка · f4 чёрная пешка · g4 белая пешка · d3 белая пешка · a2 белая пешка · b2 белая пешка · c2 белая пешка · h2 белая пешка · a1 белая ладья · b1 белый конь · c1 белый слон · d1 белый ферзь · f1 белый король · g1 белая ладья | a8 чёрная ладья · b8 чёрный конь · c8 чёрный слон · e8 чёрный король · f8 чёрный слон · h8 чёрная ладья · a7 чёрная пешка · d7 чёрная пешка · f7 чёрная пешка · g7 чёрная пешка · h7 чёрная пешка · c6 чёрная пешка · f6 чёрный конь · b5 белый слон · f5 белый конь · g5 чёрный ферзь · e4 белая пешка · f4 чёрная пешка · g4 белая пешка · d3 белая пешка · a2 белая пешка · b2 белая пешка · c2 белая пешка · h2 белая пешка · a1 белая ладья · b1 белый конь · c1 белый слон · d1 белый ферзь · f1 белый король · g1 белая ладья | 4 |
| 3 | a8 чёрная ладья · b8 чёрный конь · c8 чёрный слон · e8 чёрный король · f8 чёрный слон · h8 чёрная ладья · a7 чёрная пешка · d7 чёрная пешка · f7 чёрная пешка · g7 чёрная пешка · h7 чёрная пешка · c6 чёрная пешка · f6 чёрный конь · b5 белый слон · f5 белый конь · g5 чёрный ферзь · e4 белая пешка · f4 чёрная пешка · g4 белая пешка · d3 белая пешка · a2 белая пешка · b2 белая пешка · c2 белая пешка · h2 белая пешка · a1 белая ладья · b1 белый конь · c1 белый слон · d1 белый ферзь · f1 белый король · g1 белая ладья | a8 чёрная ладья · b8 чёрный конь · c8 чёрный слон · e8 чёрный король · f8 чёрный слон · h8 чёрная ладья · a7 чёрная пешка · d7 чёрная пешка · f7 чёрная пешка · g7 чёрная пешка · h7 чёрная пешка · c6 чёрная пешка · f6 чёрный конь · b5 белый слон · f5 белый конь · g5 чёрный ферзь · e4 белая пешка · f4 чёрная пешка · g4 белая пешка · d3 белая пешка · a2 белая пешка · b2 белая пешка · c2 белая пешка · h2 белая пешка · a1 белая ладья · b1 белый конь · c1 белый слон · d1 белый ферзь · f1 белый король · g1 белая ладья | a8 чёрная ладья · b8 чёрный конь · c8 чёрный слон · e8 чёрный король · f8 чёрный слон · h8 чёрная ладья · a7 чёрная пешка · d7 чёрная пешка · f7 чёрная пешка · g7 чёрная пешка · h7 чёрная пешка · c6 чёрная пешка · f6 чёрный конь · b5 белый слон · f5 белый конь · g5 чёрный ферзь · e4 белая пешка · f4 чёрная пешка · g4 белая пешка · d3 белая пешка · a2 белая пешка · b2 белая пешка · c2 белая пешка · h2 белая пешка · a1 белая ладья · b1 белый конь · c1 белый слон · d1 белый ферзь · f1 белый король · g1 белая ладья | a8 чёрная ладья · b8 чёрный конь · c8 чёрный слон · e8 чёрный король · f8 чёрный слон · h8 чёрная ладья · a7 чёрная пешка · d7 чёрная пешка · f7 чёрная пешка · g7 чёрная пешка · h7 чёрная пешка · c6 чёрная пешка · f6 чёрный конь · b5 белый слон · f5 белый конь · g5 чёрный ферзь · e4 белая пешка · f4 чёрная пешка · g4 белая пешка · d3 белая пешка · a2 белая пешка · b2 белая пешка · c2 белая пешка · h2 белая пешка · a1 белая ладья · b1 белый конь · c1 белый слон · d1 белый ферзь · f1 белый король · g1 белая ладья | a8 чёрная ладья · b8 чёрный конь · c8 чёрный слон · e8 чёрный король · f8 чёрный слон · h8 чёрная ладья · a7 чёрная пешка · d7 чёрная пешка · f7 чёрная пешка · g7 чёрная пешка · h7 чёрная пешка · c6 чёрная пешка · f6 чёрный конь · b5 белый слон · f5 белый конь · g5 чёрный ферзь · e4 белая пешка · f4 чёрная пешка · g4 белая пешка · d3 белая пешка · a2 белая пешка · b2 белая пешка · c2 белая пешка · h2 белая пешка · a1 белая ладья · b1 белый конь · c1 белый слон · d1 белый ферзь · f1 белый король · g1 белая ладья | a8 чёрная ладья · b8 чёрный конь · c8 чёрный слон · e8 чёрный король · f8 чёрный слон · h8 чёрная ладья · a7 чёрная пешка · d7 чёрная пешка · f7 чёрная пешка · g7 чёрная пешка · h7 чёрная пешка · c6 чёрная пешка · f6 чёрный конь · b5 белый слон · f5 белый конь · g5 чёрный ферзь · e4 белая пешка · f4 чёрная пешка · g4 белая пешка · d3 белая пешка · a2 белая пешка · b2 белая пешка · c2 белая пешка · h2 белая пешка · a1 белая ладья · b1 белый конь · c1 белый слон · d1 белый ферзь · f1 белый король · g1 белая ладья | a8 чёрная ладья · b8 чёрный конь · c8 чёрный слон · e8 чёрный король · f8 чёрный слон · h8 чёрная ладья · a7 чёрная пешка · d7 чёрная пешка · f7 чёрная пешка · g7 чёрная пешка · h7 чёрная пешка · c6 чёрная пешка · f6 чёрный конь · b5 белый слон · f5 белый конь · g5 чёрный ферзь · e4 белая пешка · f4 чёрная пешка · g4 белая пешка · d3 белая пешка · a2 белая пешка · b2 белая пешка · c2 белая пешка · h2 белая пешка · a1 белая ладья · b1 белый конь · c1 белый слон · d1 белый ферзь · f1 белый король · g1 белая ладья | a8 чёрная ладья · b8 чёрный конь · c8 чёрный слон · e8 чёрный король · f8 чёрный слон · h8 чёрная ладья · a7 чёрная пешка · d7 чёрная пешка · f7 чёрная пешка · g7 чёрная пешка · h7 чёрная пешка · c6 чёрная пешка · f6 чёрный конь · b5 белый слон · f5 белый конь · g5 чёрный ферзь · e4 белая пешка · f4 чёрная пешка · g4 белая пешка · d3 белая пешка · a2 белая пешка · b2 белая пешка · c2 белая пешка · h2 белая пешка · a1 белая ладья · b1 белый конь · c1 белый слон · d1 белый ферзь · f1 белый король · g1 белая ладья | 3 |
| 2 | a8 чёрная ладья · b8 чёрный конь · c8 чёрный слон · e8 чёрный король · f8 чёрный слон · h8 чёрная ладья · a7 чёрная пешка · d7 чёрная пешка · f7 чёрная пешка · g7 чёрная пешка · h7 чёрная пешка · c6 чёрная пешка · f6 чёрный конь · b5 белый слон · f5 белый конь · g5 чёрный ферзь · e4 белая пешка · f4 чёрная пешка · g4 белая пешка · d3 белая пешка · a2 белая пешка · b2 белая пешка · c2 белая пешка · h2 белая пешка · a1 белая ладья · b1 белый конь · c1 белый слон · d1 белый ферзь · f1 белый король · g1 белая ладья | a8 чёрная ладья · b8 чёрный конь · c8 чёрный слон · e8 чёрный король · f8 чёрный слон · h8 чёрная ладья · a7 чёрная пешка · d7 чёрная пешка · f7 чёрная пешка · g7 чёрная пешка · h7 чёрная пешка · c6 чёрная пешка · f6 чёрный конь · b5 белый слон · f5 белый конь · g5 чёрный ферзь · e4 белая пешка · f4 чёрная пешка · g4 белая пешка · d3 белая пешка · a2 белая пешка · b2 белая пешка · c2 белая пешка · h2 белая пешка · a1 белая ладья · b1 белый конь · c1 белый слон · d1 белый ферзь · f1 белый король · g1 белая ладья | a8 чёрная ладья · b8 чёрный конь · c8 чёрный слон · e8 чёрный король · f8 чёрный слон · h8 чёрная ладья · a7 чёрная пешка · d7 чёрная пешка · f7 чёрная пешка · g7 чёрная пешка · h7 чёрная пешка · c6 чёрная пешка · f6 чёрный конь · b5 белый слон · f5 белый конь · g5 чёрный ферзь · e4 белая пешка · f4 чёрная пешка · g4 белая пешка · d3 белая пешка · a2 белая пешка · b2 белая пешка · c2 белая пешка · h2 белая пешка · a1 белая ладья · b1 белый конь · c1 белый слон · d1 белый ферзь · f1 белый король · g1 белая ладья | a8 чёрная ладья · b8 чёрный конь · c8 чёрный слон · e8 чёрный король · f8 чёрный слон · h8 чёрная ладья · a7 чёрная пешка · d7 чёрная пешка · f7 чёрная пешка · g7 чёрная пешка · h7 чёрная пешка · c6 чёрная пешка · f6 чёрный конь · b5 белый слон · f5 белый конь · g5 чёрный ферзь · e4 белая пешка · f4 чёрная пешка · g4 белая пешка · d3 белая пешка · a2 белая пешка · b2 белая пешка · c2 белая пешка · h2 белая пешка · a1 белая ладья · b1 белый конь · c1 белый слон · d1 белый ферзь · f1 белый король · g1 белая ладья | a8 чёрная ладья · b8 чёрный конь · c8 чёрный слон · e8 чёрный король · f8 чёрный слон · h8 чёрная ладья · a7 чёрная пешка · d7 чёрная пешка · f7 чёрная пешка · g7 чёрная пешка · h7 чёрная пешка · c6 чёрная пешка · f6 чёрный конь · b5 белый слон · f5 белый конь · g5 чёрный ферзь · e4 белая пешка · f4 чёрная пешка · g4 белая пешка · d3 белая пешка · a2 белая пешка · b2 белая пешка · c2 белая пешка · h2 белая пешка · a1 белая ладья · b1 белый конь · c1 белый слон · d1 белый ферзь · f1 белый король · g1 белая ладья | a8 чёрная ладья · b8 чёрный конь · c8 чёрный слон · e8 чёрный король · f8 чёрный слон · h8 чёрная ладья · a7 чёрная пешка · d7 чёрная пешка · f7 чёрная пешка · g7 чёрная пешка · h7 чёрная пешка · c6 чёрная пешка · f6 чёрный конь · b5 белый слон · f5 белый конь · g5 чёрный ферзь · e4 белая пешка · f4 чёрная пешка · g4 белая пешка · d3 белая пешка · a2 белая пешка · b2 белая пешка · c2 белая пешка · h2 белая пешка · a1 белая ладья · b1 белый конь · c1 белый слон · d1 белый ферзь · f1 белый король · g1 белая ладья | a8 чёрная ладья · b8 чёрный конь · c8 чёрный слон · e8 чёрный король · f8 чёрный слон · h8 чёрная ладья · a7 чёрная пешка · d7 чёрная пешка · f7 чёрная пешка · g7 чёрная пешка · h7 чёрная пешка · c6 чёрная пешка · f6 чёрный конь · b5 белый слон · f5 белый конь · g5 чёрный ферзь · e4 белая пешка · f4 чёрная пешка · g4 белая пешка · d3 белая пешка · a2 белая пешка · b2 белая пешка · c2 белая пешка · h2 белая пешка · a1 белая ладья · b1 белый конь · c1 белый слон · d1 белый ферзь · f1 белый король · g1 белая ладья | a8 чёрная ладья · b8 чёрный конь · c8 чёрный слон · e8 чёрный король · f8 чёрный слон · h8 чёрная ладья · a7 чёрная пешка · d7 чёрная пешка · f7 чёрная пешка · g7 чёрная пешка · h7 чёрная пешка · c6 чёрная пешка · f6 чёрный конь · b5 белый слон · f5 белый конь · g5 чёрный ферзь · e4 белая пешка · f4 чёрная пешка · g4 белая пешка · d3 белая пешка · a2 белая пешка · b2 белая пешка · c2 белая пешка · h2 белая пешка · a1 белая ладья · b1 белый конь · c1 белый слон · d1 белый ферзь · f1 белый король · g1 белая ладья | 2 |
| 1 | a8 чёрная ладья · b8 чёрный конь · c8 чёрный слон · e8 чёрный король · f8 чёрный слон · h8 чёрная ладья · a7 чёрная пешка · d7 чёрная пешка · f7 чёрная пешка · g7 чёрная пешка · h7 чёрная пешка · c6 чёрная пешка · f6 чёрный конь · b5 белый слон · f5 белый конь · g5 чёрный ферзь · e4 белая пешка · f4 чёрная пешка · g4 белая пешка · d3 белая пешка · a2 белая пешка · b2 белая пешка · c2 белая пешка · h2 белая пешка · a1 белая ладья · b1 белый конь · c1 белый слон · d1 белый ферзь · f1 белый король · g1 белая ладья | a8 чёрная ладья · b8 чёрный конь · c8 чёрный слон · e8 чёрный король · f8 чёрный слон · h8 чёрная ладья · a7 чёрная пешка · d7 чёрная пешка · f7 чёрная пешка · g7 чёрная пешка · h7 чёрная пешка · c6 чёрная пешка · f6 чёрный конь · b5 белый слон · f5 белый конь · g5 чёрный ферзь · e4 белая пешка · f4 чёрная пешка · g4 белая пешка · d3 белая пешка · a2 белая пешка · b2 белая пешка · c2 белая пешка · h2 белая пешка · a1 белая ладья · b1 белый конь · c1 белый слон · d1 белый ферзь · f1 белый король · g1 белая ладья | a8 чёрная ладья · b8 чёрный конь · c8 чёрный слон · e8 чёрный король · f8 чёрный слон · h8 чёрная ладья · a7 чёрная пешка · d7 чёрная пешка · f7 чёрная пешка · g7 чёрная пешка · h7 чёрная пешка · c6 чёрная пешка · f6 чёрный конь · b5 белый слон · f5 белый конь · g5 чёрный ферзь · e4 белая пешка · f4 чёрная пешка · g4 белая пешка · d3 белая пешка · a2 белая пешка · b2 белая пешка · c2 белая пешка · h2 белая пешка · a1 белая ладья · b1 белый конь · c1 белый слон · d1 белый ферзь · f1 белый король · g1 белая ладья | a8 чёрная ладья · b8 чёрный конь · c8 чёрный слон · e8 чёрный король · f8 чёрный слон · h8 чёрная ладья · a7 чёрная пешка · d7 чёрная пешка · f7 чёрная пешка · g7 чёрная пешка · h7 чёрная пешка · c6 чёрная пешка · f6 чёрный конь · b5 белый слон · f5 белый конь · g5 чёрный ферзь · e4 белая пешка · f4 чёрная пешка · g4 белая пешка · d3 белая пешка · a2 белая пешка · b2 белая пешка · c2 белая пешка · h2 белая пешка · a1 белая ладья · b1 белый конь · c1 белый слон · d1 белый ферзь · f1 белый король · g1 белая ладья | a8 чёрная ладья · b8 чёрный конь · c8 чёрный слон · e8 чёрный король · f8 чёрный слон · h8 чёрная ладья · a7 чёрная пешка · d7 чёрная пешка · f7 чёрная пешка · g7 чёрная пешка · h7 чёрная пешка · c6 чёрная пешка · f6 чёрный конь · b5 белый слон · f5 белый конь · g5 чёрный ферзь · e4 белая пешка · f4 чёрная пешка · g4 белая пешка · d3 белая пешка · a2 белая пешка · b2 белая пешка · c2 белая пешка · h2 белая пешка · a1 белая ладья · b1 белый конь · c1 белый слон · d1 белый ферзь · f1 белый король · g1 белая ладья | a8 чёрная ладья · b8 чёрный конь · c8 чёрный слон · e8 чёрный король · f8 чёрный слон · h8 чёрная ладья · a7 чёрная пешка · d7 чёрная пешка · f7 чёрная пешка · g7 чёрная пешка · h7 чёрная пешка · c6 чёрная пешка · f6 чёрный конь · b5 белый слон · f5 белый конь · g5 чёрный ферзь · e4 белая пешка · f4 чёрная пешка · g4 белая пешка · d3 белая пешка · a2 белая пешка · b2 белая пешка · c2 белая пешка · h2 белая пешка · a1 белая ладья · b1 белый конь · c1 белый слон · d1 белый ферзь · f1 белый король · g1 белая ладья | a8 чёрная ладья · b8 чёрный конь · c8 чёрный слон · e8 чёрный король · f8 чёрный слон · h8 чёрная ладья · a7 чёрная пешка · d7 чёрная пешка · f7 чёрная пешка · g7 чёрная пешка · h7 чёрная пешка · c6 чёрная пешка · f6 чёрный конь · b5 белый слон · f5 белый конь · g5 чёрный ферзь · e4 белая пешка · f4 чёрная пешка · g4 белая пешка · d3 белая пешка · a2 белая пешка · b2 белая пешка · c2 белая пешка · h2 белая пешка · a1 белая ладья · b1 белый конь · c1 белый слон · d1 белый ферзь · f1 белый король · g1 белая ладья | a8 чёрная ладья · b8 чёрный конь · c8 чёрный слон · e8 чёрный король · f8 чёрный слон · h8 чёрная ладья · a7 чёрная пешка · d7 чёрная пешка · f7 чёрная пешка · g7 чёрная пешка · h7 чёрная пешка · c6 чёрная пешка · f6 чёрный конь · b5 белый слон · f5 белый конь · g5 чёрный ферзь · e4 белая пешка · f4 чёрная пешка · g4 белая пешка · d3 белая пешка · a2 белая пешка · b2 белая пешка · c2 белая пешка · h2 белая пешка · a1 белая ладья · b1 белый конь · c1 белый слон · d1 белый ферзь · f1 белый король · g1 белая ладья | 1 |
|   | a | b | c | d | e | f | g | h |   |

В середине XIX века Кизерицкий, применяя этот ход, одержал ряд эффектных побед. Однако в дальнейшем были выявлены его теневые стороны и современная теория считает его недостаточным для уравнения.
5. Cc4:b5 Kg8-f6
6. Kg1-f3 Фh4-h6
Кизерицкий оставляет поле «h5» для коня.
7. d2-d3 Kf6-h5
8. Kf3-h4 Фh6-g5?
Решающая ошибка. Как указывал впоследствии Кизерицкий, следовало продолжать 8…g6!, что после 9.g3 Ce7 или 9.g4 Kf6 10.Kg2 Фh3 11.C:f4 K:g4 вело к выгоде чёрных. Теперь же преимущество переходит к белым.
9. Kh4-f5 c7-c6
10. g2-g4 Kh5-f6
11.Лh1-g1!
Андерсен тонко оценил возникшую ситуацию. Жертвой фигуры он добивается явного преимущества.
|   | a | b | c | d | e | f | g | h |   |
| - | --- | --- | --- | --- | --- | --- | --- | --- | - |
| 8 | a8 чёрная ладья · b8 чёрный конь · c8 чёрный слон · e8 чёрный король · g8 чёрный конь · h8 чёрная ладья · a7 чёрная пешка · d7 чёрная пешка · f7 чёрная пешка · g7 чёрная пешка · h7 чёрная пешка · b5 чёрная пешка · c5 чёрный слон · d5 белый конь · f5 белый конь · h5 белая пешка · e4 белая пешка · f4 белый слон · g4 белая пешка · d3 белая пешка · f3 белый ферзь · a2 белая пешка · b2 чёрный ферзь · c2 белая пешка · a1 белая ладья · f1 белый король · g1 белая ладья | a8 чёрная ладья · b8 чёрный конь · c8 чёрный слон · e8 чёрный король · g8 чёрный конь · h8 чёрная ладья · a7 чёрная пешка · d7 чёрная пешка · f7 чёрная пешка · g7 чёрная пешка · h7 чёрная пешка · b5 чёрная пешка · c5 чёрный слон · d5 белый конь · f5 белый конь · h5 белая пешка · e4 белая пешка · f4 белый слон · g4 белая пешка · d3 белая пешка · f3 белый ферзь · a2 белая пешка · b2 чёрный ферзь · c2 белая пешка · a1 белая ладья · f1 белый король · g1 белая ладья | a8 чёрная ладья · b8 чёрный конь · c8 чёрный слон · e8 чёрный король · g8 чёрный конь · h8 чёрная ладья · a7 чёрная пешка · d7 чёрная пешка · f7 чёрная пешка · g7 чёрная пешка · h7 чёрная пешка · b5 чёрная пешка · c5 чёрный слон · d5 белый конь · f5 белый конь · h5 белая пешка · e4 белая пешка · f4 белый слон · g4 белая пешка · d3 белая пешка · f3 белый ферзь · a2 белая пешка · b2 чёрный ферзь · c2 белая пешка · a1 белая ладья · f1 белый король · g1 белая ладья | a8 чёрная ладья · b8 чёрный конь · c8 чёрный слон · e8 чёрный король · g8 чёрный конь · h8 чёрная ладья · a7 чёрная пешка · d7 чёрная пешка · f7 чёрная пешка · g7 чёрная пешка · h7 чёрная пешка · b5 чёрная пешка · c5 чёрный слон · d5 белый конь · f5 белый конь · h5 белая пешка · e4 белая пешка · f4 белый слон · g4 белая пешка · d3 белая пешка · f3 белый ферзь · a2 белая пешка · b2 чёрный ферзь · c2 белая пешка · a1 белая ладья · f1 белый король · g1 белая ладья | a8 чёрная ладья · b8 чёрный конь · c8 чёрный слон · e8 чёрный король · g8 чёрный конь · h8 чёрная ладья · a7 чёрная пешка · d7 чёрная пешка · f7 чёрная пешка · g7 чёрная пешка · h7 чёрная пешка · b5 чёрная пешка · c5 чёрный слон · d5 белый конь · f5 белый конь · h5 белая пешка · e4 белая пешка · f4 белый слон · g4 белая пешка · d3 белая пешка · f3 белый ферзь · a2 белая пешка · b2 чёрный ферзь · c2 белая пешка · a1 белая ладья · f1 белый король · g1 белая ладья | a8 чёрная ладья · b8 чёрный конь · c8 чёрный слон · e8 чёрный король · g8 чёрный конь · h8 чёрная ладья · a7 чёрная пешка · d7 чёрная пешка · f7 чёрная пешка · g7 чёрная пешка · h7 чёрная пешка · b5 чёрная пешка · c5 чёрный слон · d5 белый конь · f5 белый конь · h5 белая пешка · e4 белая пешка · f4 белый слон · g4 белая пешка · d3 белая пешка · f3 белый ферзь · a2 белая пешка · b2 чёрный ферзь · c2 белая пешка · a1 белая ладья · f1 белый король · g1 белая ладья | a8 чёрная ладья · b8 чёрный конь · c8 чёрный слон · e8 чёрный король · g8 чёрный конь · h8 чёрная ладья · a7 чёрная пешка · d7 чёрная пешка · f7 чёрная пешка · g7 чёрная пешка · h7 чёрная пешка · b5 чёрная пешка · c5 чёрный слон · d5 белый конь · f5 белый конь · h5 белая пешка · e4 белая пешка · f4 белый слон · g4 белая пешка · d3 белая пешка · f3 белый ферзь · a2 белая пешка · b2 чёрный ферзь · c2 белая пешка · a1 белая ладья · f1 белый король · g1 белая ладья | a8 чёрная ладья · b8 чёрный конь · c8 чёрный слон · e8 чёрный король · g8 чёрный конь · h8 чёрная ладья · a7 чёрная пешка · d7 чёрная пешка · f7 чёрная пешка · g7 чёрная пешка · h7 чёрная пешка · b5 чёрная пешка · c5 чёрный слон · d5 белый конь · f5 белый конь · h5 белая пешка · e4 белая пешка · f4 белый слон · g4 белая пешка · d3 белая пешка · f3 белый ферзь · a2 белая пешка · b2 чёрный ферзь · c2 белая пешка · a1 белая ладья · f1 белый король · g1 белая ладья | 8 |
| 7 | a8 чёрная ладья · b8 чёрный конь · c8 чёрный слон · e8 чёрный король · g8 чёрный конь · h8 чёрная ладья · a7 чёрная пешка · d7 чёрная пешка · f7 чёрная пешка · g7 чёрная пешка · h7 чёрная пешка · b5 чёрная пешка · c5 чёрный слон · d5 белый конь · f5 белый конь · h5 белая пешка · e4 белая пешка · f4 белый слон · g4 белая пешка · d3 белая пешка · f3 белый ферзь · a2 белая пешка · b2 чёрный ферзь · c2 белая пешка · a1 белая ладья · f1 белый король · g1 белая ладья | a8 чёрная ладья · b8 чёрный конь · c8 чёрный слон · e8 чёрный король · g8 чёрный конь · h8 чёрная ладья · a7 чёрная пешка · d7 чёрная пешка · f7 чёрная пешка · g7 чёрная пешка · h7 чёрная пешка · b5 чёрная пешка · c5 чёрный слон · d5 белый конь · f5 белый конь · h5 белая пешка · e4 белая пешка · f4 белый слон · g4 белая пешка · d3 белая пешка · f3 белый ферзь · a2 белая пешка · b2 чёрный ферзь · c2 белая пешка · a1 белая ладья · f1 белый король · g1 белая ладья | a8 чёрная ладья · b8 чёрный конь · c8 чёрный слон · e8 чёрный король · g8 чёрный конь · h8 чёрная ладья · a7 чёрная пешка · d7 чёрная пешка · f7 чёрная пешка · g7 чёрная пешка · h7 чёрная пешка · b5 чёрная пешка · c5 чёрный слон · d5 белый конь · f5 белый конь · h5 белая пешка · e4 белая пешка · f4 белый слон · g4 белая пешка · d3 белая пешка · f3 белый ферзь · a2 белая пешка · b2 чёрный ферзь · c2 белая пешка · a1 белая ладья · f1 белый король · g1 белая ладья | a8 чёрная ладья · b8 чёрный конь · c8 чёрный слон · e8 чёрный король · g8 чёрный конь · h8 чёрная ладья · a7 чёрная пешка · d7 чёрная пешка · f7 чёрная пешка · g7 чёрная пешка · h7 чёрная пешка · b5 чёрная пешка · c5 чёрный слон · d5 белый конь · f5 белый конь · h5 белая пешка · e4 белая пешка · f4 белый слон · g4 белая пешка · d3 белая пешка · f3 белый ферзь · a2 белая пешка · b2 чёрный ферзь · c2 белая пешка · a1 белая ладья · f1 белый король · g1 белая ладья | a8 чёрная ладья · b8 чёрный конь · c8 чёрный слон · e8 чёрный король · g8 чёрный конь · h8 чёрная ладья · a7 чёрная пешка · d7 чёрная пешка · f7 чёрная пешка · g7 чёрная пешка · h7 чёрная пешка · b5 чёрная пешка · c5 чёрный слон · d5 белый конь · f5 белый конь · h5 белая пешка · e4 белая пешка · f4 белый слон · g4 белая пешка · d3 белая пешка · f3 белый ферзь · a2 белая пешка · b2 чёрный ферзь · c2 белая пешка · a1 белая ладья · f1 белый король · g1 белая ладья | a8 чёрная ладья · b8 чёрный конь · c8 чёрный слон · e8 чёрный король · g8 чёрный конь · h8 чёрная ладья · a7 чёрная пешка · d7 чёрная пешка · f7 чёрная пешка · g7 чёрная пешка · h7 чёрная пешка · b5 чёрная пешка · c5 чёрный слон · d5 белый конь · f5 белый конь · h5 белая пешка · e4 белая пешка · f4 белый слон · g4 белая пешка · d3 белая пешка · f3 белый ферзь · a2 белая пешка · b2 чёрный ферзь · c2 белая пешка · a1 белая ладья · f1 белый король · g1 белая ладья | a8 чёрная ладья · b8 чёрный конь · c8 чёрный слон · e8 чёрный король · g8 чёрный конь · h8 чёрная ладья · a7 чёрная пешка · d7 чёрная пешка · f7 чёрная пешка · g7 чёрная пешка · h7 чёрная пешка · b5 чёрная пешка · c5 чёрный слон · d5 белый конь · f5 белый конь · h5 белая пешка · e4 белая пешка · f4 белый слон · g4 белая пешка · d3 белая пешка · f3 белый ферзь · a2 белая пешка · b2 чёрный ферзь · c2 белая пешка · a1 белая ладья · f1 белый король · g1 белая ладья | a8 чёрная ладья · b8 чёрный конь · c8 чёрный слон · e8 чёрный король · g8 чёрный конь · h8 чёрная ладья · a7 чёрная пешка · d7 чёрная пешка · f7 чёрная пешка · g7 чёрная пешка · h7 чёрная пешка · b5 чёрная пешка · c5 чёрный слон · d5 белый конь · f5 белый конь · h5 белая пешка · e4 белая пешка · f4 белый слон · g4 белая пешка · d3 белая пешка · f3 белый ферзь · a2 белая пешка · b2 чёрный ферзь · c2 белая пешка · a1 белая ладья · f1 белый король · g1 белая ладья | 7 |
| 6 | a8 чёрная ладья · b8 чёрный конь · c8 чёрный слон · e8 чёрный король · g8 чёрный конь · h8 чёрная ладья · a7 чёрная пешка · d7 чёрная пешка · f7 чёрная пешка · g7 чёрная пешка · h7 чёрная пешка · b5 чёрная пешка · c5 чёрный слон · d5 белый конь · f5 белый конь · h5 белая пешка · e4 белая пешка · f4 белый слон · g4 белая пешка · d3 белая пешка · f3 белый ферзь · a2 белая пешка · b2 чёрный ферзь · c2 белая пешка · a1 белая ладья · f1 белый король · g1 белая ладья | a8 чёрная ладья · b8 чёрный конь · c8 чёрный слон · e8 чёрный король · g8 чёрный конь · h8 чёрная ладья · a7 чёрная пешка · d7 чёрная пешка · f7 чёрная пешка · g7 чёрная пешка · h7 чёрная пешка · b5 чёрная пешка · c5 чёрный слон · d5 белый конь · f5 белый конь · h5 белая пешка · e4 белая пешка · f4 белый слон · g4 белая пешка · d3 белая пешка · f3 белый ферзь · a2 белая пешка · b2 чёрный ферзь · c2 белая пешка · a1 белая ладья · f1 белый король · g1 белая ладья | a8 чёрная ладья · b8 чёрный конь · c8 чёрный слон · e8 чёрный король · g8 чёрный конь · h8 чёрная ладья · a7 чёрная пешка · d7 чёрная пешка · f7 чёрная пешка · g7 чёрная пешка · h7 чёрная пешка · b5 чёрная пешка · c5 чёрный слон · d5 белый конь · f5 белый конь · h5 белая пешка · e4 белая пешка · f4 белый слон · g4 белая пешка · d3 белая пешка · f3 белый ферзь · a2 белая пешка · b2 чёрный ферзь · c2 белая пешка · a1 белая ладья · f1 белый король · g1 белая ладья | a8 чёрная ладья · b8 чёрный конь · c8 чёрный слон · e8 чёрный король · g8 чёрный конь · h8 чёрная ладья · a7 чёрная пешка · d7 чёрная пешка · f7 чёрная пешка · g7 чёрная пешка · h7 чёрная пешка · b5 чёрная пешка · c5 чёрный слон · d5 белый конь · f5 белый конь · h5 белая пешка · e4 белая пешка · f4 белый слон · g4 белая пешка · d3 белая пешка · f3 белый ферзь · a2 белая пешка · b2 чёрный ферзь · c2 белая пешка · a1 белая ладья · f1 белый король · g1 белая ладья | a8 чёрная ладья · b8 чёрный конь · c8 чёрный слон · e8 чёрный король · g8 чёрный конь · h8 чёрная ладья · a7 чёрная пешка · d7 чёрная пешка · f7 чёрная пешка · g7 чёрная пешка · h7 чёрная пешка · b5 чёрная пешка · c5 чёрный слон · d5 белый конь · f5 белый конь · h5 белая пешка · e4 белая пешка · f4 белый слон · g4 белая пешка · d3 белая пешка · f3 белый ферзь · a2 белая пешка · b2 чёрный ферзь · c2 белая пешка · a1 белая ладья · f1 белый король · g1 белая ладья | a8 чёрная ладья · b8 чёрный конь · c8 чёрный слон · e8 чёрный король · g8 чёрный конь · h8 чёрная ладья · a7 чёрная пешка · d7 чёрная пешка · f7 чёрная пешка · g7 чёрная пешка · h7 чёрная пешка · b5 чёрная пешка · c5 чёрный слон · d5 белый конь · f5 белый конь · h5 белая пешка · e4 белая пешка · f4 белый слон · g4 белая пешка · d3 белая пешка · f3 белый ферзь · a2 белая пешка · b2 чёрный ферзь · c2 белая пешка · a1 белая ладья · f1 белый король · g1 белая ладья | a8 чёрная ладья · b8 чёрный конь · c8 чёрный слон · e8 чёрный король · g8 чёрный конь · h8 чёрная ладья · a7 чёрная пешка · d7 чёрная пешка · f7 чёрная пешка · g7 чёрная пешка · h7 чёрная пешка · b5 чёрная пешка · c5 чёрный слон · d5 белый конь · f5 белый конь · h5 белая пешка · e4 белая пешка · f4 белый слон · g4 белая пешка · d3 белая пешка · f3 белый ферзь · a2 белая пешка · b2 чёрный ферзь · c2 белая пешка · a1 белая ладья · f1 белый король · g1 белая ладья | a8 чёрная ладья · b8 чёрный конь · c8 чёрный слон · e8 чёрный король · g8 чёрный конь · h8 чёрная ладья · a7 чёрная пешка · d7 чёрная пешка · f7 чёрная пешка · g7 чёрная пешка · h7 чёрная пешка · b5 чёрная пешка · c5 чёрный слон · d5 белый конь · f5 белый конь · h5 белая пешка · e4 белая пешка · f4 белый слон · g4 белая пешка · d3 белая пешка · f3 белый ферзь · a2 белая пешка · b2 чёрный ферзь · c2 белая пешка · a1 белая ладья · f1 белый король · g1 белая ладья | 6 |
| 5 | a8 чёрная ладья · b8 чёрный конь · c8 чёрный слон · e8 чёрный король · g8 чёрный конь · h8 чёрная ладья · a7 чёрная пешка · d7 чёрная пешка · f7 чёрная пешка · g7 чёрная пешка · h7 чёрная пешка · b5 чёрная пешка · c5 чёрный слон · d5 белый конь · f5 белый конь · h5 белая пешка · e4 белая пешка · f4 белый слон · g4 белая пешка · d3 белая пешка · f3 белый ферзь · a2 белая пешка · b2 чёрный ферзь · c2 белая пешка · a1 белая ладья · f1 белый король · g1 белая ладья | a8 чёрная ладья · b8 чёрный конь · c8 чёрный слон · e8 чёрный король · g8 чёрный конь · h8 чёрная ладья · a7 чёрная пешка · d7 чёрная пешка · f7 чёрная пешка · g7 чёрная пешка · h7 чёрная пешка · b5 чёрная пешка · c5 чёрный слон · d5 белый конь · f5 белый конь · h5 белая пешка · e4 белая пешка · f4 белый слон · g4 белая пешка · d3 белая пешка · f3 белый ферзь · a2 белая пешка · b2 чёрный ферзь · c2 белая пешка · a1 белая ладья · f1 белый король · g1 белая ладья | a8 чёрная ладья · b8 чёрный конь · c8 чёрный слон · e8 чёрный король · g8 чёрный конь · h8 чёрная ладья · a7 чёрная пешка · d7 чёрная пешка · f7 чёрная пешка · g7 чёрная пешка · h7 чёрная пешка · b5 чёрная пешка · c5 чёрный слон · d5 белый конь · f5 белый конь · h5 белая пешка · e4 белая пешка · f4 белый слон · g4 белая пешка · d3 белая пешка · f3 белый ферзь · a2 белая пешка · b2 чёрный ферзь · c2 белая пешка · a1 белая ладья · f1 белый король · g1 белая ладья | a8 чёрная ладья · b8 чёрный конь · c8 чёрный слон · e8 чёрный король · g8 чёрный конь · h8 чёрная ладья · a7 чёрная пешка · d7 чёрная пешка · f7 чёрная пешка · g7 чёрная пешка · h7 чёрная пешка · b5 чёрная пешка · c5 чёрный слон · d5 белый конь · f5 белый конь · h5 белая пешка · e4 белая пешка · f4 белый слон · g4 белая пешка · d3 белая пешка · f3 белый ферзь · a2 белая пешка · b2 чёрный ферзь · c2 белая пешка · a1 белая ладья · f1 белый король · g1 белая ладья | a8 чёрная ладья · b8 чёрный конь · c8 чёрный слон · e8 чёрный король · g8 чёрный конь · h8 чёрная ладья · a7 чёрная пешка · d7 чёрная пешка · f7 чёрная пешка · g7 чёрная пешка · h7 чёрная пешка · b5 чёрная пешка · c5 чёрный слон · d5 белый конь · f5 белый конь · h5 белая пешка · e4 белая пешка · f4 белый слон · g4 белая пешка · d3 белая пешка · f3 белый ферзь · a2 белая пешка · b2 чёрный ферзь · c2 белая пешка · a1 белая ладья · f1 белый король · g1 белая ладья | a8 чёрная ладья · b8 чёрный конь · c8 чёрный слон · e8 чёрный король · g8 чёрный конь · h8 чёрная ладья · a7 чёрная пешка · d7 чёрная пешка · f7 чёрная пешка · g7 чёрная пешка · h7 чёрная пешка · b5 чёрная пешка · c5 чёрный слон · d5 белый конь · f5 белый конь · h5 белая пешка · e4 белая пешка · f4 белый слон · g4 белая пешка · d3 белая пешка · f3 белый ферзь · a2 белая пешка · b2 чёрный ферзь · c2 белая пешка · a1 белая ладья · f1 белый король · g1 белая ладья | a8 чёрная ладья · b8 чёрный конь · c8 чёрный слон · e8 чёрный король · g8 чёрный конь · h8 чёрная ладья · a7 чёрная пешка · d7 чёрная пешка · f7 чёрная пешка · g7 чёрная пешка · h7 чёрная пешка · b5 чёрная пешка · c5 чёрный слон · d5 белый конь · f5 белый конь · h5 белая пешка · e4 белая пешка · f4 белый слон · g4 белая пешка · d3 белая пешка · f3 белый ферзь · a2 белая пешка · b2 чёрный ферзь · c2 белая пешка · a1 белая ладья · f1 белый король · g1 белая ладья | a8 чёрная ладья · b8 чёрный конь · c8 чёрный слон · e8 чёрный король · g8 чёрный конь · h8 чёрная ладья · a7 чёрная пешка · d7 чёрная пешка · f7 чёрная пешка · g7 чёрная пешка · h7 чёрная пешка · b5 чёрная пешка · c5 чёрный слон · d5 белый конь · f5 белый конь · h5 белая пешка · e4 белая пешка · f4 белый слон · g4 белая пешка · d3 белая пешка · f3 белый ферзь · a2 белая пешка · b2 чёрный ферзь · c2 белая пешка · a1 белая ладья · f1 белый король · g1 белая ладья | 5 |
| 4 | a8 чёрная ладья · b8 чёрный конь · c8 чёрный слон · e8 чёрный король · g8 чёрный конь · h8 чёрная ладья · a7 чёрная пешка · d7 чёрная пешка · f7 чёрная пешка · g7 чёрная пешка · h7 чёрная пешка · b5 чёрная пешка · c5 чёрный слон · d5 белый конь · f5 белый конь · h5 белая пешка · e4 белая пешка · f4 белый слон · g4 белая пешка · d3 белая пешка · f3 белый ферзь · a2 белая пешка · b2 чёрный ферзь · c2 белая пешка · a1 белая ладья · f1 белый король · g1 белая ладья | a8 чёрная ладья · b8 чёрный конь · c8 чёрный слон · e8 чёрный король · g8 чёрный конь · h8 чёрная ладья · a7 чёрная пешка · d7 чёрная пешка · f7 чёрная пешка · g7 чёрная пешка · h7 чёрная пешка · b5 чёрная пешка · c5 чёрный слон · d5 белый конь · f5 белый конь · h5 белая пешка · e4 белая пешка · f4 белый слон · g4 белая пешка · d3 белая пешка · f3 белый ферзь · a2 белая пешка · b2 чёрный ферзь · c2 белая пешка · a1 белая ладья · f1 белый король · g1 белая ладья | a8 чёрная ладья · b8 чёрный конь · c8 чёрный слон · e8 чёрный король · g8 чёрный конь · h8 чёрная ладья · a7 чёрная пешка · d7 чёрная пешка · f7 чёрная пешка · g7 чёрная пешка · h7 чёрная пешка · b5 чёрная пешка · c5 чёрный слон · d5 белый конь · f5 белый конь · h5 белая пешка · e4 белая пешка · f4 белый слон · g4 белая пешка · d3 белая пешка · f3 белый ферзь · a2 белая пешка · b2 чёрный ферзь · c2 белая пешка · a1 белая ладья · f1 белый король · g1 белая ладья | a8 чёрная ладья · b8 чёрный конь · c8 чёрный слон · e8 чёрный король · g8 чёрный конь · h8 чёрная ладья · a7 чёрная пешка · d7 чёрная пешка · f7 чёрная пешка · g7 чёрная пешка · h7 чёрная пешка · b5 чёрная пешка · c5 чёрный слон · d5 белый конь · f5 белый конь · h5 белая пешка · e4 белая пешка · f4 белый слон · g4 белая пешка · d3 белая пешка · f3 белый ферзь · a2 белая пешка · b2 чёрный ферзь · c2 белая пешка · a1 белая ладья · f1 белый король · g1 белая ладья | a8 чёрная ладья · b8 чёрный конь · c8 чёрный слон · e8 чёрный король · g8 чёрный конь · h8 чёрная ладья · a7 чёрная пешка · d7 чёрная пешка · f7 чёрная пешка · g7 чёрная пешка · h7 чёрная пешка · b5 чёрная пешка · c5 чёрный слон · d5 белый конь · f5 белый конь · h5 белая пешка · e4 белая пешка · f4 белый слон · g4 белая пешка · d3 белая пешка · f3 белый ферзь · a2 белая пешка · b2 чёрный ферзь · c2 белая пешка · a1 белая ладья · f1 белый король · g1 белая ладья | a8 чёрная ладья · b8 чёрный конь · c8 чёрный слон · e8 чёрный король · g8 чёрный конь · h8 чёрная ладья · a7 чёрная пешка · d7 чёрная пешка · f7 чёрная пешка · g7 чёрная пешка · h7 чёрная пешка · b5 чёрная пешка · c5 чёрный слон · d5 белый конь · f5 белый конь · h5 белая пешка · e4 белая пешка · f4 белый слон · g4 белая пешка · d3 белая пешка · f3 белый ферзь · a2 белая пешка · b2 чёрный ферзь · c2 белая пешка · a1 белая ладья · f1 белый король · g1 белая ладья | a8 чёрная ладья · b8 чёрный конь · c8 чёрный слон · e8 чёрный король · g8 чёрный конь · h8 чёрная ладья · a7 чёрная пешка · d7 чёрная пешка · f7 чёрная пешка · g7 чёрная пешка · h7 чёрная пешка · b5 чёрная пешка · c5 чёрный слон · d5 белый конь · f5 белый конь · h5 белая пешка · e4 белая пешка · f4 белый слон · g4 белая пешка · d3 белая пешка · f3 белый ферзь · a2 белая пешка · b2 чёрный ферзь · c2 белая пешка · a1 белая ладья · f1 белый король · g1 белая ладья | a8 чёрная ладья · b8 чёрный конь · c8 чёрный слон · e8 чёрный король · g8 чёрный конь · h8 чёрная ладья · a7 чёрная пешка · d7 чёрная пешка · f7 чёрная пешка · g7 чёрная пешка · h7 чёрная пешка · b5 чёрная пешка · c5 чёрный слон · d5 белый конь · f5 белый конь · h5 белая пешка · e4 белая пешка · f4 белый слон · g4 белая пешка · d3 белая пешка · f3 белый ферзь · a2 белая пешка · b2 чёрный ферзь · c2 белая пешка · a1 белая ладья · f1 белый король · g1 белая ладья | 4 |
| 3 | a8 чёрная ладья · b8 чёрный конь · c8 чёрный слон · e8 чёрный король · g8 чёрный конь · h8 чёрная ладья · a7 чёрная пешка · d7 чёрная пешка · f7 чёрная пешка · g7 чёрная пешка · h7 чёрная пешка · b5 чёрная пешка · c5 чёрный слон · d5 белый конь · f5 белый конь · h5 белая пешка · e4 белая пешка · f4 белый слон · g4 белая пешка · d3 белая пешка · f3 белый ферзь · a2 белая пешка · b2 чёрный ферзь · c2 белая пешка · a1 белая ладья · f1 белый король · g1 белая ладья | a8 чёрная ладья · b8 чёрный конь · c8 чёрный слон · e8 чёрный король · g8 чёрный конь · h8 чёрная ладья · a7 чёрная пешка · d7 чёрная пешка · f7 чёрная пешка · g7 чёрная пешка · h7 чёрная пешка · b5 чёрная пешка · c5 чёрный слон · d5 белый конь · f5 белый конь · h5 белая пешка · e4 белая пешка · f4 белый слон · g4 белая пешка · d3 белая пешка · f3 белый ферзь · a2 белая пешка · b2 чёрный ферзь · c2 белая пешка · a1 белая ладья · f1 белый король · g1 белая ладья | a8 чёрная ладья · b8 чёрный конь · c8 чёрный слон · e8 чёрный король · g8 чёрный конь · h8 чёрная ладья · a7 чёрная пешка · d7 чёрная пешка · f7 чёрная пешка · g7 чёрная пешка · h7 чёрная пешка · b5 чёрная пешка · c5 чёрный слон · d5 белый конь · f5 белый конь · h5 белая пешка · e4 белая пешка · f4 белый слон · g4 белая пешка · d3 белая пешка · f3 белый ферзь · a2 белая пешка · b2 чёрный ферзь · c2 белая пешка · a1 белая ладья · f1 белый король · g1 белая ладья | a8 чёрная ладья · b8 чёрный конь · c8 чёрный слон · e8 чёрный король · g8 чёрный конь · h8 чёрная ладья · a7 чёрная пешка · d7 чёрная пешка · f7 чёрная пешка · g7 чёрная пешка · h7 чёрная пешка · b5 чёрная пешка · c5 чёрный слон · d5 белый конь · f5 белый конь · h5 белая пешка · e4 белая пешка · f4 белый слон · g4 белая пешка · d3 белая пешка · f3 белый ферзь · a2 белая пешка · b2 чёрный ферзь · c2 белая пешка · a1 белая ладья · f1 белый король · g1 белая ладья | a8 чёрная ладья · b8 чёрный конь · c8 чёрный слон · e8 чёрный король · g8 чёрный конь · h8 чёрная ладья · a7 чёрная пешка · d7 чёрная пешка · f7 чёрная пешка · g7 чёрная пешка · h7 чёрная пешка · b5 чёрная пешка · c5 чёрный слон · d5 белый конь · f5 белый конь · h5 белая пешка · e4 белая пешка · f4 белый слон · g4 белая пешка · d3 белая пешка · f3 белый ферзь · a2 белая пешка · b2 чёрный ферзь · c2 белая пешка · a1 белая ладья · f1 белый король · g1 белая ладья | a8 чёрная ладья · b8 чёрный конь · c8 чёрный слон · e8 чёрный король · g8 чёрный конь · h8 чёрная ладья · a7 чёрная пешка · d7 чёрная пешка · f7 чёрная пешка · g7 чёрная пешка · h7 чёрная пешка · b5 чёрная пешка · c5 чёрный слон · d5 белый конь · f5 белый конь · h5 белая пешка · e4 белая пешка · f4 белый слон · g4 белая пешка · d3 белая пешка · f3 белый ферзь · a2 белая пешка · b2 чёрный ферзь · c2 белая пешка · a1 белая ладья · f1 белый король · g1 белая ладья | a8 чёрная ладья · b8 чёрный конь · c8 чёрный слон · e8 чёрный король · g8 чёрный конь · h8 чёрная ладья · a7 чёрная пешка · d7 чёрная пешка · f7 чёрная пешка · g7 чёрная пешка · h7 чёрная пешка · b5 чёрная пешка · c5 чёрный слон · d5 белый конь · f5 белый конь · h5 белая пешка · e4 белая пешка · f4 белый слон · g4 белая пешка · d3 белая пешка · f3 белый ферзь · a2 белая пешка · b2 чёрный ферзь · c2 белая пешка · a1 белая ладья · f1 белый король · g1 белая ладья | a8 чёрная ладья · b8 чёрный конь · c8 чёрный слон · e8 чёрный король · g8 чёрный конь · h8 чёрная ладья · a7 чёрная пешка · d7 чёрная пешка · f7 чёрная пешка · g7 чёрная пешка · h7 чёрная пешка · b5 чёрная пешка · c5 чёрный слон · d5 белый конь · f5 белый конь · h5 белая пешка · e4 белая пешка · f4 белый слон · g4 белая пешка · d3 белая пешка · f3 белый ферзь · a2 белая пешка · b2 чёрный ферзь · c2 белая пешка · a1 белая ладья · f1 белый король · g1 белая ладья | 3 |
| 2 | a8 чёрная ладья · b8 чёрный конь · c8 чёрный слон · e8 чёрный король · g8 чёрный конь · h8 чёрная ладья · a7 чёрная пешка · d7 чёрная пешка · f7 чёрная пешка · g7 чёрная пешка · h7 чёрная пешка · b5 чёрная пешка · c5 чёрный слон · d5 белый конь · f5 белый конь · h5 белая пешка · e4 белая пешка · f4 белый слон · g4 белая пешка · d3 белая пешка · f3 белый ферзь · a2 белая пешка · b2 чёрный ферзь · c2 белая пешка · a1 белая ладья · f1 белый король · g1 белая ладья | a8 чёрная ладья · b8 чёрный конь · c8 чёрный слон · e8 чёрный король · g8 чёрный конь · h8 чёрная ладья · a7 чёрная пешка · d7 чёрная пешка · f7 чёрная пешка · g7 чёрная пешка · h7 чёрная пешка · b5 чёрная пешка · c5 чёрный слон · d5 белый конь · f5 белый конь · h5 белая пешка · e4 белая пешка · f4 белый слон · g4 белая пешка · d3 белая пешка · f3 белый ферзь · a2 белая пешка · b2 чёрный ферзь · c2 белая пешка · a1 белая ладья · f1 белый король · g1 белая ладья | a8 чёрная ладья · b8 чёрный конь · c8 чёрный слон · e8 чёрный король · g8 чёрный конь · h8 чёрная ладья · a7 чёрная пешка · d7 чёрная пешка · f7 чёрная пешка · g7 чёрная пешка · h7 чёрная пешка · b5 чёрная пешка · c5 чёрный слон · d5 белый конь · f5 белый конь · h5 белая пешка · e4 белая пешка · f4 белый слон · g4 белая пешка · d3 белая пешка · f3 белый ферзь · a2 белая пешка · b2 чёрный ферзь · c2 белая пешка · a1 белая ладья · f1 белый король · g1 белая ладья | a8 чёрная ладья · b8 чёрный конь · c8 чёрный слон · e8 чёрный король · g8 чёрный конь · h8 чёрная ладья · a7 чёрная пешка · d7 чёрная пешка · f7 чёрная пешка · g7 чёрная пешка · h7 чёрная пешка · b5 чёрная пешка · c5 чёрный слон · d5 белый конь · f5 белый конь · h5 белая пешка · e4 белая пешка · f4 белый слон · g4 белая пешка · d3 белая пешка · f3 белый ферзь · a2 белая пешка · b2 чёрный ферзь · c2 белая пешка · a1 белая ладья · f1 белый король · g1 белая ладья | a8 чёрная ладья · b8 чёрный конь · c8 чёрный слон · e8 чёрный король · g8 чёрный конь · h8 чёрная ладья · a7 чёрная пешка · d7 чёрная пешка · f7 чёрная пешка · g7 чёрная пешка · h7 чёрная пешка · b5 чёрная пешка · c5 чёрный слон · d5 белый конь · f5 белый конь · h5 белая пешка · e4 белая пешка · f4 белый слон · g4 белая пешка · d3 белая пешка · f3 белый ферзь · a2 белая пешка · b2 чёрный ферзь · c2 белая пешка · a1 белая ладья · f1 белый король · g1 белая ладья | a8 чёрная ладья · b8 чёрный конь · c8 чёрный слон · e8 чёрный король · g8 чёрный конь · h8 чёрная ладья · a7 чёрная пешка · d7 чёрная пешка · f7 чёрная пешка · g7 чёрная пешка · h7 чёрная пешка · b5 чёрная пешка · c5 чёрный слон · d5 белый конь · f5 белый конь · h5 белая пешка · e4 белая пешка · f4 белый слон · g4 белая пешка · d3 белая пешка · f3 белый ферзь · a2 белая пешка · b2 чёрный ферзь · c2 белая пешка · a1 белая ладья · f1 белый король · g1 белая ладья | a8 чёрная ладья · b8 чёрный конь · c8 чёрный слон · e8 чёрный король · g8 чёрный конь · h8 чёрная ладья · a7 чёрная пешка · d7 чёрная пешка · f7 чёрная пешка · g7 чёрная пешка · h7 чёрная пешка · b5 чёрная пешка · c5 чёрный слон · d5 белый конь · f5 белый конь · h5 белая пешка · e4 белая пешка · f4 белый слон · g4 белая пешка · d3 белая пешка · f3 белый ферзь · a2 белая пешка · b2 чёрный ферзь · c2 белая пешка · a1 белая ладья · f1 белый король · g1 белая ладья | a8 чёрная ладья · b8 чёрный конь · c8 чёрный слон · e8 чёрный король · g8 чёрный конь · h8 чёрная ладья · a7 чёрная пешка · d7 чёрная пешка · f7 чёрная пешка · g7 чёрная пешка · h7 чёрная пешка · b5 чёрная пешка · c5 чёрный слон · d5 белый конь · f5 белый конь · h5 белая пешка · e4 белая пешка · f4 белый слон · g4 белая пешка · d3 белая пешка · f3 белый ферзь · a2 белая пешка · b2 чёрный ферзь · c2 белая пешка · a1 белая ладья · f1 белый король · g1 белая ладья | 2 |
| 1 | a8 чёрная ладья · b8 чёрный конь · c8 чёрный слон · e8 чёрный король · g8 чёрный конь · h8 чёрная ладья · a7 чёрная пешка · d7 чёрная пешка · f7 чёрная пешка · g7 чёрная пешка · h7 чёрная пешка · b5 чёрная пешка · c5 чёрный слон · d5 белый конь · f5 белый конь · h5 белая пешка · e4 белая пешка · f4 белый слон · g4 белая пешка · d3 белая пешка · f3 белый ферзь · a2 белая пешка · b2 чёрный ферзь · c2 белая пешка · a1 белая ладья · f1 белый король · g1 белая ладья | a8 чёрная ладья · b8 чёрный конь · c8 чёрный слон · e8 чёрный король · g8 чёрный конь · h8 чёрная ладья · a7 чёрная пешка · d7 чёрная пешка · f7 чёрная пешка · g7 чёрная пешка · h7 чёрная пешка · b5 чёрная пешка · c5 чёрный слон · d5 белый конь · f5 белый конь · h5 белая пешка · e4 белая пешка · f4 белый слон · g4 белая пешка · d3 белая пешка · f3 белый ферзь · a2 белая пешка · b2 чёрный ферзь · c2 белая пешка · a1 белая ладья · f1 белый король · g1 белая ладья | a8 чёрная ладья · b8 чёрный конь · c8 чёрный слон · e8 чёрный король · g8 чёрный конь · h8 чёрная ладья · a7 чёрная пешка · d7 чёрная пешка · f7 чёрная пешка · g7 чёрная пешка · h7 чёрная пешка · b5 чёрная пешка · c5 чёрный слон · d5 белый конь · f5 белый конь · h5 белая пешка · e4 белая пешка · f4 белый слон · g4 белая пешка · d3 белая пешка · f3 белый ферзь · a2 белая пешка · b2 чёрный ферзь · c2 белая пешка · a1 белая ладья · f1 белый король · g1 белая ладья | a8 чёрная ладья · b8 чёрный конь · c8 чёрный слон · e8 чёрный король · g8 чёрный конь · h8 чёрная ладья · a7 чёрная пешка · d7 чёрная пешка · f7 чёрная пешка · g7 чёрная пешка · h7 чёрная пешка · b5 чёрная пешка · c5 чёрный слон · d5 белый конь · f5 белый конь · h5 белая пешка · e4 белая пешка · f4 белый слон · g4 белая пешка · d3 белая пешка · f3 белый ферзь · a2 белая пешка · b2 чёрный ферзь · c2 белая пешка · a1 белая ладья · f1 белый король · g1 белая ладья | a8 чёрная ладья · b8 чёрный конь · c8 чёрный слон · e8 чёрный король · g8 чёрный конь · h8 чёрная ладья · a7 чёрная пешка · d7 чёрная пешка · f7 чёрная пешка · g7 чёрная пешка · h7 чёрная пешка · b5 чёрная пешка · c5 чёрный слон · d5 белый конь · f5 белый конь · h5 белая пешка · e4 белая пешка · f4 белый слон · g4 белая пешка · d3 белая пешка · f3 белый ферзь · a2 белая пешка · b2 чёрный ферзь · c2 белая пешка · a1 белая ладья · f1 белый король · g1 белая ладья | a8 чёрная ладья · b8 чёрный конь · c8 чёрный слон · e8 чёрный король · g8 чёрный конь · h8 чёрная ладья · a7 чёрная пешка · d7 чёрная пешка · f7 чёрная пешка · g7 чёрная пешка · h7 чёрная пешка · b5 чёрная пешка · c5 чёрный слон · d5 белый конь · f5 белый конь · h5 белая пешка · e4 белая пешка · f4 белый слон · g4 белая пешка · d3 белая пешка · f3 белый ферзь · a2 белая пешка · b2 чёрный ферзь · c2 белая пешка · a1 белая ладья · f1 белый король · g1 белая ладья | a8 чёрная ладья · b8 чёрный конь · c8 чёрный слон · e8 чёрный король · g8 чёрный конь · h8 чёрная ладья · a7 чёрная пешка · d7 чёрная пешка · f7 чёрная пешка · g7 чёрная пешка · h7 чёрная пешка · b5 чёрная пешка · c5 чёрный слон · d5 белый конь · f5 белый конь · h5 белая пешка · e4 белая пешка · f4 белый слон · g4 белая пешка · d3 белая пешка · f3 белый ферзь · a2 белая пешка · b2 чёрный ферзь · c2 белая пешка · a1 белая ладья · f1 белый король · g1 белая ладья | a8 чёрная ладья · b8 чёрный конь · c8 чёрный слон · e8 чёрный король · g8 чёрный конь · h8 чёрная ладья · a7 чёрная пешка · d7 чёрная пешка · f7 чёрная пешка · g7 чёрная пешка · h7 чёрная пешка · b5 чёрная пешка · c5 чёрный слон · d5 белый конь · f5 белый конь · h5 белая пешка · e4 белая пешка · f4 белый слон · g4 белая пешка · d3 белая пешка · f3 белый ферзь · a2 белая пешка · b2 чёрный ферзь · c2 белая пешка · a1 белая ладья · f1 белый король · g1 белая ладья | 1 |
|   | a | b | c | d | e | f | g | h |   |

11…c6:b5
12. h2-h4 Фg5-g6
13. h4-h5 Фg6-g5
14. Фd1-f3
Теперь белые угрожают ходом 15.Cc1:f4 выиграть ферзя. Освобождая ему путь к отступлению, чёрные теряют несколько темпов и попадают под сильнейшую атаку.
14…Kf6-g8
15. Cc1:f4 Фg5-f6
16. Kb1-c3
У белых колоссальный перевес в мобилизации сил, и задачи обороны для чёрных чрезвычайно сложны.
16…Cf8-c5
17. Kc3-d5 Фf6:b2
18. Cf4-d6
|   | a | b | c | d | e | f | g | h |   |
| - | --- | --- | --- | --- | --- | --- | --- | --- | - |
| 8 | a8 чёрная ладья · c8 чёрный слон · d8 чёрный король · g8 чёрный конь · h8 чёрная ладья · a7 чёрная пешка · d7 чёрная пешка · f7 чёрная пешка · g7 белый конь · h7 чёрная пешка · a6 чёрный конь · d6 белый слон · f6 белый ферзь · b5 чёрная пешка · d5 белый конь · e5 белая пешка · h5 белая пешка · g4 белая пешка · d3 белая пешка · a2 белая пешка · c2 белая пешка · e2 белый король · a1 чёрный ферзь · g1 чёрный слон | a8 чёрная ладья · c8 чёрный слон · d8 чёрный король · g8 чёрный конь · h8 чёрная ладья · a7 чёрная пешка · d7 чёрная пешка · f7 чёрная пешка · g7 белый конь · h7 чёрная пешка · a6 чёрный конь · d6 белый слон · f6 белый ферзь · b5 чёрная пешка · d5 белый конь · e5 белая пешка · h5 белая пешка · g4 белая пешка · d3 белая пешка · a2 белая пешка · c2 белая пешка · e2 белый король · a1 чёрный ферзь · g1 чёрный слон | a8 чёрная ладья · c8 чёрный слон · d8 чёрный король · g8 чёрный конь · h8 чёрная ладья · a7 чёрная пешка · d7 чёрная пешка · f7 чёрная пешка · g7 белый конь · h7 чёрная пешка · a6 чёрный конь · d6 белый слон · f6 белый ферзь · b5 чёрная пешка · d5 белый конь · e5 белая пешка · h5 белая пешка · g4 белая пешка · d3 белая пешка · a2 белая пешка · c2 белая пешка · e2 белый король · a1 чёрный ферзь · g1 чёрный слон | a8 чёрная ладья · c8 чёрный слон · d8 чёрный король · g8 чёрный конь · h8 чёрная ладья · a7 чёрная пешка · d7 чёрная пешка · f7 чёрная пешка · g7 белый конь · h7 чёрная пешка · a6 чёрный конь · d6 белый слон · f6 белый ферзь · b5 чёрная пешка · d5 белый конь · e5 белая пешка · h5 белая пешка · g4 белая пешка · d3 белая пешка · a2 белая пешка · c2 белая пешка · e2 белый король · a1 чёрный ферзь · g1 чёрный слон | a8 чёрная ладья · c8 чёрный слон · d8 чёрный король · g8 чёрный конь · h8 чёрная ладья · a7 чёрная пешка · d7 чёрная пешка · f7 чёрная пешка · g7 белый конь · h7 чёрная пешка · a6 чёрный конь · d6 белый слон · f6 белый ферзь · b5 чёрная пешка · d5 белый конь · e5 белая пешка · h5 белая пешка · g4 белая пешка · d3 белая пешка · a2 белая пешка · c2 белая пешка · e2 белый король · a1 чёрный ферзь · g1 чёрный слон | a8 чёрная ладья · c8 чёрный слон · d8 чёрный король · g8 чёрный конь · h8 чёрная ладья · a7 чёрная пешка · d7 чёрная пешка · f7 чёрная пешка · g7 белый конь · h7 чёрная пешка · a6 чёрный конь · d6 белый слон · f6 белый ферзь · b5 чёрная пешка · d5 белый конь · e5 белая пешка · h5 белая пешка · g4 белая пешка · d3 белая пешка · a2 белая пешка · c2 белая пешка · e2 белый король · a1 чёрный ферзь · g1 чёрный слон | a8 чёрная ладья · c8 чёрный слон · d8 чёрный король · g8 чёрный конь · h8 чёрная ладья · a7 чёрная пешка · d7 чёрная пешка · f7 чёрная пешка · g7 белый конь · h7 чёрная пешка · a6 чёрный конь · d6 белый слон · f6 белый ферзь · b5 чёрная пешка · d5 белый конь · e5 белая пешка · h5 белая пешка · g4 белая пешка · d3 белая пешка · a2 белая пешка · c2 белая пешка · e2 белый король · a1 чёрный ферзь · g1 чёрный слон | a8 чёрная ладья · c8 чёрный слон · d8 чёрный король · g8 чёрный конь · h8 чёрная ладья · a7 чёрная пешка · d7 чёрная пешка · f7 чёрная пешка · g7 белый конь · h7 чёрная пешка · a6 чёрный конь · d6 белый слон · f6 белый ферзь · b5 чёрная пешка · d5 белый конь · e5 белая пешка · h5 белая пешка · g4 белая пешка · d3 белая пешка · a2 белая пешка · c2 белая пешка · e2 белый король · a1 чёрный ферзь · g1 чёрный слон | 8 |
| 7 | a8 чёрная ладья · c8 чёрный слон · d8 чёрный король · g8 чёрный конь · h8 чёрная ладья · a7 чёрная пешка · d7 чёрная пешка · f7 чёрная пешка · g7 белый конь · h7 чёрная пешка · a6 чёрный конь · d6 белый слон · f6 белый ферзь · b5 чёрная пешка · d5 белый конь · e5 белая пешка · h5 белая пешка · g4 белая пешка · d3 белая пешка · a2 белая пешка · c2 белая пешка · e2 белый король · a1 чёрный ферзь · g1 чёрный слон | a8 чёрная ладья · c8 чёрный слон · d8 чёрный король · g8 чёрный конь · h8 чёрная ладья · a7 чёрная пешка · d7 чёрная пешка · f7 чёрная пешка · g7 белый конь · h7 чёрная пешка · a6 чёрный конь · d6 белый слон · f6 белый ферзь · b5 чёрная пешка · d5 белый конь · e5 белая пешка · h5 белая пешка · g4 белая пешка · d3 белая пешка · a2 белая пешка · c2 белая пешка · e2 белый король · a1 чёрный ферзь · g1 чёрный слон | a8 чёрная ладья · c8 чёрный слон · d8 чёрный король · g8 чёрный конь · h8 чёрная ладья · a7 чёрная пешка · d7 чёрная пешка · f7 чёрная пешка · g7 белый конь · h7 чёрная пешка · a6 чёрный конь · d6 белый слон · f6 белый ферзь · b5 чёрная пешка · d5 белый конь · e5 белая пешка · h5 белая пешка · g4 белая пешка · d3 белая пешка · a2 белая пешка · c2 белая пешка · e2 белый король · a1 чёрный ферзь · g1 чёрный слон | a8 чёрная ладья · c8 чёрный слон · d8 чёрный король · g8 чёрный конь · h8 чёрная ладья · a7 чёрная пешка · d7 чёрная пешка · f7 чёрная пешка · g7 белый конь · h7 чёрная пешка · a6 чёрный конь · d6 белый слон · f6 белый ферзь · b5 чёрная пешка · d5 белый конь · e5 белая пешка · h5 белая пешка · g4 белая пешка · d3 белая пешка · a2 белая пешка · c2 белая пешка · e2 белый король · a1 чёрный ферзь · g1 чёрный слон | a8 чёрная ладья · c8 чёрный слон · d8 чёрный король · g8 чёрный конь · h8 чёрная ладья · a7 чёрная пешка · d7 чёрная пешка · f7 чёрная пешка · g7 белый конь · h7 чёрная пешка · a6 чёрный конь · d6 белый слон · f6 белый ферзь · b5 чёрная пешка · d5 белый конь · e5 белая пешка · h5 белая пешка · g4 белая пешка · d3 белая пешка · a2 белая пешка · c2 белая пешка · e2 белый король · a1 чёрный ферзь · g1 чёрный слон | a8 чёрная ладья · c8 чёрный слон · d8 чёрный король · g8 чёрный конь · h8 чёрная ладья · a7 чёрная пешка · d7 чёрная пешка · f7 чёрная пешка · g7 белый конь · h7 чёрная пешка · a6 чёрный конь · d6 белый слон · f6 белый ферзь · b5 чёрная пешка · d5 белый конь · e5 белая пешка · h5 белая пешка · g4 белая пешка · d3 белая пешка · a2 белая пешка · c2 белая пешка · e2 белый король · a1 чёрный ферзь · g1 чёрный слон | a8 чёрная ладья · c8 чёрный слон · d8 чёрный король · g8 чёрный конь · h8 чёрная ладья · a7 чёрная пешка · d7 чёрная пешка · f7 чёрная пешка · g7 белый конь · h7 чёрная пешка · a6 чёрный конь · d6 белый слон · f6 белый ферзь · b5 чёрная пешка · d5 белый конь · e5 белая пешка · h5 белая пешка · g4 белая пешка · d3 белая пешка · a2 белая пешка · c2 белая пешка · e2 белый король · a1 чёрный ферзь · g1 чёрный слон | a8 чёрная ладья · c8 чёрный слон · d8 чёрный король · g8 чёрный конь · h8 чёрная ладья · a7 чёрная пешка · d7 чёрная пешка · f7 чёрная пешка · g7 белый конь · h7 чёрная пешка · a6 чёрный конь · d6 белый слон · f6 белый ферзь · b5 чёрная пешка · d5 белый конь · e5 белая пешка · h5 белая пешка · g4 белая пешка · d3 белая пешка · a2 белая пешка · c2 белая пешка · e2 белый король · a1 чёрный ферзь · g1 чёрный слон | 7 |
| 6 | a8 чёрная ладья · c8 чёрный слон · d8 чёрный король · g8 чёрный конь · h8 чёрная ладья · a7 чёрная пешка · d7 чёрная пешка · f7 чёрная пешка · g7 белый конь · h7 чёрная пешка · a6 чёрный конь · d6 белый слон · f6 белый ферзь · b5 чёрная пешка · d5 белый конь · e5 белая пешка · h5 белая пешка · g4 белая пешка · d3 белая пешка · a2 белая пешка · c2 белая пешка · e2 белый король · a1 чёрный ферзь · g1 чёрный слон | a8 чёрная ладья · c8 чёрный слон · d8 чёрный король · g8 чёрный конь · h8 чёрная ладья · a7 чёрная пешка · d7 чёрная пешка · f7 чёрная пешка · g7 белый конь · h7 чёрная пешка · a6 чёрный конь · d6 белый слон · f6 белый ферзь · b5 чёрная пешка · d5 белый конь · e5 белая пешка · h5 белая пешка · g4 белая пешка · d3 белая пешка · a2 белая пешка · c2 белая пешка · e2 белый король · a1 чёрный ферзь · g1 чёрный слон | a8 чёрная ладья · c8 чёрный слон · d8 чёрный король · g8 чёрный конь · h8 чёрная ладья · a7 чёрная пешка · d7 чёрная пешка · f7 чёрная пешка · g7 белый конь · h7 чёрная пешка · a6 чёрный конь · d6 белый слон · f6 белый ферзь · b5 чёрная пешка · d5 белый конь · e5 белая пешка · h5 белая пешка · g4 белая пешка · d3 белая пешка · a2 белая пешка · c2 белая пешка · e2 белый король · a1 чёрный ферзь · g1 чёрный слон | a8 чёрная ладья · c8 чёрный слон · d8 чёрный король · g8 чёрный конь · h8 чёрная ладья · a7 чёрная пешка · d7 чёрная пешка · f7 чёрная пешка · g7 белый конь · h7 чёрная пешка · a6 чёрный конь · d6 белый слон · f6 белый ферзь · b5 чёрная пешка · d5 белый конь · e5 белая пешка · h5 белая пешка · g4 белая пешка · d3 белая пешка · a2 белая пешка · c2 белая пешка · e2 белый король · a1 чёрный ферзь · g1 чёрный слон | a8 чёрная ладья · c8 чёрный слон · d8 чёрный король · g8 чёрный конь · h8 чёрная ладья · a7 чёрная пешка · d7 чёрная пешка · f7 чёрная пешка · g7 белый конь · h7 чёрная пешка · a6 чёрный конь · d6 белый слон · f6 белый ферзь · b5 чёрная пешка · d5 белый конь · e5 белая пешка · h5 белая пешка · g4 белая пешка · d3 белая пешка · a2 белая пешка · c2 белая пешка · e2 белый король · a1 чёрный ферзь · g1 чёрный слон | a8 чёрная ладья · c8 чёрный слон · d8 чёрный король · g8 чёрный конь · h8 чёрная ладья · a7 чёрная пешка · d7 чёрная пешка · f7 чёрная пешка · g7 белый конь · h7 чёрная пешка · a6 чёрный конь · d6 белый слон · f6 белый ферзь · b5 чёрная пешка · d5 белый конь · e5 белая пешка · h5 белая пешка · g4 белая пешка · d3 белая пешка · a2 белая пешка · c2 белая пешка · e2 белый король · a1 чёрный ферзь · g1 чёрный слон | a8 чёрная ладья · c8 чёрный слон · d8 чёрный король · g8 чёрный конь · h8 чёрная ладья · a7 чёрная пешка · d7 чёрная пешка · f7 чёрная пешка · g7 белый конь · h7 чёрная пешка · a6 чёрный конь · d6 белый слон · f6 белый ферзь · b5 чёрная пешка · d5 белый конь · e5 белая пешка · h5 белая пешка · g4 белая пешка · d3 белая пешка · a2 белая пешка · c2 белая пешка · e2 белый король · a1 чёрный ферзь · g1 чёрный слон | a8 чёрная ладья · c8 чёрный слон · d8 чёрный король · g8 чёрный конь · h8 чёрная ладья · a7 чёрная пешка · d7 чёрная пешка · f7 чёрная пешка · g7 белый конь · h7 чёрная пешка · a6 чёрный конь · d6 белый слон · f6 белый ферзь · b5 чёрная пешка · d5 белый конь · e5 белая пешка · h5 белая пешка · g4 белая пешка · d3 белая пешка · a2 белая пешка · c2 белая пешка · e2 белый король · a1 чёрный ферзь · g1 чёрный слон | 6 |
| 5 | a8 чёрная ладья · c8 чёрный слон · d8 чёрный король · g8 чёрный конь · h8 чёрная ладья · a7 чёрная пешка · d7 чёрная пешка · f7 чёрная пешка · g7 белый конь · h7 чёрная пешка · a6 чёрный конь · d6 белый слон · f6 белый ферзь · b5 чёрная пешка · d5 белый конь · e5 белая пешка · h5 белая пешка · g4 белая пешка · d3 белая пешка · a2 белая пешка · c2 белая пешка · e2 белый король · a1 чёрный ферзь · g1 чёрный слон | a8 чёрная ладья · c8 чёрный слон · d8 чёрный король · g8 чёрный конь · h8 чёрная ладья · a7 чёрная пешка · d7 чёрная пешка · f7 чёрная пешка · g7 белый конь · h7 чёрная пешка · a6 чёрный конь · d6 белый слон · f6 белый ферзь · b5 чёрная пешка · d5 белый конь · e5 белая пешка · h5 белая пешка · g4 белая пешка · d3 белая пешка · a2 белая пешка · c2 белая пешка · e2 белый король · a1 чёрный ферзь · g1 чёрный слон | a8 чёрная ладья · c8 чёрный слон · d8 чёрный король · g8 чёрный конь · h8 чёрная ладья · a7 чёрная пешка · d7 чёрная пешка · f7 чёрная пешка · g7 белый конь · h7 чёрная пешка · a6 чёрный конь · d6 белый слон · f6 белый ферзь · b5 чёрная пешка · d5 белый конь · e5 белая пешка · h5 белая пешка · g4 белая пешка · d3 белая пешка · a2 белая пешка · c2 белая пешка · e2 белый король · a1 чёрный ферзь · g1 чёрный слон | a8 чёрная ладья · c8 чёрный слон · d8 чёрный король · g8 чёрный конь · h8 чёрная ладья · a7 чёрная пешка · d7 чёрная пешка · f7 чёрная пешка · g7 белый конь · h7 чёрная пешка · a6 чёрный конь · d6 белый слон · f6 белый ферзь · b5 чёрная пешка · d5 белый конь · e5 белая пешка · h5 белая пешка · g4 белая пешка · d3 белая пешка · a2 белая пешка · c2 белая пешка · e2 белый король · a1 чёрный ферзь · g1 чёрный слон | a8 чёрная ладья · c8 чёрный слон · d8 чёрный король · g8 чёрный конь · h8 чёрная ладья · a7 чёрная пешка · d7 чёрная пешка · f7 чёрная пешка · g7 белый конь · h7 чёрная пешка · a6 чёрный конь · d6 белый слон · f6 белый ферзь · b5 чёрная пешка · d5 белый конь · e5 белая пешка · h5 белая пешка · g4 белая пешка · d3 белая пешка · a2 белая пешка · c2 белая пешка · e2 белый король · a1 чёрный ферзь · g1 чёрный слон | a8 чёрная ладья · c8 чёрный слон · d8 чёрный король · g8 чёрный конь · h8 чёрная ладья · a7 чёрная пешка · d7 чёрная пешка · f7 чёрная пешка · g7 белый конь · h7 чёрная пешка · a6 чёрный конь · d6 белый слон · f6 белый ферзь · b5 чёрная пешка · d5 белый конь · e5 белая пешка · h5 белая пешка · g4 белая пешка · d3 белая пешка · a2 белая пешка · c2 белая пешка · e2 белый король · a1 чёрный ферзь · g1 чёрный слон | a8 чёрная ладья · c8 чёрный слон · d8 чёрный король · g8 чёрный конь · h8 чёрная ладья · a7 чёрная пешка · d7 чёрная пешка · f7 чёрная пешка · g7 белый конь · h7 чёрная пешка · a6 чёрный конь · d6 белый слон · f6 белый ферзь · b5 чёрная пешка · d5 белый конь · e5 белая пешка · h5 белая пешка · g4 белая пешка · d3 белая пешка · a2 белая пешка · c2 белая пешка · e2 белый король · a1 чёрный ферзь · g1 чёрный слон | a8 чёрная ладья · c8 чёрный слон · d8 чёрный король · g8 чёрный конь · h8 чёрная ладья · a7 чёрная пешка · d7 чёрная пешка · f7 чёрная пешка · g7 белый конь · h7 чёрная пешка · a6 чёрный конь · d6 белый слон · f6 белый ферзь · b5 чёрная пешка · d5 белый конь · e5 белая пешка · h5 белая пешка · g4 белая пешка · d3 белая пешка · a2 белая пешка · c2 белая пешка · e2 белый король · a1 чёрный ферзь · g1 чёрный слон | 5 |
| 4 | a8 чёрная ладья · c8 чёрный слон · d8 чёрный король · g8 чёрный конь · h8 чёрная ладья · a7 чёрная пешка · d7 чёрная пешка · f7 чёрная пешка · g7 белый конь · h7 чёрная пешка · a6 чёрный конь · d6 белый слон · f6 белый ферзь · b5 чёрная пешка · d5 белый конь · e5 белая пешка · h5 белая пешка · g4 белая пешка · d3 белая пешка · a2 белая пешка · c2 белая пешка · e2 белый король · a1 чёрный ферзь · g1 чёрный слон | a8 чёрная ладья · c8 чёрный слон · d8 чёрный король · g8 чёрный конь · h8 чёрная ладья · a7 чёрная пешка · d7 чёрная пешка · f7 чёрная пешка · g7 белый конь · h7 чёрная пешка · a6 чёрный конь · d6 белый слон · f6 белый ферзь · b5 чёрная пешка · d5 белый конь · e5 белая пешка · h5 белая пешка · g4 белая пешка · d3 белая пешка · a2 белая пешка · c2 белая пешка · e2 белый король · a1 чёрный ферзь · g1 чёрный слон | a8 чёрная ладья · c8 чёрный слон · d8 чёрный король · g8 чёрный конь · h8 чёрная ладья · a7 чёрная пешка · d7 чёрная пешка · f7 чёрная пешка · g7 белый конь · h7 чёрная пешка · a6 чёрный конь · d6 белый слон · f6 белый ферзь · b5 чёрная пешка · d5 белый конь · e5 белая пешка · h5 белая пешка · g4 белая пешка · d3 белая пешка · a2 белая пешка · c2 белая пешка · e2 белый король · a1 чёрный ферзь · g1 чёрный слон | a8 чёрная ладья · c8 чёрный слон · d8 чёрный король · g8 чёрный конь · h8 чёрная ладья · a7 чёрная пешка · d7 чёрная пешка · f7 чёрная пешка · g7 белый конь · h7 чёрная пешка · a6 чёрный конь · d6 белый слон · f6 белый ферзь · b5 чёрная пешка · d5 белый конь · e5 белая пешка · h5 белая пешка · g4 белая пешка · d3 белая пешка · a2 белая пешка · c2 белая пешка · e2 белый король · a1 чёрный ферзь · g1 чёрный слон | a8 чёрная ладья · c8 чёрный слон · d8 чёрный король · g8 чёрный конь · h8 чёрная ладья · a7 чёрная пешка · d7 чёрная пешка · f7 чёрная пешка · g7 белый конь · h7 чёрная пешка · a6 чёрный конь · d6 белый слон · f6 белый ферзь · b5 чёрная пешка · d5 белый конь · e5 белая пешка · h5 белая пешка · g4 белая пешка · d3 белая пешка · a2 белая пешка · c2 белая пешка · e2 белый король · a1 чёрный ферзь · g1 чёрный слон | a8 чёрная ладья · c8 чёрный слон · d8 чёрный король · g8 чёрный конь · h8 чёрная ладья · a7 чёрная пешка · d7 чёрная пешка · f7 чёрная пешка · g7 белый конь · h7 чёрная пешка · a6 чёрный конь · d6 белый слон · f6 белый ферзь · b5 чёрная пешка · d5 белый конь · e5 белая пешка · h5 белая пешка · g4 белая пешка · d3 белая пешка · a2 белая пешка · c2 белая пешка · e2 белый король · a1 чёрный ферзь · g1 чёрный слон | a8 чёрная ладья · c8 чёрный слон · d8 чёрный король · g8 чёрный конь · h8 чёрная ладья · a7 чёрная пешка · d7 чёрная пешка · f7 чёрная пешка · g7 белый конь · h7 чёрная пешка · a6 чёрный конь · d6 белый слон · f6 белый ферзь · b5 чёрная пешка · d5 белый конь · e5 белая пешка · h5 белая пешка · g4 белая пешка · d3 белая пешка · a2 белая пешка · c2 белая пешка · e2 белый король · a1 чёрный ферзь · g1 чёрный слон | a8 чёрная ладья · c8 чёрный слон · d8 чёрный король · g8 чёрный конь · h8 чёрная ладья · a7 чёрная пешка · d7 чёрная пешка · f7 чёрная пешка · g7 белый конь · h7 чёрная пешка · a6 чёрный конь · d6 белый слон · f6 белый ферзь · b5 чёрная пешка · d5 белый конь · e5 белая пешка · h5 белая пешка · g4 белая пешка · d3 белая пешка · a2 белая пешка · c2 белая пешка · e2 белый король · a1 чёрный ферзь · g1 чёрный слон | 4 |
| 3 | a8 чёрная ладья · c8 чёрный слон · d8 чёрный король · g8 чёрный конь · h8 чёрная ладья · a7 чёрная пешка · d7 чёрная пешка · f7 чёрная пешка · g7 белый конь · h7 чёрная пешка · a6 чёрный конь · d6 белый слон · f6 белый ферзь · b5 чёрная пешка · d5 белый конь · e5 белая пешка · h5 белая пешка · g4 белая пешка · d3 белая пешка · a2 белая пешка · c2 белая пешка · e2 белый король · a1 чёрный ферзь · g1 чёрный слон | a8 чёрная ладья · c8 чёрный слон · d8 чёрный король · g8 чёрный конь · h8 чёрная ладья · a7 чёрная пешка · d7 чёрная пешка · f7 чёрная пешка · g7 белый конь · h7 чёрная пешка · a6 чёрный конь · d6 белый слон · f6 белый ферзь · b5 чёрная пешка · d5 белый конь · e5 белая пешка · h5 белая пешка · g4 белая пешка · d3 белая пешка · a2 белая пешка · c2 белая пешка · e2 белый король · a1 чёрный ферзь · g1 чёрный слон | a8 чёрная ладья · c8 чёрный слон · d8 чёрный король · g8 чёрный конь · h8 чёрная ладья · a7 чёрная пешка · d7 чёрная пешка · f7 чёрная пешка · g7 белый конь · h7 чёрная пешка · a6 чёрный конь · d6 белый слон · f6 белый ферзь · b5 чёрная пешка · d5 белый конь · e5 белая пешка · h5 белая пешка · g4 белая пешка · d3 белая пешка · a2 белая пешка · c2 белая пешка · e2 белый король · a1 чёрный ферзь · g1 чёрный слон | a8 чёрная ладья · c8 чёрный слон · d8 чёрный король · g8 чёрный конь · h8 чёрная ладья · a7 чёрная пешка · d7 чёрная пешка · f7 чёрная пешка · g7 белый конь · h7 чёрная пешка · a6 чёрный конь · d6 белый слон · f6 белый ферзь · b5 чёрная пешка · d5 белый конь · e5 белая пешка · h5 белая пешка · g4 белая пешка · d3 белая пешка · a2 белая пешка · c2 белая пешка · e2 белый король · a1 чёрный ферзь · g1 чёрный слон | a8 чёрная ладья · c8 чёрный слон · d8 чёрный король · g8 чёрный конь · h8 чёрная ладья · a7 чёрная пешка · d7 чёрная пешка · f7 чёрная пешка · g7 белый конь · h7 чёрная пешка · a6 чёрный конь · d6 белый слон · f6 белый ферзь · b5 чёрная пешка · d5 белый конь · e5 белая пешка · h5 белая пешка · g4 белая пешка · d3 белая пешка · a2 белая пешка · c2 белая пешка · e2 белый король · a1 чёрный ферзь · g1 чёрный слон | a8 чёрная ладья · c8 чёрный слон · d8 чёрный король · g8 чёрный конь · h8 чёрная ладья · a7 чёрная пешка · d7 чёрная пешка · f7 чёрная пешка · g7 белый конь · h7 чёрная пешка · a6 чёрный конь · d6 белый слон · f6 белый ферзь · b5 чёрная пешка · d5 белый конь · e5 белая пешка · h5 белая пешка · g4 белая пешка · d3 белая пешка · a2 белая пешка · c2 белая пешка · e2 белый король · a1 чёрный ферзь · g1 чёрный слон | a8 чёрная ладья · c8 чёрный слон · d8 чёрный король · g8 чёрный конь · h8 чёрная ладья · a7 чёрная пешка · d7 чёрная пешка · f7 чёрная пешка · g7 белый конь · h7 чёрная пешка · a6 чёрный конь · d6 белый слон · f6 белый ферзь · b5 чёрная пешка · d5 белый конь · e5 белая пешка · h5 белая пешка · g4 белая пешка · d3 белая пешка · a2 белая пешка · c2 белая пешка · e2 белый король · a1 чёрный ферзь · g1 чёрный слон | a8 чёрная ладья · c8 чёрный слон · d8 чёрный король · g8 чёрный конь · h8 чёрная ладья · a7 чёрная пешка · d7 чёрная пешка · f7 чёрная пешка · g7 белый конь · h7 чёрная пешка · a6 чёрный конь · d6 белый слон · f6 белый ферзь · b5 чёрная пешка · d5 белый конь · e5 белая пешка · h5 белая пешка · g4 белая пешка · d3 белая пешка · a2 белая пешка · c2 белая пешка · e2 белый король · a1 чёрный ферзь · g1 чёрный слон | 3 |
| 2 | a8 чёрная ладья · c8 чёрный слон · d8 чёрный король · g8 чёрный конь · h8 чёрная ладья · a7 чёрная пешка · d7 чёрная пешка · f7 чёрная пешка · g7 белый конь · h7 чёрная пешка · a6 чёрный конь · d6 белый слон · f6 белый ферзь · b5 чёрная пешка · d5 белый конь · e5 белая пешка · h5 белая пешка · g4 белая пешка · d3 белая пешка · a2 белая пешка · c2 белая пешка · e2 белый король · a1 чёрный ферзь · g1 чёрный слон | a8 чёрная ладья · c8 чёрный слон · d8 чёрный король · g8 чёрный конь · h8 чёрная ладья · a7 чёрная пешка · d7 чёрная пешка · f7 чёрная пешка · g7 белый конь · h7 чёрная пешка · a6 чёрный конь · d6 белый слон · f6 белый ферзь · b5 чёрная пешка · d5 белый конь · e5 белая пешка · h5 белая пешка · g4 белая пешка · d3 белая пешка · a2 белая пешка · c2 белая пешка · e2 белый король · a1 чёрный ферзь · g1 чёрный слон | a8 чёрная ладья · c8 чёрный слон · d8 чёрный король · g8 чёрный конь · h8 чёрная ладья · a7 чёрная пешка · d7 чёрная пешка · f7 чёрная пешка · g7 белый конь · h7 чёрная пешка · a6 чёрный конь · d6 белый слон · f6 белый ферзь · b5 чёрная пешка · d5 белый конь · e5 белая пешка · h5 белая пешка · g4 белая пешка · d3 белая пешка · a2 белая пешка · c2 белая пешка · e2 белый король · a1 чёрный ферзь · g1 чёрный слон | a8 чёрная ладья · c8 чёрный слон · d8 чёрный король · g8 чёрный конь · h8 чёрная ладья · a7 чёрная пешка · d7 чёрная пешка · f7 чёрная пешка · g7 белый конь · h7 чёрная пешка · a6 чёрный конь · d6 белый слон · f6 белый ферзь · b5 чёрная пешка · d5 белый конь · e5 белая пешка · h5 белая пешка · g4 белая пешка · d3 белая пешка · a2 белая пешка · c2 белая пешка · e2 белый король · a1 чёрный ферзь · g1 чёрный слон | a8 чёрная ладья · c8 чёрный слон · d8 чёрный король · g8 чёрный конь · h8 чёрная ладья · a7 чёрная пешка · d7 чёрная пешка · f7 чёрная пешка · g7 белый конь · h7 чёрная пешка · a6 чёрный конь · d6 белый слон · f6 белый ферзь · b5 чёрная пешка · d5 белый конь · e5 белая пешка · h5 белая пешка · g4 белая пешка · d3 белая пешка · a2 белая пешка · c2 белая пешка · e2 белый король · a1 чёрный ферзь · g1 чёрный слон | a8 чёрная ладья · c8 чёрный слон · d8 чёрный король · g8 чёрный конь · h8 чёрная ладья · a7 чёрная пешка · d7 чёрная пешка · f7 чёрная пешка · g7 белый конь · h7 чёрная пешка · a6 чёрный конь · d6 белый слон · f6 белый ферзь · b5 чёрная пешка · d5 белый конь · e5 белая пешка · h5 белая пешка · g4 белая пешка · d3 белая пешка · a2 белая пешка · c2 белая пешка · e2 белый король · a1 чёрный ферзь · g1 чёрный слон | a8 чёрная ладья · c8 чёрный слон · d8 чёрный король · g8 чёрный конь · h8 чёрная ладья · a7 чёрная пешка · d7 чёрная пешка · f7 чёрная пешка · g7 белый конь · h7 чёрная пешка · a6 чёрный конь · d6 белый слон · f6 белый ферзь · b5 чёрная пешка · d5 белый конь · e5 белая пешка · h5 белая пешка · g4 белая пешка · d3 белая пешка · a2 белая пешка · c2 белая пешка · e2 белый король · a1 чёрный ферзь · g1 чёрный слон | a8 чёрная ладья · c8 чёрный слон · d8 чёрный король · g8 чёрный конь · h8 чёрная ладья · a7 чёрная пешка · d7 чёрная пешка · f7 чёрная пешка · g7 белый конь · h7 чёрная пешка · a6 чёрный конь · d6 белый слон · f6 белый ферзь · b5 чёрная пешка · d5 белый конь · e5 белая пешка · h5 белая пешка · g4 белая пешка · d3 белая пешка · a2 белая пешка · c2 белая пешка · e2 белый король · a1 чёрный ферзь · g1 чёрный слон | 2 |
| 1 | a8 чёрная ладья · c8 чёрный слон · d8 чёрный король · g8 чёрный конь · h8 чёрная ладья · a7 чёрная пешка · d7 чёрная пешка · f7 чёрная пешка · g7 белый конь · h7 чёрная пешка · a6 чёрный конь · d6 белый слон · f6 белый ферзь · b5 чёрная пешка · d5 белый конь · e5 белая пешка · h5 белая пешка · g4 белая пешка · d3 белая пешка · a2 белая пешка · c2 белая пешка · e2 белый король · a1 чёрный ферзь · g1 чёрный слон | a8 чёрная ладья · c8 чёрный слон · d8 чёрный король · g8 чёрный конь · h8 чёрная ладья · a7 чёрная пешка · d7 чёрная пешка · f7 чёрная пешка · g7 белый конь · h7 чёрная пешка · a6 чёрный конь · d6 белый слон · f6 белый ферзь · b5 чёрная пешка · d5 белый конь · e5 белая пешка · h5 белая пешка · g4 белая пешка · d3 белая пешка · a2 белая пешка · c2 белая пешка · e2 белый король · a1 чёрный ферзь · g1 чёрный слон | a8 чёрная ладья · c8 чёрный слон · d8 чёрный король · g8 чёрный конь · h8 чёрная ладья · a7 чёрная пешка · d7 чёрная пешка · f7 чёрная пешка · g7 белый конь · h7 чёрная пешка · a6 чёрный конь · d6 белый слон · f6 белый ферзь · b5 чёрная пешка · d5 белый конь · e5 белая пешка · h5 белая пешка · g4 белая пешка · d3 белая пешка · a2 белая пешка · c2 белая пешка · e2 белый король · a1 чёрный ферзь · g1 чёрный слон | a8 чёрная ладья · c8 чёрный слон · d8 чёрный король · g8 чёрный конь · h8 чёрная ладья · a7 чёрная пешка · d7 чёрная пешка · f7 чёрная пешка · g7 белый конь · h7 чёрная пешка · a6 чёрный конь · d6 белый слон · f6 белый ферзь · b5 чёрная пешка · d5 белый конь · e5 белая пешка · h5 белая пешка · g4 белая пешка · d3 белая пешка · a2 белая пешка · c2 белая пешка · e2 белый король · a1 чёрный ферзь · g1 чёрный слон | a8 чёрная ладья · c8 чёрный слон · d8 чёрный король · g8 чёрный конь · h8 чёрная ладья · a7 чёрная пешка · d7 чёрная пешка · f7 чёрная пешка · g7 белый конь · h7 чёрная пешка · a6 чёрный конь · d6 белый слон · f6 белый ферзь · b5 чёрная пешка · d5 белый конь · e5 белая пешка · h5 белая пешка · g4 белая пешка · d3 белая пешка · a2 белая пешка · c2 белая пешка · e2 белый король · a1 чёрный ферзь · g1 чёрный слон | a8 чёрная ладья · c8 чёрный слон · d8 чёрный король · g8 чёрный конь · h8 чёрная ладья · a7 чёрная пешка · d7 чёрная пешка · f7 чёрная пешка · g7 белый конь · h7 чёрная пешка · a6 чёрный конь · d6 белый слон · f6 белый ферзь · b5 чёрная пешка · d5 белый конь · e5 белая пешка · h5 белая пешка · g4 белая пешка · d3 белая пешка · a2 белая пешка · c2 белая пешка · e2 белый король · a1 чёрный ферзь · g1 чёрный слон | a8 чёрная ладья · c8 чёрный слон · d8 чёрный король · g8 чёрный конь · h8 чёрная ладья · a7 чёрная пешка · d7 чёрная пешка · f7 чёрная пешка · g7 белый конь · h7 чёрная пешка · a6 чёрный конь · d6 белый слон · f6 белый ферзь · b5 чёрная пешка · d5 белый конь · e5 белая пешка · h5 белая пешка · g4 белая пешка · d3 белая пешка · a2 белая пешка · c2 белая пешка · e2 белый король · a1 чёрный ферзь · g1 чёрный слон | a8 чёрная ладья · c8 чёрный слон · d8 чёрный король · g8 чёрный конь · h8 чёрная ладья · a7 чёрная пешка · d7 чёрная пешка · f7 чёрная пешка · g7 белый конь · h7 чёрная пешка · a6 чёрный конь · d6 белый слон · f6 белый ферзь · b5 чёрная пешка · d5 белый конь · e5 белая пешка · h5 белая пешка · g4 белая пешка · d3 белая пешка · a2 белая пешка · c2 белая пешка · e2 белый король · a1 чёрный ферзь · g1 чёрный слон | 1 |
|   | a | b | c | d | e | f | g | h |   |

Эффектный ход, предоставляющий противнику возможность забрать любую ладью. Взятие слона, в свою очередь, приводит к форсированному мату в 4 хода
(18… C:d6? 19.K:d6+ Kpd8 20. K:f7+ Kpe8 21. Kd6+ Kpd8 22. Фf8X)
18…Cc5:g1
Как указал Стейниц, продолжение 18…Ф:a1+ 19.Kpe2 Фb2! оставляло чёрным надежду на спасение.
19. e4-e5!!
Этот сильный ход полностью лишает ферзя черных возможности помочь своему королю.
|   | a | b | c | d | e | f | g | h |   |
| - | --- | --- | --- | --- | --- | --- | --- | --- | - |
| 8 | a8 чёрная ладья · c8 чёрный слон · d8 чёрный король · h8 чёрная ладья · a7 чёрная пешка · d7 чёрная пешка · e7 белый слон · f7 чёрная пешка · g7 белый конь · h7 чёрная пешка · a6 чёрный конь · f6 чёрный конь · b5 чёрная пешка · d5 белый конь · e5 белая пешка · h5 белая пешка · g4 белая пешка · d3 белая пешка · a2 белая пешка · c2 белая пешка · e2 белый король · a1 чёрный ферзь · g1 чёрный слон | a8 чёрная ладья · c8 чёрный слон · d8 чёрный король · h8 чёрная ладья · a7 чёрная пешка · d7 чёрная пешка · e7 белый слон · f7 чёрная пешка · g7 белый конь · h7 чёрная пешка · a6 чёрный конь · f6 чёрный конь · b5 чёрная пешка · d5 белый конь · e5 белая пешка · h5 белая пешка · g4 белая пешка · d3 белая пешка · a2 белая пешка · c2 белая пешка · e2 белый король · a1 чёрный ферзь · g1 чёрный слон | a8 чёрная ладья · c8 чёрный слон · d8 чёрный король · h8 чёрная ладья · a7 чёрная пешка · d7 чёрная пешка · e7 белый слон · f7 чёрная пешка · g7 белый конь · h7 чёрная пешка · a6 чёрный конь · f6 чёрный конь · b5 чёрная пешка · d5 белый конь · e5 белая пешка · h5 белая пешка · g4 белая пешка · d3 белая пешка · a2 белая пешка · c2 белая пешка · e2 белый король · a1 чёрный ферзь · g1 чёрный слон | a8 чёрная ладья · c8 чёрный слон · d8 чёрный король · h8 чёрная ладья · a7 чёрная пешка · d7 чёрная пешка · e7 белый слон · f7 чёрная пешка · g7 белый конь · h7 чёрная пешка · a6 чёрный конь · f6 чёрный конь · b5 чёрная пешка · d5 белый конь · e5 белая пешка · h5 белая пешка · g4 белая пешка · d3 белая пешка · a2 белая пешка · c2 белая пешка · e2 белый король · a1 чёрный ферзь · g1 чёрный слон | a8 чёрная ладья · c8 чёрный слон · d8 чёрный король · h8 чёрная ладья · a7 чёрная пешка · d7 чёрная пешка · e7 белый слон · f7 чёрная пешка · g7 белый конь · h7 чёрная пешка · a6 чёрный конь · f6 чёрный конь · b5 чёрная пешка · d5 белый конь · e5 белая пешка · h5 белая пешка · g4 белая пешка · d3 белая пешка · a2 белая пешка · c2 белая пешка · e2 белый король · a1 чёрный ферзь · g1 чёрный слон | a8 чёрная ладья · c8 чёрный слон · d8 чёрный король · h8 чёрная ладья · a7 чёрная пешка · d7 чёрная пешка · e7 белый слон · f7 чёрная пешка · g7 белый конь · h7 чёрная пешка · a6 чёрный конь · f6 чёрный конь · b5 чёрная пешка · d5 белый конь · e5 белая пешка · h5 белая пешка · g4 белая пешка · d3 белая пешка · a2 белая пешка · c2 белая пешка · e2 белый король · a1 чёрный ферзь · g1 чёрный слон | a8 чёрная ладья · c8 чёрный слон · d8 чёрный король · h8 чёрная ладья · a7 чёрная пешка · d7 чёрная пешка · e7 белый слон · f7 чёрная пешка · g7 белый конь · h7 чёрная пешка · a6 чёрный конь · f6 чёрный конь · b5 чёрная пешка · d5 белый конь · e5 белая пешка · h5 белая пешка · g4 белая пешка · d3 белая пешка · a2 белая пешка · c2 белая пешка · e2 белый король · a1 чёрный ферзь · g1 чёрный слон | a8 чёрная ладья · c8 чёрный слон · d8 чёрный король · h8 чёрная ладья · a7 чёрная пешка · d7 чёрная пешка · e7 белый слон · f7 чёрная пешка · g7 белый конь · h7 чёрная пешка · a6 чёрный конь · f6 чёрный конь · b5 чёрная пешка · d5 белый конь · e5 белая пешка · h5 белая пешка · g4 белая пешка · d3 белая пешка · a2 белая пешка · c2 белая пешка · e2 белый король · a1 чёрный ферзь · g1 чёрный слон | 8 |
| 7 | a8 чёрная ладья · c8 чёрный слон · d8 чёрный король · h8 чёрная ладья · a7 чёрная пешка · d7 чёрная пешка · e7 белый слон · f7 чёрная пешка · g7 белый конь · h7 чёрная пешка · a6 чёрный конь · f6 чёрный конь · b5 чёрная пешка · d5 белый конь · e5 белая пешка · h5 белая пешка · g4 белая пешка · d3 белая пешка · a2 белая пешка · c2 белая пешка · e2 белый король · a1 чёрный ферзь · g1 чёрный слон | a8 чёрная ладья · c8 чёрный слон · d8 чёрный король · h8 чёрная ладья · a7 чёрная пешка · d7 чёрная пешка · e7 белый слон · f7 чёрная пешка · g7 белый конь · h7 чёрная пешка · a6 чёрный конь · f6 чёрный конь · b5 чёрная пешка · d5 белый конь · e5 белая пешка · h5 белая пешка · g4 белая пешка · d3 белая пешка · a2 белая пешка · c2 белая пешка · e2 белый король · a1 чёрный ферзь · g1 чёрный слон | a8 чёрная ладья · c8 чёрный слон · d8 чёрный король · h8 чёрная ладья · a7 чёрная пешка · d7 чёрная пешка · e7 белый слон · f7 чёрная пешка · g7 белый конь · h7 чёрная пешка · a6 чёрный конь · f6 чёрный конь · b5 чёрная пешка · d5 белый конь · e5 белая пешка · h5 белая пешка · g4 белая пешка · d3 белая пешка · a2 белая пешка · c2 белая пешка · e2 белый король · a1 чёрный ферзь · g1 чёрный слон | a8 чёрная ладья · c8 чёрный слон · d8 чёрный король · h8 чёрная ладья · a7 чёрная пешка · d7 чёрная пешка · e7 белый слон · f7 чёрная пешка · g7 белый конь · h7 чёрная пешка · a6 чёрный конь · f6 чёрный конь · b5 чёрная пешка · d5 белый конь · e5 белая пешка · h5 белая пешка · g4 белая пешка · d3 белая пешка · a2 белая пешка · c2 белая пешка · e2 белый король · a1 чёрный ферзь · g1 чёрный слон | a8 чёрная ладья · c8 чёрный слон · d8 чёрный король · h8 чёрная ладья · a7 чёрная пешка · d7 чёрная пешка · e7 белый слон · f7 чёрная пешка · g7 белый конь · h7 чёрная пешка · a6 чёрный конь · f6 чёрный конь · b5 чёрная пешка · d5 белый конь · e5 белая пешка · h5 белая пешка · g4 белая пешка · d3 белая пешка · a2 белая пешка · c2 белая пешка · e2 белый король · a1 чёрный ферзь · g1 чёрный слон | a8 чёрная ладья · c8 чёрный слон · d8 чёрный король · h8 чёрная ладья · a7 чёрная пешка · d7 чёрная пешка · e7 белый слон · f7 чёрная пешка · g7 белый конь · h7 чёрная пешка · a6 чёрный конь · f6 чёрный конь · b5 чёрная пешка · d5 белый конь · e5 белая пешка · h5 белая пешка · g4 белая пешка · d3 белая пешка · a2 белая пешка · c2 белая пешка · e2 белый король · a1 чёрный ферзь · g1 чёрный слон | a8 чёрная ладья · c8 чёрный слон · d8 чёрный король · h8 чёрная ладья · a7 чёрная пешка · d7 чёрная пешка · e7 белый слон · f7 чёрная пешка · g7 белый конь · h7 чёрная пешка · a6 чёрный конь · f6 чёрный конь · b5 чёрная пешка · d5 белый конь · e5 белая пешка · h5 белая пешка · g4 белая пешка · d3 белая пешка · a2 белая пешка · c2 белая пешка · e2 белый король · a1 чёрный ферзь · g1 чёрный слон | a8 чёрная ладья · c8 чёрный слон · d8 чёрный король · h8 чёрная ладья · a7 чёрная пешка · d7 чёрная пешка · e7 белый слон · f7 чёрная пешка · g7 белый конь · h7 чёрная пешка · a6 чёрный конь · f6 чёрный конь · b5 чёрная пешка · d5 белый конь · e5 белая пешка · h5 белая пешка · g4 белая пешка · d3 белая пешка · a2 белая пешка · c2 белая пешка · e2 белый король · a1 чёрный ферзь · g1 чёрный слон | 7 |
| 6 | a8 чёрная ладья · c8 чёрный слон · d8 чёрный король · h8 чёрная ладья · a7 чёрная пешка · d7 чёрная пешка · e7 белый слон · f7 чёрная пешка · g7 белый конь · h7 чёрная пешка · a6 чёрный конь · f6 чёрный конь · b5 чёрная пешка · d5 белый конь · e5 белая пешка · h5 белая пешка · g4 белая пешка · d3 белая пешка · a2 белая пешка · c2 белая пешка · e2 белый король · a1 чёрный ферзь · g1 чёрный слон | a8 чёрная ладья · c8 чёрный слон · d8 чёрный король · h8 чёрная ладья · a7 чёрная пешка · d7 чёрная пешка · e7 белый слон · f7 чёрная пешка · g7 белый конь · h7 чёрная пешка · a6 чёрный конь · f6 чёрный конь · b5 чёрная пешка · d5 белый конь · e5 белая пешка · h5 белая пешка · g4 белая пешка · d3 белая пешка · a2 белая пешка · c2 белая пешка · e2 белый король · a1 чёрный ферзь · g1 чёрный слон | a8 чёрная ладья · c8 чёрный слон · d8 чёрный король · h8 чёрная ладья · a7 чёрная пешка · d7 чёрная пешка · e7 белый слон · f7 чёрная пешка · g7 белый конь · h7 чёрная пешка · a6 чёрный конь · f6 чёрный конь · b5 чёрная пешка · d5 белый конь · e5 белая пешка · h5 белая пешка · g4 белая пешка · d3 белая пешка · a2 белая пешка · c2 белая пешка · e2 белый король · a1 чёрный ферзь · g1 чёрный слон | a8 чёрная ладья · c8 чёрный слон · d8 чёрный король · h8 чёрная ладья · a7 чёрная пешка · d7 чёрная пешка · e7 белый слон · f7 чёрная пешка · g7 белый конь · h7 чёрная пешка · a6 чёрный конь · f6 чёрный конь · b5 чёрная пешка · d5 белый конь · e5 белая пешка · h5 белая пешка · g4 белая пешка · d3 белая пешка · a2 белая пешка · c2 белая пешка · e2 белый король · a1 чёрный ферзь · g1 чёрный слон | a8 чёрная ладья · c8 чёрный слон · d8 чёрный король · h8 чёрная ладья · a7 чёрная пешка · d7 чёрная пешка · e7 белый слон · f7 чёрная пешка · g7 белый конь · h7 чёрная пешка · a6 чёрный конь · f6 чёрный конь · b5 чёрная пешка · d5 белый конь · e5 белая пешка · h5 белая пешка · g4 белая пешка · d3 белая пешка · a2 белая пешка · c2 белая пешка · e2 белый король · a1 чёрный ферзь · g1 чёрный слон | a8 чёрная ладья · c8 чёрный слон · d8 чёрный король · h8 чёрная ладья · a7 чёрная пешка · d7 чёрная пешка · e7 белый слон · f7 чёрная пешка · g7 белый конь · h7 чёрная пешка · a6 чёрный конь · f6 чёрный конь · b5 чёрная пешка · d5 белый конь · e5 белая пешка · h5 белая пешка · g4 белая пешка · d3 белая пешка · a2 белая пешка · c2 белая пешка · e2 белый король · a1 чёрный ферзь · g1 чёрный слон | a8 чёрная ладья · c8 чёрный слон · d8 чёрный король · h8 чёрная ладья · a7 чёрная пешка · d7 чёрная пешка · e7 белый слон · f7 чёрная пешка · g7 белый конь · h7 чёрная пешка · a6 чёрный конь · f6 чёрный конь · b5 чёрная пешка · d5 белый конь · e5 белая пешка · h5 белая пешка · g4 белая пешка · d3 белая пешка · a2 белая пешка · c2 белая пешка · e2 белый король · a1 чёрный ферзь · g1 чёрный слон | a8 чёрная ладья · c8 чёрный слон · d8 чёрный король · h8 чёрная ладья · a7 чёрная пешка · d7 чёрная пешка · e7 белый слон · f7 чёрная пешка · g7 белый конь · h7 чёрная пешка · a6 чёрный конь · f6 чёрный конь · b5 чёрная пешка · d5 белый конь · e5 белая пешка · h5 белая пешка · g4 белая пешка · d3 белая пешка · a2 белая пешка · c2 белая пешка · e2 белый король · a1 чёрный ферзь · g1 чёрный слон | 6 |
| 5 | a8 чёрная ладья · c8 чёрный слон · d8 чёрный король · h8 чёрная ладья · a7 чёрная пешка · d7 чёрная пешка · e7 белый слон · f7 чёрная пешка · g7 белый конь · h7 чёрная пешка · a6 чёрный конь · f6 чёрный конь · b5 чёрная пешка · d5 белый конь · e5 белая пешка · h5 белая пешка · g4 белая пешка · d3 белая пешка · a2 белая пешка · c2 белая пешка · e2 белый король · a1 чёрный ферзь · g1 чёрный слон | a8 чёрная ладья · c8 чёрный слон · d8 чёрный король · h8 чёрная ладья · a7 чёрная пешка · d7 чёрная пешка · e7 белый слон · f7 чёрная пешка · g7 белый конь · h7 чёрная пешка · a6 чёрный конь · f6 чёрный конь · b5 чёрная пешка · d5 белый конь · e5 белая пешка · h5 белая пешка · g4 белая пешка · d3 белая пешка · a2 белая пешка · c2 белая пешка · e2 белый король · a1 чёрный ферзь · g1 чёрный слон | a8 чёрная ладья · c8 чёрный слон · d8 чёрный король · h8 чёрная ладья · a7 чёрная пешка · d7 чёрная пешка · e7 белый слон · f7 чёрная пешка · g7 белый конь · h7 чёрная пешка · a6 чёрный конь · f6 чёрный конь · b5 чёрная пешка · d5 белый конь · e5 белая пешка · h5 белая пешка · g4 белая пешка · d3 белая пешка · a2 белая пешка · c2 белая пешка · e2 белый король · a1 чёрный ферзь · g1 чёрный слон | a8 чёрная ладья · c8 чёрный слон · d8 чёрный король · h8 чёрная ладья · a7 чёрная пешка · d7 чёрная пешка · e7 белый слон · f7 чёрная пешка · g7 белый конь · h7 чёрная пешка · a6 чёрный конь · f6 чёрный конь · b5 чёрная пешка · d5 белый конь · e5 белая пешка · h5 белая пешка · g4 белая пешка · d3 белая пешка · a2 белая пешка · c2 белая пешка · e2 белый король · a1 чёрный ферзь · g1 чёрный слон | a8 чёрная ладья · c8 чёрный слон · d8 чёрный король · h8 чёрная ладья · a7 чёрная пешка · d7 чёрная пешка · e7 белый слон · f7 чёрная пешка · g7 белый конь · h7 чёрная пешка · a6 чёрный конь · f6 чёрный конь · b5 чёрная пешка · d5 белый конь · e5 белая пешка · h5 белая пешка · g4 белая пешка · d3 белая пешка · a2 белая пешка · c2 белая пешка · e2 белый король · a1 чёрный ферзь · g1 чёрный слон | a8 чёрная ладья · c8 чёрный слон · d8 чёрный король · h8 чёрная ладья · a7 чёрная пешка · d7 чёрная пешка · e7 белый слон · f7 чёрная пешка · g7 белый конь · h7 чёрная пешка · a6 чёрный конь · f6 чёрный конь · b5 чёрная пешка · d5 белый конь · e5 белая пешка · h5 белая пешка · g4 белая пешка · d3 белая пешка · a2 белая пешка · c2 белая пешка · e2 белый король · a1 чёрный ферзь · g1 чёрный слон | a8 чёрная ладья · c8 чёрный слон · d8 чёрный король · h8 чёрная ладья · a7 чёрная пешка · d7 чёрная пешка · e7 белый слон · f7 чёрная пешка · g7 белый конь · h7 чёрная пешка · a6 чёрный конь · f6 чёрный конь · b5 чёрная пешка · d5 белый конь · e5 белая пешка · h5 белая пешка · g4 белая пешка · d3 белая пешка · a2 белая пешка · c2 белая пешка · e2 белый король · a1 чёрный ферзь · g1 чёрный слон | a8 чёрная ладья · c8 чёрный слон · d8 чёрный король · h8 чёрная ладья · a7 чёрная пешка · d7 чёрная пешка · e7 белый слон · f7 чёрная пешка · g7 белый конь · h7 чёрная пешка · a6 чёрный конь · f6 чёрный конь · b5 чёрная пешка · d5 белый конь · e5 белая пешка · h5 белая пешка · g4 белая пешка · d3 белая пешка · a2 белая пешка · c2 белая пешка · e2 белый король · a1 чёрный ферзь · g1 чёрный слон | 5 |
| 4 | a8 чёрная ладья · c8 чёрный слон · d8 чёрный король · h8 чёрная ладья · a7 чёрная пешка · d7 чёрная пешка · e7 белый слон · f7 чёрная пешка · g7 белый конь · h7 чёрная пешка · a6 чёрный конь · f6 чёрный конь · b5 чёрная пешка · d5 белый конь · e5 белая пешка · h5 белая пешка · g4 белая пешка · d3 белая пешка · a2 белая пешка · c2 белая пешка · e2 белый король · a1 чёрный ферзь · g1 чёрный слон | a8 чёрная ладья · c8 чёрный слон · d8 чёрный король · h8 чёрная ладья · a7 чёрная пешка · d7 чёрная пешка · e7 белый слон · f7 чёрная пешка · g7 белый конь · h7 чёрная пешка · a6 чёрный конь · f6 чёрный конь · b5 чёрная пешка · d5 белый конь · e5 белая пешка · h5 белая пешка · g4 белая пешка · d3 белая пешка · a2 белая пешка · c2 белая пешка · e2 белый король · a1 чёрный ферзь · g1 чёрный слон | a8 чёрная ладья · c8 чёрный слон · d8 чёрный король · h8 чёрная ладья · a7 чёрная пешка · d7 чёрная пешка · e7 белый слон · f7 чёрная пешка · g7 белый конь · h7 чёрная пешка · a6 чёрный конь · f6 чёрный конь · b5 чёрная пешка · d5 белый конь · e5 белая пешка · h5 белая пешка · g4 белая пешка · d3 белая пешка · a2 белая пешка · c2 белая пешка · e2 белый король · a1 чёрный ферзь · g1 чёрный слон | a8 чёрная ладья · c8 чёрный слон · d8 чёрный король · h8 чёрная ладья · a7 чёрная пешка · d7 чёрная пешка · e7 белый слон · f7 чёрная пешка · g7 белый конь · h7 чёрная пешка · a6 чёрный конь · f6 чёрный конь · b5 чёрная пешка · d5 белый конь · e5 белая пешка · h5 белая пешка · g4 белая пешка · d3 белая пешка · a2 белая пешка · c2 белая пешка · e2 белый король · a1 чёрный ферзь · g1 чёрный слон | a8 чёрная ладья · c8 чёрный слон · d8 чёрный король · h8 чёрная ладья · a7 чёрная пешка · d7 чёрная пешка · e7 белый слон · f7 чёрная пешка · g7 белый конь · h7 чёрная пешка · a6 чёрный конь · f6 чёрный конь · b5 чёрная пешка · d5 белый конь · e5 белая пешка · h5 белая пешка · g4 белая пешка · d3 белая пешка · a2 белая пешка · c2 белая пешка · e2 белый король · a1 чёрный ферзь · g1 чёрный слон | a8 чёрная ладья · c8 чёрный слон · d8 чёрный король · h8 чёрная ладья · a7 чёрная пешка · d7 чёрная пешка · e7 белый слон · f7 чёрная пешка · g7 белый конь · h7 чёрная пешка · a6 чёрный конь · f6 чёрный конь · b5 чёрная пешка · d5 белый конь · e5 белая пешка · h5 белая пешка · g4 белая пешка · d3 белая пешка · a2 белая пешка · c2 белая пешка · e2 белый король · a1 чёрный ферзь · g1 чёрный слон | a8 чёрная ладья · c8 чёрный слон · d8 чёрный король · h8 чёрная ладья · a7 чёрная пешка · d7 чёрная пешка · e7 белый слон · f7 чёрная пешка · g7 белый конь · h7 чёрная пешка · a6 чёрный конь · f6 чёрный конь · b5 чёрная пешка · d5 белый конь · e5 белая пешка · h5 белая пешка · g4 белая пешка · d3 белая пешка · a2 белая пешка · c2 белая пешка · e2 белый король · a1 чёрный ферзь · g1 чёрный слон | a8 чёрная ладья · c8 чёрный слон · d8 чёрный король · h8 чёрная ладья · a7 чёрная пешка · d7 чёрная пешка · e7 белый слон · f7 чёрная пешка · g7 белый конь · h7 чёрная пешка · a6 чёрный конь · f6 чёрный конь · b5 чёрная пешка · d5 белый конь · e5 белая пешка · h5 белая пешка · g4 белая пешка · d3 белая пешка · a2 белая пешка · c2 белая пешка · e2 белый король · a1 чёрный ферзь · g1 чёрный слон | 4 |
| 3 | a8 чёрная ладья · c8 чёрный слон · d8 чёрный король · h8 чёрная ладья · a7 чёрная пешка · d7 чёрная пешка · e7 белый слон · f7 чёрная пешка · g7 белый конь · h7 чёрная пешка · a6 чёрный конь · f6 чёрный конь · b5 чёрная пешка · d5 белый конь · e5 белая пешка · h5 белая пешка · g4 белая пешка · d3 белая пешка · a2 белая пешка · c2 белая пешка · e2 белый король · a1 чёрный ферзь · g1 чёрный слон | a8 чёрная ладья · c8 чёрный слон · d8 чёрный король · h8 чёрная ладья · a7 чёрная пешка · d7 чёрная пешка · e7 белый слон · f7 чёрная пешка · g7 белый конь · h7 чёрная пешка · a6 чёрный конь · f6 чёрный конь · b5 чёрная пешка · d5 белый конь · e5 белая пешка · h5 белая пешка · g4 белая пешка · d3 белая пешка · a2 белая пешка · c2 белая пешка · e2 белый король · a1 чёрный ферзь · g1 чёрный слон | a8 чёрная ладья · c8 чёрный слон · d8 чёрный король · h8 чёрная ладья · a7 чёрная пешка · d7 чёрная пешка · e7 белый слон · f7 чёрная пешка · g7 белый конь · h7 чёрная пешка · a6 чёрный конь · f6 чёрный конь · b5 чёрная пешка · d5 белый конь · e5 белая пешка · h5 белая пешка · g4 белая пешка · d3 белая пешка · a2 белая пешка · c2 белая пешка · e2 белый король · a1 чёрный ферзь · g1 чёрный слон | a8 чёрная ладья · c8 чёрный слон · d8 чёрный король · h8 чёрная ладья · a7 чёрная пешка · d7 чёрная пешка · e7 белый слон · f7 чёрная пешка · g7 белый конь · h7 чёрная пешка · a6 чёрный конь · f6 чёрный конь · b5 чёрная пешка · d5 белый конь · e5 белая пешка · h5 белая пешка · g4 белая пешка · d3 белая пешка · a2 белая пешка · c2 белая пешка · e2 белый король · a1 чёрный ферзь · g1 чёрный слон | a8 чёрная ладья · c8 чёрный слон · d8 чёрный король · h8 чёрная ладья · a7 чёрная пешка · d7 чёрная пешка · e7 белый слон · f7 чёрная пешка · g7 белый конь · h7 чёрная пешка · a6 чёрный конь · f6 чёрный конь · b5 чёрная пешка · d5 белый конь · e5 белая пешка · h5 белая пешка · g4 белая пешка · d3 белая пешка · a2 белая пешка · c2 белая пешка · e2 белый король · a1 чёрный ферзь · g1 чёрный слон | a8 чёрная ладья · c8 чёрный слон · d8 чёрный король · h8 чёрная ладья · a7 чёрная пешка · d7 чёрная пешка · e7 белый слон · f7 чёрная пешка · g7 белый конь · h7 чёрная пешка · a6 чёрный конь · f6 чёрный конь · b5 чёрная пешка · d5 белый конь · e5 белая пешка · h5 белая пешка · g4 белая пешка · d3 белая пешка · a2 белая пешка · c2 белая пешка · e2 белый король · a1 чёрный ферзь · g1 чёрный слон | a8 чёрная ладья · c8 чёрный слон · d8 чёрный король · h8 чёрная ладья · a7 чёрная пешка · d7 чёрная пешка · e7 белый слон · f7 чёрная пешка · g7 белый конь · h7 чёрная пешка · a6 чёрный конь · f6 чёрный конь · b5 чёрная пешка · d5 белый конь · e5 белая пешка · h5 белая пешка · g4 белая пешка · d3 белая пешка · a2 белая пешка · c2 белая пешка · e2 белый король · a1 чёрный ферзь · g1 чёрный слон | a8 чёрная ладья · c8 чёрный слон · d8 чёрный король · h8 чёрная ладья · a7 чёрная пешка · d7 чёрная пешка · e7 белый слон · f7 чёрная пешка · g7 белый конь · h7 чёрная пешка · a6 чёрный конь · f6 чёрный конь · b5 чёрная пешка · d5 белый конь · e5 белая пешка · h5 белая пешка · g4 белая пешка · d3 белая пешка · a2 белая пешка · c2 белая пешка · e2 белый король · a1 чёрный ферзь · g1 чёрный слон | 3 |
| 2 | a8 чёрная ладья · c8 чёрный слон · d8 чёрный король · h8 чёрная ладья · a7 чёрная пешка · d7 чёрная пешка · e7 белый слон · f7 чёрная пешка · g7 белый конь · h7 чёрная пешка · a6 чёрный конь · f6 чёрный конь · b5 чёрная пешка · d5 белый конь · e5 белая пешка · h5 белая пешка · g4 белая пешка · d3 белая пешка · a2 белая пешка · c2 белая пешка · e2 белый король · a1 чёрный ферзь · g1 чёрный слон | a8 чёрная ладья · c8 чёрный слон · d8 чёрный король · h8 чёрная ладья · a7 чёрная пешка · d7 чёрная пешка · e7 белый слон · f7 чёрная пешка · g7 белый конь · h7 чёрная пешка · a6 чёрный конь · f6 чёрный конь · b5 чёрная пешка · d5 белый конь · e5 белая пешка · h5 белая пешка · g4 белая пешка · d3 белая пешка · a2 белая пешка · c2 белая пешка · e2 белый король · a1 чёрный ферзь · g1 чёрный слон | a8 чёрная ладья · c8 чёрный слон · d8 чёрный король · h8 чёрная ладья · a7 чёрная пешка · d7 чёрная пешка · e7 белый слон · f7 чёрная пешка · g7 белый конь · h7 чёрная пешка · a6 чёрный конь · f6 чёрный конь · b5 чёрная пешка · d5 белый конь · e5 белая пешка · h5 белая пешка · g4 белая пешка · d3 белая пешка · a2 белая пешка · c2 белая пешка · e2 белый король · a1 чёрный ферзь · g1 чёрный слон | a8 чёрная ладья · c8 чёрный слон · d8 чёрный король · h8 чёрная ладья · a7 чёрная пешка · d7 чёрная пешка · e7 белый слон · f7 чёрная пешка · g7 белый конь · h7 чёрная пешка · a6 чёрный конь · f6 чёрный конь · b5 чёрная пешка · d5 белый конь · e5 белая пешка · h5 белая пешка · g4 белая пешка · d3 белая пешка · a2 белая пешка · c2 белая пешка · e2 белый король · a1 чёрный ферзь · g1 чёрный слон | a8 чёрная ладья · c8 чёрный слон · d8 чёрный король · h8 чёрная ладья · a7 чёрная пешка · d7 чёрная пешка · e7 белый слон · f7 чёрная пешка · g7 белый конь · h7 чёрная пешка · a6 чёрный конь · f6 чёрный конь · b5 чёрная пешка · d5 белый конь · e5 белая пешка · h5 белая пешка · g4 белая пешка · d3 белая пешка · a2 белая пешка · c2 белая пешка · e2 белый король · a1 чёрный ферзь · g1 чёрный слон | a8 чёрная ладья · c8 чёрный слон · d8 чёрный король · h8 чёрная ладья · a7 чёрная пешка · d7 чёрная пешка · e7 белый слон · f7 чёрная пешка · g7 белый конь · h7 чёрная пешка · a6 чёрный конь · f6 чёрный конь · b5 чёрная пешка · d5 белый конь · e5 белая пешка · h5 белая пешка · g4 белая пешка · d3 белая пешка · a2 белая пешка · c2 белая пешка · e2 белый король · a1 чёрный ферзь · g1 чёрный слон | a8 чёрная ладья · c8 чёрный слон · d8 чёрный король · h8 чёрная ладья · a7 чёрная пешка · d7 чёрная пешка · e7 белый слон · f7 чёрная пешка · g7 белый конь · h7 чёрная пешка · a6 чёрный конь · f6 чёрный конь · b5 чёрная пешка · d5 белый конь · e5 белая пешка · h5 белая пешка · g4 белая пешка · d3 белая пешка · a2 белая пешка · c2 белая пешка · e2 белый король · a1 чёрный ферзь · g1 чёрный слон | a8 чёрная ладья · c8 чёрный слон · d8 чёрный король · h8 чёрная ладья · a7 чёрная пешка · d7 чёрная пешка · e7 белый слон · f7 чёрная пешка · g7 белый конь · h7 чёрная пешка · a6 чёрный конь · f6 чёрный конь · b5 чёрная пешка · d5 белый конь · e5 белая пешка · h5 белая пешка · g4 белая пешка · d3 белая пешка · a2 белая пешка · c2 белая пешка · e2 белый король · a1 чёрный ферзь · g1 чёрный слон | 2 |
| 1 | a8 чёрная ладья · c8 чёрный слон · d8 чёрный король · h8 чёрная ладья · a7 чёрная пешка · d7 чёрная пешка · e7 белый слон · f7 чёрная пешка · g7 белый конь · h7 чёрная пешка · a6 чёрный конь · f6 чёрный конь · b5 чёрная пешка · d5 белый конь · e5 белая пешка · h5 белая пешка · g4 белая пешка · d3 белая пешка · a2 белая пешка · c2 белая пешка · e2 белый король · a1 чёрный ферзь · g1 чёрный слон | a8 чёрная ладья · c8 чёрный слон · d8 чёрный король · h8 чёрная ладья · a7 чёрная пешка · d7 чёрная пешка · e7 белый слон · f7 чёрная пешка · g7 белый конь · h7 чёрная пешка · a6 чёрный конь · f6 чёрный конь · b5 чёрная пешка · d5 белый конь · e5 белая пешка · h5 белая пешка · g4 белая пешка · d3 белая пешка · a2 белая пешка · c2 белая пешка · e2 белый король · a1 чёрный ферзь · g1 чёрный слон | a8 чёрная ладья · c8 чёрный слон · d8 чёрный король · h8 чёрная ладья · a7 чёрная пешка · d7 чёрная пешка · e7 белый слон · f7 чёрная пешка · g7 белый конь · h7 чёрная пешка · a6 чёрный конь · f6 чёрный конь · b5 чёрная пешка · d5 белый конь · e5 белая пешка · h5 белая пешка · g4 белая пешка · d3 белая пешка · a2 белая пешка · c2 белая пешка · e2 белый король · a1 чёрный ферзь · g1 чёрный слон | a8 чёрная ладья · c8 чёрный слон · d8 чёрный король · h8 чёрная ладья · a7 чёрная пешка · d7 чёрная пешка · e7 белый слон · f7 чёрная пешка · g7 белый конь · h7 чёрная пешка · a6 чёрный конь · f6 чёрный конь · b5 чёрная пешка · d5 белый конь · e5 белая пешка · h5 белая пешка · g4 белая пешка · d3 белая пешка · a2 белая пешка · c2 белая пешка · e2 белый король · a1 чёрный ферзь · g1 чёрный слон | a8 чёрная ладья · c8 чёрный слон · d8 чёрный король · h8 чёрная ладья · a7 чёрная пешка · d7 чёрная пешка · e7 белый слон · f7 чёрная пешка · g7 белый конь · h7 чёрная пешка · a6 чёрный конь · f6 чёрный конь · b5 чёрная пешка · d5 белый конь · e5 белая пешка · h5 белая пешка · g4 белая пешка · d3 белая пешка · a2 белая пешка · c2 белая пешка · e2 белый король · a1 чёрный ферзь · g1 чёрный слон | a8 чёрная ладья · c8 чёрный слон · d8 чёрный король · h8 чёрная ладья · a7 чёрная пешка · d7 чёрная пешка · e7 белый слон · f7 чёрная пешка · g7 белый конь · h7 чёрная пешка · a6 чёрный конь · f6 чёрный конь · b5 чёрная пешка · d5 белый конь · e5 белая пешка · h5 белая пешка · g4 белая пешка · d3 белая пешка · a2 белая пешка · c2 белая пешка · e2 белый король · a1 чёрный ферзь · g1 чёрный слон | a8 чёрная ладья · c8 чёрный слон · d8 чёрный король · h8 чёрная ладья · a7 чёрная пешка · d7 чёрная пешка · e7 белый слон · f7 чёрная пешка · g7 белый конь · h7 чёрная пешка · a6 чёрный конь · f6 чёрный конь · b5 чёрная пешка · d5 белый конь · e5 белая пешка · h5 белая пешка · g4 белая пешка · d3 белая пешка · a2 белая пешка · c2 белая пешка · e2 белый король · a1 чёрный ферзь · g1 чёрный слон | a8 чёрная ладья · c8 чёрный слон · d8 чёрный король · h8 чёрная ладья · a7 чёрная пешка · d7 чёрная пешка · e7 белый слон · f7 чёрная пешка · g7 белый конь · h7 чёрная пешка · a6 чёрный конь · f6 чёрный конь · b5 чёрная пешка · d5 белый конь · e5 белая пешка · h5 белая пешка · g4 белая пешка · d3 белая пешка · a2 белая пешка · c2 белая пешка · e2 белый король · a1 чёрный ферзь · g1 чёрный слон | 1 |
|   | a | b | c | d | e | f | g | h |   |

19. …Фb2:a1+
20.Kpf1-e2 Кb8-a6
21. Kf5:g7+ Kpe8-d8
22. Фf3-f6+!!
Очень сильный ход. У белых уже не хватает двух ладей и слона, и, отдавая ферзя, они остаются всего с тремя лёгкими фигурами; ферзь жертвуется, чтобы поставить мат слоном на e7.
22…Kg8:f6
23. Cd6-e7x.
Конь g8 забирает ферзя и перестаёт защищать поле e7, на котором белые и ставят мат.
В 1879 году, почти сразу после смерти Андерсена, Вильгельм Стейниц указал, что, по его мнению, Кизерицкий мог спасти партию ходом 20…Са6 (статья в журнале «Field»). В варианте Стейница партия могла при правильной игре Кизерицкого закончиться ничьей вечным шахом (21. Кс7+ Крd8. 22. Ф:а8 Фс3! 23. Ф:b8+ Сс8. 24. Кd5 Ф:с2+ 25. Кре1 Фс1+).
В том же году Михаил Чигорин ответил Стейницу в собственном журнале «Шахматный листок». Он убедительно опроверг вариант Стейница (20…Са6 21. Кс7+ Крd8. 22. К:а6!), а заодно дополнил анализ Фалькбеера.

Анимированная «Бессмертная партия».

## Упоминание в литературе
- Бессмертная партия упоминается Владимиром Набоковым во вступлении к его роману «Защита Лужина» (Монтре, 15 декабря 1963 года):

Перечитывая теперь этот роман, вновь разыгрывая ходы его фабулы, я испытываю чувство схожее с тем, что испытывал бы Андерсен, с нежностью вспоминая, как пожертвовал обе ладьи несчастливому, благородному Кизерицкому – который обречен вновь и вновь принимать эту жертву в бесчисленном множестве шахматных руководств, с вопросительным знаком в качестве памятника.